# David Archuleta
David James Archuleta Mayorga (Miami, Florida, 28 de diciembre de 1990) es un cantante y compositor estadounidense de ascendencia hondureña.
A los diez años ganó el children's division de la Competencia de Talentos de Utah, llevándolo a otras apariciones cantando en televisión. Cuando tenía doce años, Archuleta se ganó el Junior Vocal Champion en Star Search. En 2007, a los dieciséis años de edad, se convirtió en uno de los participantes más jóvenes en la séptima temporada de American Idol. En mayo de 2008, se perfiló como subcampeón, recibiendo el 44 por ciento de más de 97 millones de votos. En agosto de ese mismo año lanzó «Crush», el primer sencillo de su álbum debut homónimo, David Archuleta. El álbum, tras tres meses de su publicación, debutó en el número dos en el Billboard 200; el álbum vendió alrededor de 750,000 copias en Estados Unidos y cerca de 900,000 copias en el mundo. En octubre de 2010, lanzó su tercer álbum titulado The Other Side of Down, el primer sencillo desprendido fue «Something 'Bout Love». 

## Primeros años
David Archuleta nació el 28 de diciembre de 1990 en Miami, Florida. Es hijo de Jeff Archuleta y de Lupe María Mayorga, cantante de salsa y bailarina de Honduras y su padre es de origen español (concretamente, vasco); por lo que David actualmente habla con fluidez el español. Archuleta tiene cuatro hermanos, Claudia, Daniel, Jazzy y Amber, David el segundo hijo. Su familia se mudó al suburbio de Sandy, Utah, de Salt Lake City cuando tenía seis años y ahora vive en Murray, donde asistió a Murray High School.
Archuleta comenzó a cantar a la edad de seis años, inspirado en un video de Los miserables. Rerefente al video Archuleta dijo: «esa música es lo que empezó todo esto». A los diez años comenzó a actuar en público, cuando participó en la Competencia Talento de Utah, cantando «I Will Always Love You» de Dolly Parton, recibiendo la ovación del público en pie y ganó el premio «Child División».

## Concursos de talentos

### Star Search
A los diez años de edad ganó la competencia musical de niños en la Utah Talent Competition que lo llevó a otras apariciones cantando en televisión y en el 2003, cuando tenía doce años, le permitió participar en la serie de televisión Star Search. Terminó como Campeón Vocal Junior, perdiendo el título de Campeón Junior Grand a Tiffany Evans. En un episodio, cantó contra el concursante de entonces 11 años de edad Alexandréa Lushington, que se convirtió en un "Top 20" semifinalista en American Idol junto con Archuleta. Alrededor del segundo año de estar en Star Search empezó a centrarse en las letras, "Yo ni siquiera prestaba atención a las letras cuando tenía 12, 13 años", dijo él.
Después de la competición de David en Star Search, fue precedida por una aparición en el programa The Jenny Jones Show en el conoció a los finalistas de la primera temporada de American Idol, por quien realizó una espontánea versión a capela de "And I Am Telling You I'm Not Going" de Dreamgirls, del que recibió grandes elogios de Kelly Clarkson y esto lo llevó a actuar en el show de CBS The Early Show, el año después de Star Search se enteró de que tenía una parálisis parcial de vocales, pero se negó una cirugía riesgosa y ha dicho que se siente casi totalmente recuperado. En ese momento limitó su canto para ocasiones específicas, como el Stadium of Fire, la celebración del Día de la Independencia en la Brigham Young University Stadium.
Archuleta hizo los primeros intentos de componer y arreglar música después de su participación en Star Search, y ha escrito al menos tres canciones. Sus primeros sencillos en el 2003 fueron «Dream Sky High» y «Don't Tell Me».

### American Idol
Archuleta ganó su boleto a la final de las audiciones de Hollywood en el Condado de San Diego celebrada en el Estadio Qualcomm a finales de julio de 2007 - con la actuación de John Mayer de «Waiting on the World to Change» con el juez Randy Jackson uniéndose espontáneamente a cantar en el fondo "Waiting" de la canción. Él tenía 16 en las audiciones (cuando sus interpretaciones de Bryan Adams "Heaven" de Gnarls Barkley y "Crazy" fueron bien recibidas por los jueces) y asistió a la escuela mientras estaba en una parte de American Idol en su séptima temporada. Sus padres estaban allí porque era menor de edad. Archuleta también tomó ventaja de la decisión de permitir a los concursantes tocar instrumentos musicales, cuando acompañó a sí mismo en el piano de sus interpretaciones o ejecuciones de Crazy, Another Day in Paradise y Angels.
Un artículo de Los Ángeles Times especulaba que Archuleta evitó cantar la primera estrofa de Imagine, por su religión (Mormonismo). Archuleta, sin embargo, cantó toda la canción en Good Things Utah cuando tenía 13. Durante su primera representación de Imagine en American Idol, cuando se le preguntó por el juez Randy Jackson porqué no cantó la primera estrofa, Archuleta dijo que el tercer verso era su favorito porque tiene «un gran mensaje».
Después de su interpretación de We Can Work It Out, que el juez Simon Cowell llamó "un desastre", Entertainment Tonight informó que Archuleta esa noche sentía la presión de su padre, Jeff Archuleta, que al parecer le gritó a su hijo después de una sesión de grabación de la noche anterior. Jeff Archuleta, en una entrevista con Us Weekly, negó la demanda. Associated Press informó que Jeff Archuleta obligó a su hijo a añadir una letra de la canción de Sean Kingston Beautiful Girls en una versión de Stand by Me, aumentando los costos para la concesión de licencias, y que se le había prohibido a Jeff entrar a los ensayos de American Idol. David defendió a su padre le llama "un gran tipo" que lo mantiene muy bien.
Durante los resultados de la semana 7, los participantes se dividieron en dos grupos. En un grupo estaba Syesha Mercado, Brooke White y Kristy Lee Cook. En el otro grupo fue David Cook, Carly Smithson, y Jason Castro. Archuleta fue el único que no se lo incluyeron en un grupo. Fue declarado salvado después de que los grupos se formaron, entonces se le pidió que eligiera al grupo que él pensaba que estaba salvado junto con él mismo. Él se negó a elegir, y se sentó en el piso del escenario, al igual que Melinda Doolittle había hecho la temporada anterior.
En la final David cantó Don't Let The Sun Go Down On Me, In This Moment y Imagine. El juez Simon Cowell declaró que Archuleta ganó la noche y fue superior a David Cook. Con su última canción, el juez le dijo que fue 'El golpe matador' e incluso David Cook, el ganador, creía que David Archuleta iba a ganar: "Tengo que reconocer que, David salió con las tres canciones dispuesto a ganar", dijo Cook. En el recuento final, Archuleta recibió el 44 por ciento de los votos. Durante la final se mostraron comerciales idénticos de Archuleta y Cook imitando a Tom Cruise en el famoso comercial de Guitar Hero.
56ty
Resultados:
| Semana # | Semana # | Semana # | Semana # | Semana # | Semana # | Semana # | Semana # | Semana # | Semana # | Semana # | Semana # | Semana # | Semana # | Semana # | Semana # | Semana # | Semana # | Semana # | Semana # | Semana # | Semana # | Semana # | Semana # | Semana # | Semana # | Semana # | Semana # | Semana # | Semana # | Semana # | Semana # | Semana # | Semana # | Semana # | Semana # | Semana # | Semana # | Semana # | Semana # | Semana # | Semana # | Semana # | Semana # | Semana # | Semana # | Semana # | Semana # | Semana # | Semana # | Semana # | Semana # | Semana # | Semana # | Semana # | Semana # | Semana # | Semana # | Semana # | Semana # | Semana # | Semana # | Semana # | Semana # | Semana # | Semana # | Semana # | Semana # | Semana # | Semana # | Semana # | Semana # | Semana # | Semana # | Semana # | Semana # | Semana # | Semana # | Semana # | Semana # | Semana # | Semana # | Semana # | Semana # | Semana # | Semana # | Semana # | Semana # | Semana # | Semana # | Semana # | Semana # | Semana # | Semana # | Semana # | Semana # | Semana # | Semana # | Semana # | Semana # | Tema                                                                                                   | Tema                                                                                                   | Tema                                                                                                   | Tema                                                                                                   | Tema                                                                                                   | Tema                                                                                                   | Tema                                                                                                   | Tema                                                                                                   | Tema                                                                                                   | Tema                                                                                                   | Tema                                                                                                   | Tema                                                                                                   | Tema                                                                                                   | Tema                                                                                                   | Tema                                                                                                   | Tema                                                                                                   | Tema                                                                                                   | Tema                                                                                                   | Tema                                                                                                   | Tema                                                                                                   | Tema                                                                                                   | Tema                                                                                                   | Tema                                                                                                   | Tema                                                                                                   | Tema                                                                                                   | Tema                                                                                                   | Tema                                                                                                   | Tema                                                                                                   | Tema                                                                                                   | Tema                                                                                                   | Tema                                                                                                   | Tema                                                                                                   | Tema                                                                                                   | Tema                                                                                                   | Tema                                                                                                   | Tema                                                                                                   | Tema                                                                                                   | Tema                                                                                                   | Tema                                                                                                   | Tema                                                                                                   | Tema                                                                                                   | Tema                                                                                                   | Tema                                                                                                   | Tema                                                                                                   | Tema                                                                                                   | Tema                                                                                                   | Tema                                                                                                   | Tema                                                                                                   | Tema                                                                                                   | Tema                                                                                                   | Tema                                                                                                   | Tema                                                                                                   | Tema                                                                                                   | Tema                                                                                                   | Tema                                                                                                   | Tema                                                                                                   | Tema                                                                                                   | Tema                                                                                                   | Tema                                                                                                   | Tema                                                                                                   | Tema                                                                                                   | Tema                                                                                                   | Tema                                                                                                   | Tema                                                                                                   | Tema                                                                                                   | Tema                                                                                                   | Tema                                                                                                   | Tema                                                                                                   | Tema                                                                                                   | Tema                                                                                                   | Tema                                                                                                   | Tema                                                                                                   | Tema                                                                                                   | Tema                                                                                                   | Tema                                                                                                   | Tema                                                                                                   | Tema                                                                                                   | Tema                                                                                                   | Tema                                                                                                   | Tema                                                                                                   | Tema                                                                                                   | Tema                                                                                                   | Tema                                                                                                   | Tema                                                                                                   | Tema                                                                                                   | Tema                                                                                                   | Tema                                                                                                   | Tema                                                                                                   | Tema                                                                                                   | Tema                                                                                                   | Tema                                                                                                   | Tema                                                                                                   | Tema                                                                                                   | Tema                                                                                                   | Tema                                                                                                   | Tema                                                                                                   | Tema                                                                                                   | Tema                                                                                                   | Tema                                                                                                   | Tema                                                                                                   | Canción Escogida                                           | Canción Escogida                                           | Canción Escogida                                           | Canción Escogida                                           | Canción Escogida                                           | Canción Escogida                                           | Canción Escogida                                           | Canción Escogida                                           | Canción Escogida                                           | Canción Escogida                                           | Canción Escogida                                           | Canción Escogida                                           | Canción Escogida                                           | Canción Escogida                                           | Canción Escogida                                           | Canción Escogida                                           | Canción Escogida                                           | Canción Escogida                                           | Canción Escogida                                           | Canción Escogida                                           | Canción Escogida                                           | Canción Escogida                                           | Canción Escogida                                           | Canción Escogida                                           | Canción Escogida                                           | Canción Escogida                                           | Canción Escogida                                           | Canción Escogida                                           | Canción Escogida                                           | Canción Escogida                                           | Canción Escogida                                           | Canción Escogida                                           | Canción Escogida                                           | Canción Escogida                                           | Canción Escogida                                           | Canción Escogida                                           | Canción Escogida                                           | Canción Escogida                                           | Canción Escogida                                           | Canción Escogida                                           | Canción Escogida                                           | Canción Escogida                                           | Canción Escogida                                           | Canción Escogida                                           | Canción Escogida                                           | Canción Escogida                                           | Canción Escogida                                           | Canción Escogida                                           | Canción Escogida                                           | Canción Escogida                                           | Canción Escogida                                           | Canción Escogida                                           | Canción Escogida                                           | Canción Escogida                                           | Canción Escogida                                           | Canción Escogida                                           | Canción Escogida                                           | Canción Escogida                                           | Canción Escogida                                           | Canción Escogida                                           | Canción Escogida                                           | Canción Escogida                                           | Canción Escogida                                           | Canción Escogida                                           | Canción Escogida                                           | Canción Escogida                                           | Canción Escogida                                           | Canción Escogida                                           | Canción Escogida                                           | Canción Escogida                                           | Canción Escogida                                           | Canción Escogida                                           | Canción Escogida                                           | Canción Escogida                                           | Canción Escogida                                           | Canción Escogida                                           | Canción Escogida                                           | Canción Escogida                                           | Canción Escogida                                           | Canción Escogida                                           | Canción Escogida                                           | Canción Escogida                                           | Canción Escogida                                           | Canción Escogida                                           | Canción Escogida                                           | Canción Escogida                                           | Canción Escogida                                           | Canción Escogida                                           | Canción Escogida                                           | Canción Escogida                                           | Canción Escogida                                           | Canción Escogida                                           | Canción Escogida                                           | Canción Escogida                                           | Canción Escogida                                           | Canción Escogida                                           | Canción Escogida                                           | Canción Escogida                                           | Canción Escogida                                           | Canción Escogida                                           | Artista Original                               | Artista Original                               | Artista Original                               | Artista Original                               | Artista Original                               | Artista Original                               | Artista Original                               | Artista Original                               | Artista Original                               | Artista Original                               | Artista Original                               | Artista Original                               | Artista Original                               | Artista Original                               | Artista Original                               | Artista Original                               | Artista Original                               | Artista Original                               | Artista Original                               | Artista Original                               | Artista Original                               | Artista Original                               | Artista Original                               | Artista Original                               | Artista Original                               | Artista Original                               | Artista Original                               | Artista Original                               | Artista Original                               | Artista Original                               | Artista Original                               | Artista Original                               | Artista Original                               | Artista Original                               | Artista Original                               | Artista Original                               | Artista Original                               | Artista Original                               | Artista Original                               | Artista Original                               | Artista Original                               | Artista Original                               | Artista Original                               | Artista Original                               | Artista Original                               | Artista Original                               | Artista Original                               | Artista Original                               | Artista Original                               | Artista Original                               | Artista Original                               | Artista Original                               | Artista Original                               | Artista Original                               | Artista Original                               | Artista Original                               | Artista Original                               | Artista Original                               | Artista Original                               | Artista Original                               | Artista Original                               | Artista Original                               | Artista Original                               | Artista Original                               | Artista Original                               | Artista Original                               | Artista Original                               | Artista Original                               | Artista Original                               | Artista Original                               | Artista Original                               | Artista Original                               | Artista Original                               | Artista Original                               | Artista Original                               | Artista Original                               | Artista Original                               | Artista Original                               | Artista Original                               | Artista Original                               | Artista Original                               | Artista Original                               | Artista Original                               | Artista Original                               | Artista Original                               | Artista Original                               | Artista Original                               | Artista Original                               | Artista Original                               | Artista Original                               | Artista Original                               | Artista Original                               | Artista Original                               | Artista Original                               | Artista Original                               | Artista Original                               | Artista Original                               | Artista Original                               | Artista Original                               | Artista Original                               | Resultado      | Resultado      | Resultado      | Resultado      | Resultado      | Resultado      | Resultado      | Resultado      | Resultado      | Resultado      | Resultado      | Resultado      | Resultado      | Resultado      | Resultado      | Resultado      | Resultado      | Resultado      | Resultado      | Resultado      | Resultado      | Resultado      | Resultado      | Resultado      | Resultado      | Resultado      | Resultado      | Resultado      | Resultado      | Resultado      | Resultado      | Resultado      | Resultado      | Resultado      | Resultado      | Resultado      | Resultado      | Resultado      | Resultado      | Resultado      | Resultado      | Resultado      | Resultado      | Resultado      | Resultado      | Resultado      | Resultado      | Resultado      | Resultado      | Resultado      | Resultado      | Resultado      | Resultado      | Resultado      | Resultado      | Resultado      | Resultado      | Resultado      | Resultado      | Resultado      | Resultado      | Resultado      | Resultado      | Resultado      | Resultado      | Resultado      | Resultado      | Resultado      | Resultado      | Resultado      | Resultado      | Resultado      | Resultado      | Resultado      | Resultado      | Resultado      | Resultado      | Resultado      | Resultado      | Resultado      | Resultado      | Resultado      | Resultado      | Resultado      | Resultado      | Resultado      | Resultado      | Resultado      | Resultado      | Resultado      | Resultado      | Resultado      | Resultado      | Resultado      | Resultado      | Resultado      | Resultado      | Resultado      | Resultado      | Resultado      |
| Top 24   | Top 24   | Top 24   | Top 24   | Top 24   | Top 24   | Top 24   | Top 24   | Top 24   | Top 24   | Top 24   | Top 24   | Top 24   | Top 24   | Top 24   | Top 24   | Top 24   | Top 24   | Top 24   | Top 24   | Top 24   | Top 24   | Top 24   | Top 24   | Top 24   | Top 24   | Top 24   | Top 24   | Top 24   | Top 24   | Top 24   | Top 24   | Top 24   | Top 24   | Top 24   | Top 24   | Top 24   | Top 24   | Top 24   | Top 24   | Top 24   | Top 24   | Top 24   | Top 24   | Top 24   | Top 24   | Top 24   | Top 24   | Top 24   | Top 24   | Top 24   | Top 24   | Top 24   | Top 24   | Top 24   | Top 24   | Top 24   | Top 24   | Top 24   | Top 24   | Top 24   | Top 24   | Top 24   | Top 24   | Top 24   | Top 24   | Top 24   | Top 24   | Top 24   | Top 24   | Top 24   | Top 24   | Top 24   | Top 24   | Top 24   | Top 24   | Top 24   | Top 24   | Top 24   | Top 24   | Top 24   | Top 24   | Top 24   | Top 24   | Top 24   | Top 24   | Top 24   | Top 24   | Top 24   | Top 24   | Top 24   | Top 24   | Top 24   | Top 24   | Top 24   | Top 24   | Top 24   | Top 24   | Top 24   | Top 24   | 1960s                                                                                                  | 1960s                                                                                                  | 1960s                                                                                                  | 1960s                                                                                                  | 1960s                                                                                                  | 1960s                                                                                                  | 1960s                                                                                                  | 1960s                                                                                                  | 1960s                                                                                                  | 1960s                                                                                                  | 1960s                                                                                                  | 1960s                                                                                                  | 1960s                                                                                                  | 1960s                                                                                                  | 1960s                                                                                                  | 1960s                                                                                                  | 1960s                                                                                                  | 1960s                                                                                                  | 1960s                                                                                                  | 1960s                                                                                                  | 1960s                                                                                                  | 1960s                                                                                                  | 1960s                                                                                                  | 1960s                                                                                                  | 1960s                                                                                                  | 1960s                                                                                                  | 1960s                                                                                                  | 1960s                                                                                                  | 1960s                                                                                                  | 1960s                                                                                                  | 1960s                                                                                                  | 1960s                                                                                                  | 1960s                                                                                                  | 1960s                                                                                                  | 1960s                                                                                                  | 1960s                                                                                                  | 1960s                                                                                                  | 1960s                                                                                                  | 1960s                                                                                                  | 1960s                                                                                                  | 1960s                                                                                                  | 1960s                                                                                                  | 1960s                                                                                                  | 1960s                                                                                                  | 1960s                                                                                                  | 1960s                                                                                                  | 1960s                                                                                                  | 1960s                                                                                                  | 1960s                                                                                                  | 1960s                                                                                                  | 1960s                                                                                                  | 1960s                                                                                                  | 1960s                                                                                                  | 1960s                                                                                                  | 1960s                                                                                                  | 1960s                                                                                                  | 1960s                                                                                                  | 1960s                                                                                                  | 1960s                                                                                                  | 1960s                                                                                                  | 1960s                                                                                                  | 1960s                                                                                                  | 1960s                                                                                                  | 1960s                                                                                                  | 1960s                                                                                                  | 1960s                                                                                                  | 1960s                                                                                                  | 1960s                                                                                                  | 1960s                                                                                                  | 1960s                                                                                                  | 1960s                                                                                                  | 1960s                                                                                                  | 1960s                                                                                                  | 1960s                                                                                                  | 1960s                                                                                                  | 1960s                                                                                                  | 1960s                                                                                                  | 1960s                                                                                                  | 1960s                                                                                                  | 1960s                                                                                                  | 1960s                                                                                                  | 1960s                                                                                                  | 1960s                                                                                                  | 1960s                                                                                                  | 1960s                                                                                                  | 1960s                                                                                                  | 1960s                                                                                                  | 1960s                                                                                                  | 1960s                                                                                                  | 1960s                                                                                                  | 1960s                                                                                                  | 1960s                                                                                                  | 1960s                                                                                                  | 1960s                                                                                                  | 1960s                                                                                                  | 1960s                                                                                                  | 1960s                                                                                                  | 1960s                                                                                                  | 1960s                                                                                                  | 1960s                                                                                                  | "Shop Around"                                              | "Shop Around"                                              | "Shop Around"                                              | "Shop Around"                                              | "Shop Around"                                              | "Shop Around"                                              | "Shop Around"                                              | "Shop Around"                                              | "Shop Around"                                              | "Shop Around"                                              | "Shop Around"                                              | "Shop Around"                                              | "Shop Around"                                              | "Shop Around"                                              | "Shop Around"                                              | "Shop Around"                                              | "Shop Around"                                              | "Shop Around"                                              | "Shop Around"                                              | "Shop Around"                                              | "Shop Around"                                              | "Shop Around"                                              | "Shop Around"                                              | "Shop Around"                                              | "Shop Around"                                              | "Shop Around"                                              | "Shop Around"                                              | "Shop Around"                                              | "Shop Around"                                              | "Shop Around"                                              | "Shop Around"                                              | "Shop Around"                                              | "Shop Around"                                              | "Shop Around"                                              | "Shop Around"                                              | "Shop Around"                                              | "Shop Around"                                              | "Shop Around"                                              | "Shop Around"                                              | "Shop Around"                                              | "Shop Around"                                              | "Shop Around"                                              | "Shop Around"                                              | "Shop Around"                                              | "Shop Around"                                              | "Shop Around"                                              | "Shop Around"                                              | "Shop Around"                                              | "Shop Around"                                              | "Shop Around"                                              | "Shop Around"                                              | "Shop Around"                                              | "Shop Around"                                              | "Shop Around"                                              | "Shop Around"                                              | "Shop Around"                                              | "Shop Around"                                              | "Shop Around"                                              | "Shop Around"                                              | "Shop Around"                                              | "Shop Around"                                              | "Shop Around"                                              | "Shop Around"                                              | "Shop Around"                                              | "Shop Around"                                              | "Shop Around"                                              | "Shop Around"                                              | "Shop Around"                                              | "Shop Around"                                              | "Shop Around"                                              | "Shop Around"                                              | "Shop Around"                                              | "Shop Around"                                              | "Shop Around"                                              | "Shop Around"                                              | "Shop Around"                                              | "Shop Around"                                              | "Shop Around"                                              | "Shop Around"                                              | "Shop Around"                                              | "Shop Around"                                              | "Shop Around"                                              | "Shop Around"                                              | "Shop Around"                                              | "Shop Around"                                              | "Shop Around"                                              | "Shop Around"                                              | "Shop Around"                                              | "Shop Around"                                              | "Shop Around"                                              | "Shop Around"                                              | "Shop Around"                                              | "Shop Around"                                              | "Shop Around"                                              | "Shop Around"                                              | "Shop Around"                                              | "Shop Around"                                              | "Shop Around"                                              | "Shop Around"                                              | "Shop Around"                                              | The Miracles                                   | The Miracles                                   | The Miracles                                   | The Miracles                                   | The Miracles                                   | The Miracles                                   | The Miracles                                   | The Miracles                                   | The Miracles                                   | The Miracles                                   | The Miracles                                   | The Miracles                                   | The Miracles                                   | The Miracles                                   | The Miracles                                   | The Miracles                                   | The Miracles                                   | The Miracles                                   | The Miracles                                   | The Miracles                                   | The Miracles                                   | The Miracles                                   | The Miracles                                   | The Miracles                                   | The Miracles                                   | The Miracles                                   | The Miracles                                   | The Miracles                                   | The Miracles                                   | The Miracles                                   | The Miracles                                   | The Miracles                                   | The Miracles                                   | The Miracles                                   | The Miracles                                   | The Miracles                                   | The Miracles                                   | The Miracles                                   | The Miracles                                   | The Miracles                                   | The Miracles                                   | The Miracles                                   | The Miracles                                   | The Miracles                                   | The Miracles                                   | The Miracles                                   | The Miracles                                   | The Miracles                                   | The Miracles                                   | The Miracles                                   | The Miracles                                   | The Miracles                                   | The Miracles                                   | The Miracles                                   | The Miracles                                   | The Miracles                                   | The Miracles                                   | The Miracles                                   | The Miracles                                   | The Miracles                                   | The Miracles                                   | The Miracles                                   | The Miracles                                   | The Miracles                                   | The Miracles                                   | The Miracles                                   | The Miracles                                   | The Miracles                                   | The Miracles                                   | The Miracles                                   | The Miracles                                   | The Miracles                                   | The Miracles                                   | The Miracles                                   | The Miracles                                   | The Miracles                                   | The Miracles                                   | The Miracles                                   | The Miracles                                   | The Miracles                                   | The Miracles                                   | The Miracles                                   | The Miracles                                   | The Miracles                                   | The Miracles                                   | The Miracles                                   | The Miracles                                   | The Miracles                                   | The Miracles                                   | The Miracles                                   | The Miracles                                   | The Miracles                                   | The Miracles                                   | The Miracles                                   | The Miracles                                   | The Miracles                                   | The Miracles                                   | The Miracles                                   | The Miracles                                   | The Miracles                                   | A salvo        | A salvo        | A salvo        | A salvo        | A salvo        | A salvo        | A salvo        | A salvo        | A salvo        | A salvo        | A salvo        | A salvo        | A salvo        | A salvo        | A salvo        | A salvo        | A salvo        | A salvo        | A salvo        | A salvo        | A salvo        | A salvo        | A salvo        | A salvo        | A salvo        | A salvo        | A salvo        | A salvo        | A salvo        | A salvo        | A salvo        | A salvo        | A salvo        | A salvo        | A salvo        | A salvo        | A salvo        | A salvo        | A salvo        | A salvo        | A salvo        | A salvo        | A salvo        | A salvo        | A salvo        | A salvo        | A salvo        | A salvo        | A salvo        | A salvo        | A salvo        | A salvo        | A salvo        | A salvo        | A salvo        | A salvo        | A salvo        | A salvo        | A salvo        | A salvo        | A salvo        | A salvo        | A salvo        | A salvo        | A salvo        | A salvo        | A salvo        | A salvo        | A salvo        | A salvo        | A salvo        | A salvo        | A salvo        | A salvo        | A salvo        | A salvo        | A salvo        | A salvo        | A salvo        | A salvo        | A salvo        | A salvo        | A salvo        | A salvo        | A salvo        | A salvo        | A salvo        | A salvo        | A salvo        | A salvo        | A salvo        | A salvo        | A salvo        | A salvo        | A salvo        | A salvo        | A salvo        | A salvo        | A salvo        | A salvo        |
| Top 20   | Top 20   | Top 20   | Top 20   | Top 20   | Top 20   | Top 20   | Top 20   | Top 20   | Top 20   | Top 20   | Top 20   | Top 20   | Top 20   | Top 20   | Top 20   | Top 20   | Top 20   | Top 20   | Top 20   | Top 20   | Top 20   | Top 20   | Top 20   | Top 20   | Top 20   | Top 20   | Top 20   | Top 20   | Top 20   | Top 20   | Top 20   | Top 20   | Top 20   | Top 20   | Top 20   | Top 20   | Top 20   | Top 20   | Top 20   | Top 20   | Top 20   | Top 20   | Top 20   | Top 20   | Top 20   | Top 20   | Top 20   | Top 20   | Top 20   | Top 20   | Top 20   | Top 20   | Top 20   | Top 20   | Top 20   | Top 20   | Top 20   | Top 20   | Top 20   | Top 20   | Top 20   | Top 20   | Top 20   | Top 20   | Top 20   | Top 20   | Top 20   | Top 20   | Top 20   | Top 20   | Top 20   | Top 20   | Top 20   | Top 20   | Top 20   | Top 20   | Top 20   | Top 20   | Top 20   | Top 20   | Top 20   | Top 20   | Top 20   | Top 20   | Top 20   | Top 20   | Top 20   | Top 20   | Top 20   | Top 20   | Top 20   | Top 20   | Top 20   | Top 20   | Top 20   | Top 20   | Top 20   | Top 20   | Top 20   | 1970s                                                                                                  | 1970s                                                                                                  | 1970s                                                                                                  | 1970s                                                                                                  | 1970s                                                                                                  | 1970s                                                                                                  | 1970s                                                                                                  | 1970s                                                                                                  | 1970s                                                                                                  | 1970s                                                                                                  | 1970s                                                                                                  | 1970s                                                                                                  | 1970s                                                                                                  | 1970s                                                                                                  | 1970s                                                                                                  | 1970s                                                                                                  | 1970s                                                                                                  | 1970s                                                                                                  | 1970s                                                                                                  | 1970s                                                                                                  | 1970s                                                                                                  | 1970s                                                                                                  | 1970s                                                                                                  | 1970s                                                                                                  | 1970s                                                                                                  | 1970s                                                                                                  | 1970s                                                                                                  | 1970s                                                                                                  | 1970s                                                                                                  | 1970s                                                                                                  | 1970s                                                                                                  | 1970s                                                                                                  | 1970s                                                                                                  | 1970s                                                                                                  | 1970s                                                                                                  | 1970s                                                                                                  | 1970s                                                                                                  | 1970s                                                                                                  | 1970s                                                                                                  | 1970s                                                                                                  | 1970s                                                                                                  | 1970s                                                                                                  | 1970s                                                                                                  | 1970s                                                                                                  | 1970s                                                                                                  | 1970s                                                                                                  | 1970s                                                                                                  | 1970s                                                                                                  | 1970s                                                                                                  | 1970s                                                                                                  | 1970s                                                                                                  | 1970s                                                                                                  | 1970s                                                                                                  | 1970s                                                                                                  | 1970s                                                                                                  | 1970s                                                                                                  | 1970s                                                                                                  | 1970s                                                                                                  | 1970s                                                                                                  | 1970s                                                                                                  | 1970s                                                                                                  | 1970s                                                                                                  | 1970s                                                                                                  | 1970s                                                                                                  | 1970s                                                                                                  | 1970s                                                                                                  | 1970s                                                                                                  | 1970s                                                                                                  | 1970s                                                                                                  | 1970s                                                                                                  | 1970s                                                                                                  | 1970s                                                                                                  | 1970s                                                                                                  | 1970s                                                                                                  | 1970s                                                                                                  | 1970s                                                                                                  | 1970s                                                                                                  | 1970s                                                                                                  | 1970s                                                                                                  | 1970s                                                                                                  | 1970s                                                                                                  | 1970s                                                                                                  | 1970s                                                                                                  | 1970s                                                                                                  | 1970s                                                                                                  | 1970s                                                                                                  | 1970s                                                                                                  | 1970s                                                                                                  | 1970s                                                                                                  | 1970s                                                                                                  | 1970s                                                                                                  | 1970s                                                                                                  | 1970s                                                                                                  | 1970s                                                                                                  | 1970s                                                                                                  | 1970s                                                                                                  | 1970s                                                                                                  | 1970s                                                                                                  | 1970s                                                                                                  | 1970s                                                                                                  | "Imagine"                                                  | "Imagine"                                                  | "Imagine"                                                  | "Imagine"                                                  | "Imagine"                                                  | "Imagine"                                                  | "Imagine"                                                  | "Imagine"                                                  | "Imagine"                                                  | "Imagine"                                                  | "Imagine"                                                  | "Imagine"                                                  | "Imagine"                                                  | "Imagine"                                                  | "Imagine"                                                  | "Imagine"                                                  | "Imagine"                                                  | "Imagine"                                                  | "Imagine"                                                  | "Imagine"                                                  | "Imagine"                                                  | "Imagine"                                                  | "Imagine"                                                  | "Imagine"                                                  | "Imagine"                                                  | "Imagine"                                                  | "Imagine"                                                  | "Imagine"                                                  | "Imagine"                                                  | "Imagine"                                                  | "Imagine"                                                  | "Imagine"                                                  | "Imagine"                                                  | "Imagine"                                                  | "Imagine"                                                  | "Imagine"                                                  | "Imagine"                                                  | "Imagine"                                                  | "Imagine"                                                  | "Imagine"                                                  | "Imagine"                                                  | "Imagine"                                                  | "Imagine"                                                  | "Imagine"                                                  | "Imagine"                                                  | "Imagine"                                                  | "Imagine"                                                  | "Imagine"                                                  | "Imagine"                                                  | "Imagine"                                                  | "Imagine"                                                  | "Imagine"                                                  | "Imagine"                                                  | "Imagine"                                                  | "Imagine"                                                  | "Imagine"                                                  | "Imagine"                                                  | "Imagine"                                                  | "Imagine"                                                  | "Imagine"                                                  | "Imagine"                                                  | "Imagine"                                                  | "Imagine"                                                  | "Imagine"                                                  | "Imagine"                                                  | "Imagine"                                                  | "Imagine"                                                  | "Imagine"                                                  | "Imagine"                                                  | "Imagine"                                                  | "Imagine"                                                  | "Imagine"                                                  | "Imagine"                                                  | "Imagine"                                                  | "Imagine"                                                  | "Imagine"                                                  | "Imagine"                                                  | "Imagine"                                                  | "Imagine"                                                  | "Imagine"                                                  | "Imagine"                                                  | "Imagine"                                                  | "Imagine"                                                  | "Imagine"                                                  | "Imagine"                                                  | "Imagine"                                                  | "Imagine"                                                  | "Imagine"                                                  | "Imagine"                                                  | "Imagine"                                                  | "Imagine"                                                  | "Imagine"                                                  | "Imagine"                                                  | "Imagine"                                                  | "Imagine"                                                  | "Imagine"                                                  | "Imagine"                                                  | "Imagine"                                                  | "Imagine"                                                  | "Imagine"                                                  | John Lennon                                    | John Lennon                                    | John Lennon                                    | John Lennon                                    | John Lennon                                    | John Lennon                                    | John Lennon                                    | John Lennon                                    | John Lennon                                    | John Lennon                                    | John Lennon                                    | John Lennon                                    | John Lennon                                    | John Lennon                                    | John Lennon                                    | John Lennon                                    | John Lennon                                    | John Lennon                                    | John Lennon                                    | John Lennon                                    | John Lennon                                    | John Lennon                                    | John Lennon                                    | John Lennon                                    | John Lennon                                    | John Lennon                                    | John Lennon                                    | John Lennon                                    | John Lennon                                    | John Lennon                                    | John Lennon                                    | John Lennon                                    | John Lennon                                    | John Lennon                                    | John Lennon                                    | John Lennon                                    | John Lennon                                    | John Lennon                                    | John Lennon                                    | John Lennon                                    | John Lennon                                    | John Lennon                                    | John Lennon                                    | John Lennon                                    | John Lennon                                    | John Lennon                                    | John Lennon                                    | John Lennon                                    | John Lennon                                    | John Lennon                                    | John Lennon                                    | John Lennon                                    | John Lennon                                    | John Lennon                                    | John Lennon                                    | John Lennon                                    | John Lennon                                    | John Lennon                                    | John Lennon                                    | John Lennon                                    | John Lennon                                    | John Lennon                                    | John Lennon                                    | John Lennon                                    | John Lennon                                    | John Lennon                                    | John Lennon                                    | John Lennon                                    | John Lennon                                    | John Lennon                                    | John Lennon                                    | John Lennon                                    | John Lennon                                    | John Lennon                                    | John Lennon                                    | John Lennon                                    | John Lennon                                    | John Lennon                                    | John Lennon                                    | John Lennon                                    | John Lennon                                    | John Lennon                                    | John Lennon                                    | John Lennon                                    | John Lennon                                    | John Lennon                                    | John Lennon                                    | John Lennon                                    | John Lennon                                    | John Lennon                                    | John Lennon                                    | John Lennon                                    | John Lennon                                    | John Lennon                                    | John Lennon                                    | John Lennon                                    | John Lennon                                    | John Lennon                                    | John Lennon                                    | John Lennon                                    | A salvo        | A salvo        | A salvo        | A salvo        | A salvo        | A salvo        | A salvo        | A salvo        | A salvo        | A salvo        | A salvo        | A salvo        | A salvo        | A salvo        | A salvo        | A salvo        | A salvo        | A salvo        | A salvo        | A salvo        | A salvo        | A salvo        | A salvo        | A salvo        | A salvo        | A salvo        | A salvo        | A salvo        | A salvo        | A salvo        | A salvo        | A salvo        | A salvo        | A salvo        | A salvo        | A salvo        | A salvo        | A salvo        | A salvo        | A salvo        | A salvo        | A salvo        | A salvo        | A salvo        | A salvo        | A salvo        | A salvo        | A salvo        | A salvo        | A salvo        | A salvo        | A salvo        | A salvo        | A salvo        | A salvo        | A salvo        | A salvo        | A salvo        | A salvo        | A salvo        | A salvo        | A salvo        | A salvo        | A salvo        | A salvo        | A salvo        | A salvo        | A salvo        | A salvo        | A salvo        | A salvo        | A salvo        | A salvo        | A salvo        | A salvo        | A salvo        | A salvo        | A salvo        | A salvo        | A salvo        | A salvo        | A salvo        | A salvo        | A salvo        | A salvo        | A salvo        | A salvo        | A salvo        | A salvo        | A salvo        | A salvo        | A salvo        | A salvo        | A salvo        | A salvo        | A salvo        | A salvo        | A salvo        | A salvo        | A salvo        |
| Top 16   | Top 16   | Top 16   | Top 16   | Top 16   | Top 16   | Top 16   | Top 16   | Top 16   | Top 16   | Top 16   | Top 16   | Top 16   | Top 16   | Top 16   | Top 16   | Top 16   | Top 16   | Top 16   | Top 16   | Top 16   | Top 16   | Top 16   | Top 16   | Top 16   | Top 16   | Top 16   | Top 16   | Top 16   | Top 16   | Top 16   | Top 16   | Top 16   | Top 16   | Top 16   | Top 16   | Top 16   | Top 16   | Top 16   | Top 16   | Top 16   | Top 16   | Top 16   | Top 16   | Top 16   | Top 16   | Top 16   | Top 16   | Top 16   | Top 16   | Top 16   | Top 16   | Top 16   | Top 16   | Top 16   | Top 16   | Top 16   | Top 16   | Top 16   | Top 16   | Top 16   | Top 16   | Top 16   | Top 16   | Top 16   | Top 16   | Top 16   | Top 16   | Top 16   | Top 16   | Top 16   | Top 16   | Top 16   | Top 16   | Top 16   | Top 16   | Top 16   | Top 16   | Top 16   | Top 16   | Top 16   | Top 16   | Top 16   | Top 16   | Top 16   | Top 16   | Top 16   | Top 16   | Top 16   | Top 16   | Top 16   | Top 16   | Top 16   | Top 16   | Top 16   | Top 16   | Top 16   | Top 16   | Top 16   | Top 16   | 1980s                                                                                                  | 1980s                                                                                                  | 1980s                                                                                                  | 1980s                                                                                                  | 1980s                                                                                                  | 1980s                                                                                                  | 1980s                                                                                                  | 1980s                                                                                                  | 1980s                                                                                                  | 1980s                                                                                                  | 1980s                                                                                                  | 1980s                                                                                                  | 1980s                                                                                                  | 1980s                                                                                                  | 1980s                                                                                                  | 1980s                                                                                                  | 1980s                                                                                                  | 1980s                                                                                                  | 1980s                                                                                                  | 1980s                                                                                                  | 1980s                                                                                                  | 1980s                                                                                                  | 1980s                                                                                                  | 1980s                                                                                                  | 1980s                                                                                                  | 1980s                                                                                                  | 1980s                                                                                                  | 1980s                                                                                                  | 1980s                                                                                                  | 1980s                                                                                                  | 1980s                                                                                                  | 1980s                                                                                                  | 1980s                                                                                                  | 1980s                                                                                                  | 1980s                                                                                                  | 1980s                                                                                                  | 1980s                                                                                                  | 1980s                                                                                                  | 1980s                                                                                                  | 1980s                                                                                                  | 1980s                                                                                                  | 1980s                                                                                                  | 1980s                                                                                                  | 1980s                                                                                                  | 1980s                                                                                                  | 1980s                                                                                                  | 1980s                                                                                                  | 1980s                                                                                                  | 1980s                                                                                                  | 1980s                                                                                                  | 1980s                                                                                                  | 1980s                                                                                                  | 1980s                                                                                                  | 1980s                                                                                                  | 1980s                                                                                                  | 1980s                                                                                                  | 1980s                                                                                                  | 1980s                                                                                                  | 1980s                                                                                                  | 1980s                                                                                                  | 1980s                                                                                                  | 1980s                                                                                                  | 1980s                                                                                                  | 1980s                                                                                                  | 1980s                                                                                                  | 1980s                                                                                                  | 1980s                                                                                                  | 1980s                                                                                                  | 1980s                                                                                                  | 1980s                                                                                                  | 1980s                                                                                                  | 1980s                                                                                                  | 1980s                                                                                                  | 1980s                                                                                                  | 1980s                                                                                                  | 1980s                                                                                                  | 1980s                                                                                                  | 1980s                                                                                                  | 1980s                                                                                                  | 1980s                                                                                                  | 1980s                                                                                                  | 1980s                                                                                                  | 1980s                                                                                                  | 1980s                                                                                                  | 1980s                                                                                                  | 1980s                                                                                                  | 1980s                                                                                                  | 1980s                                                                                                  | 1980s                                                                                                  | 1980s                                                                                                  | 1980s                                                                                                  | 1980s                                                                                                  | 1980s                                                                                                  | 1980s                                                                                                  | 1980s                                                                                                  | 1980s                                                                                                  | 1980s                                                                                                  | 1980s                                                                                                  | 1980s                                                                                                  | 1980s                                                                                                  | "Another Day in Paradise"                                  | "Another Day in Paradise"                                  | "Another Day in Paradise"                                  | "Another Day in Paradise"                                  | "Another Day in Paradise"                                  | "Another Day in Paradise"                                  | "Another Day in Paradise"                                  | "Another Day in Paradise"                                  | "Another Day in Paradise"                                  | "Another Day in Paradise"                                  | "Another Day in Paradise"                                  | "Another Day in Paradise"                                  | "Another Day in Paradise"                                  | "Another Day in Paradise"                                  | "Another Day in Paradise"                                  | "Another Day in Paradise"                                  | "Another Day in Paradise"                                  | "Another Day in Paradise"                                  | "Another Day in Paradise"                                  | "Another Day in Paradise"                                  | "Another Day in Paradise"                                  | "Another Day in Paradise"                                  | "Another Day in Paradise"                                  | "Another Day in Paradise"                                  | "Another Day in Paradise"                                  | "Another Day in Paradise"                                  | "Another Day in Paradise"                                  | "Another Day in Paradise"                                  | "Another Day in Paradise"                                  | "Another Day in Paradise"                                  | "Another Day in Paradise"                                  | "Another Day in Paradise"                                  | "Another Day in Paradise"                                  | "Another Day in Paradise"                                  | "Another Day in Paradise"                                  | "Another Day in Paradise"                                  | "Another Day in Paradise"                                  | "Another Day in Paradise"                                  | "Another Day in Paradise"                                  | "Another Day in Paradise"                                  | "Another Day in Paradise"                                  | "Another Day in Paradise"                                  | "Another Day in Paradise"                                  | "Another Day in Paradise"                                  | "Another Day in Paradise"                                  | "Another Day in Paradise"                                  | "Another Day in Paradise"                                  | "Another Day in Paradise"                                  | "Another Day in Paradise"                                  | "Another Day in Paradise"                                  | "Another Day in Paradise"                                  | "Another Day in Paradise"                                  | "Another Day in Paradise"                                  | "Another Day in Paradise"                                  | "Another Day in Paradise"                                  | "Another Day in Paradise"                                  | "Another Day in Paradise"                                  | "Another Day in Paradise"                                  | "Another Day in Paradise"                                  | "Another Day in Paradise"                                  | "Another Day in Paradise"                                  | "Another Day in Paradise"                                  | "Another Day in Paradise"                                  | "Another Day in Paradise"                                  | "Another Day in Paradise"                                  | "Another Day in Paradise"                                  | "Another Day in Paradise"                                  | "Another Day in Paradise"                                  | "Another Day in Paradise"                                  | "Another Day in Paradise"                                  | "Another Day in Paradise"                                  | "Another Day in Paradise"                                  | "Another Day in Paradise"                                  | "Another Day in Paradise"                                  | "Another Day in Paradise"                                  | "Another Day in Paradise"                                  | "Another Day in Paradise"                                  | "Another Day in Paradise"                                  | "Another Day in Paradise"                                  | "Another Day in Paradise"                                  | "Another Day in Paradise"                                  | "Another Day in Paradise"                                  | "Another Day in Paradise"                                  | "Another Day in Paradise"                                  | "Another Day in Paradise"                                  | "Another Day in Paradise"                                  | "Another Day in Paradise"                                  | "Another Day in Paradise"                                  | "Another Day in Paradise"                                  | "Another Day in Paradise"                                  | "Another Day in Paradise"                                  | "Another Day in Paradise"                                  | "Another Day in Paradise"                                  | "Another Day in Paradise"                                  | "Another Day in Paradise"                                  | "Another Day in Paradise"                                  | "Another Day in Paradise"                                  | "Another Day in Paradise"                                  | "Another Day in Paradise"                                  | "Another Day in Paradise"                                  | Phil Collins                                   | Phil Collins                                   | Phil Collins                                   | Phil Collins                                   | Phil Collins                                   | Phil Collins                                   | Phil Collins                                   | Phil Collins                                   | Phil Collins                                   | Phil Collins                                   | Phil Collins                                   | Phil Collins                                   | Phil Collins                                   | Phil Collins                                   | Phil Collins                                   | Phil Collins                                   | Phil Collins                                   | Phil Collins                                   | Phil Collins                                   | Phil Collins                                   | Phil Collins                                   | Phil Collins                                   | Phil Collins                                   | Phil Collins                                   | Phil Collins                                   | Phil Collins                                   | Phil Collins                                   | Phil Collins                                   | Phil Collins                                   | Phil Collins                                   | Phil Collins                                   | Phil Collins                                   | Phil Collins                                   | Phil Collins                                   | Phil Collins                                   | Phil Collins                                   | Phil Collins                                   | Phil Collins                                   | Phil Collins                                   | Phil Collins                                   | Phil Collins                                   | Phil Collins                                   | Phil Collins                                   | Phil Collins                                   | Phil Collins                                   | Phil Collins                                   | Phil Collins                                   | Phil Collins                                   | Phil Collins                                   | Phil Collins                                   | Phil Collins                                   | Phil Collins                                   | Phil Collins                                   | Phil Collins                                   | Phil Collins                                   | Phil Collins                                   | Phil Collins                                   | Phil Collins                                   | Phil Collins                                   | Phil Collins                                   | Phil Collins                                   | Phil Collins                                   | Phil Collins                                   | Phil Collins                                   | Phil Collins                                   | Phil Collins                                   | Phil Collins                                   | Phil Collins                                   | Phil Collins                                   | Phil Collins                                   | Phil Collins                                   | Phil Collins                                   | Phil Collins                                   | Phil Collins                                   | Phil Collins                                   | Phil Collins                                   | Phil Collins                                   | Phil Collins                                   | Phil Collins                                   | Phil Collins                                   | Phil Collins                                   | Phil Collins                                   | Phil Collins                                   | Phil Collins                                   | Phil Collins                                   | Phil Collins                                   | Phil Collins                                   | Phil Collins                                   | Phil Collins                                   | Phil Collins                                   | Phil Collins                                   | Phil Collins                                   | Phil Collins                                   | Phil Collins                                   | Phil Collins                                   | Phil Collins                                   | Phil Collins                                   | Phil Collins                                   | Phil Collins                                   | Phil Collins                                   | A salvo        | A salvo        | A salvo        | A salvo        | A salvo        | A salvo        | A salvo        | A salvo        | A salvo        | A salvo        | A salvo        | A salvo        | A salvo        | A salvo        | A salvo        | A salvo        | A salvo        | A salvo        | A salvo        | A salvo        | A salvo        | A salvo        | A salvo        | A salvo        | A salvo        | A salvo        | A salvo        | A salvo        | A salvo        | A salvo        | A salvo        | A salvo        | A salvo        | A salvo        | A salvo        | A salvo        | A salvo        | A salvo        | A salvo        | A salvo        | A salvo        | A salvo        | A salvo        | A salvo        | A salvo        | A salvo        | A salvo        | A salvo        | A salvo        | A salvo        | A salvo        | A salvo        | A salvo        | A salvo        | A salvo        | A salvo        | A salvo        | A salvo        | A salvo        | A salvo        | A salvo        | A salvo        | A salvo        | A salvo        | A salvo        | A salvo        | A salvo        | A salvo        | A salvo        | A salvo        | A salvo        | A salvo        | A salvo        | A salvo        | A salvo        | A salvo        | A salvo        | A salvo        | A salvo        | A salvo        | A salvo        | A salvo        | A salvo        | A salvo        | A salvo        | A salvo        | A salvo        | A salvo        | A salvo        | A salvo        | A salvo        | A salvo        | A salvo        | A salvo        | A salvo        | A salvo        | A salvo        | A salvo        | A salvo        | A salvo        |
| Top 12   | Top 12   | Top 12   | Top 12   | Top 12   | Top 12   | Top 12   | Top 12   | Top 12   | Top 12   | Top 12   | Top 12   | Top 12   | Top 12   | Top 12   | Top 12   | Top 12   | Top 12   | Top 12   | Top 12   | Top 12   | Top 12   | Top 12   | Top 12   | Top 12   | Top 12   | Top 12   | Top 12   | Top 12   | Top 12   | Top 12   | Top 12   | Top 12   | Top 12   | Top 12   | Top 12   | Top 12   | Top 12   | Top 12   | Top 12   | Top 12   | Top 12   | Top 12   | Top 12   | Top 12   | Top 12   | Top 12   | Top 12   | Top 12   | Top 12   | Top 12   | Top 12   | Top 12   | Top 12   | Top 12   | Top 12   | Top 12   | Top 12   | Top 12   | Top 12   | Top 12   | Top 12   | Top 12   | Top 12   | Top 12   | Top 12   | Top 12   | Top 12   | Top 12   | Top 12   | Top 12   | Top 12   | Top 12   | Top 12   | Top 12   | Top 12   | Top 12   | Top 12   | Top 12   | Top 12   | Top 12   | Top 12   | Top 12   | Top 12   | Top 12   | Top 12   | Top 12   | Top 12   | Top 12   | Top 12   | Top 12   | Top 12   | Top 12   | Top 12   | Top 12   | Top 12   | Top 12   | Top 12   | Top 12   | Top 12   | Lennon/McCartney                                                                                       | Lennon/McCartney                                                                                       | Lennon/McCartney                                                                                       | Lennon/McCartney                                                                                       | Lennon/McCartney                                                                                       | Lennon/McCartney                                                                                       | Lennon/McCartney                                                                                       | Lennon/McCartney                                                                                       | Lennon/McCartney                                                                                       | Lennon/McCartney                                                                                       | Lennon/McCartney                                                                                       | Lennon/McCartney                                                                                       | Lennon/McCartney                                                                                       | Lennon/McCartney                                                                                       | Lennon/McCartney                                                                                       | Lennon/McCartney                                                                                       | Lennon/McCartney                                                                                       | Lennon/McCartney                                                                                       | Lennon/McCartney                                                                                       | Lennon/McCartney                                                                                       | Lennon/McCartney                                                                                       | Lennon/McCartney                                                                                       | Lennon/McCartney                                                                                       | Lennon/McCartney                                                                                       | Lennon/McCartney                                                                                       | Lennon/McCartney                                                                                       | Lennon/McCartney                                                                                       | Lennon/McCartney                                                                                       | Lennon/McCartney                                                                                       | Lennon/McCartney                                                                                       | Lennon/McCartney                                                                                       | Lennon/McCartney                                                                                       | Lennon/McCartney                                                                                       | Lennon/McCartney                                                                                       | Lennon/McCartney                                                                                       | Lennon/McCartney                                                                                       | Lennon/McCartney                                                                                       | Lennon/McCartney                                                                                       | Lennon/McCartney                                                                                       | Lennon/McCartney                                                                                       | Lennon/McCartney                                                                                       | Lennon/McCartney                                                                                       | Lennon/McCartney                                                                                       | Lennon/McCartney                                                                                       | Lennon/McCartney                                                                                       | Lennon/McCartney                                                                                       | Lennon/McCartney                                                                                       | Lennon/McCartney                                                                                       | Lennon/McCartney                                                                                       | Lennon/McCartney                                                                                       | Lennon/McCartney                                                                                       | Lennon/McCartney                                                                                       | Lennon/McCartney                                                                                       | Lennon/McCartney                                                                                       | Lennon/McCartney                                                                                       | Lennon/McCartney                                                                                       | Lennon/McCartney                                                                                       | Lennon/McCartney                                                                                       | Lennon/McCartney                                                                                       | Lennon/McCartney                                                                                       | Lennon/McCartney                                                                                       | Lennon/McCartney                                                                                       | Lennon/McCartney                                                                                       | Lennon/McCartney                                                                                       | Lennon/McCartney                                                                                       | Lennon/McCartney                                                                                       | Lennon/McCartney                                                                                       | Lennon/McCartney                                                                                       | Lennon/McCartney                                                                                       | Lennon/McCartney                                                                                       | Lennon/McCartney                                                                                       | Lennon/McCartney                                                                                       | Lennon/McCartney                                                                                       | Lennon/McCartney                                                                                       | Lennon/McCartney                                                                                       | Lennon/McCartney                                                                                       | Lennon/McCartney                                                                                       | Lennon/McCartney                                                                                       | Lennon/McCartney                                                                                       | Lennon/McCartney                                                                                       | Lennon/McCartney                                                                                       | Lennon/McCartney                                                                                       | Lennon/McCartney                                                                                       | Lennon/McCartney                                                                                       | Lennon/McCartney                                                                                       | Lennon/McCartney                                                                                       | Lennon/McCartney                                                                                       | Lennon/McCartney                                                                                       | Lennon/McCartney                                                                                       | Lennon/McCartney                                                                                       | Lennon/McCartney                                                                                       | Lennon/McCartney                                                                                       | Lennon/McCartney                                                                                       | Lennon/McCartney                                                                                       | Lennon/McCartney                                                                                       | Lennon/McCartney                                                                                       | Lennon/McCartney                                                                                       | Lennon/McCartney                                                                                       | Lennon/McCartney                                                                                       | Lennon/McCartney                                                                                       | "We Can Work It Out"                                       | "We Can Work It Out"                                       | "We Can Work It Out"                                       | "We Can Work It Out"                                       | "We Can Work It Out"                                       | "We Can Work It Out"                                       | "We Can Work It Out"                                       | "We Can Work It Out"                                       | "We Can Work It Out"                                       | "We Can Work It Out"                                       | "We Can Work It Out"                                       | "We Can Work It Out"                                       | "We Can Work It Out"                                       | "We Can Work It Out"                                       | "We Can Work It Out"                                       | "We Can Work It Out"                                       | "We Can Work It Out"                                       | "We Can Work It Out"                                       | "We Can Work It Out"                                       | "We Can Work It Out"                                       | "We Can Work It Out"                                       | "We Can Work It Out"                                       | "We Can Work It Out"                                       | "We Can Work It Out"                                       | "We Can Work It Out"                                       | "We Can Work It Out"                                       | "We Can Work It Out"                                       | "We Can Work It Out"                                       | "We Can Work It Out"                                       | "We Can Work It Out"                                       | "We Can Work It Out"                                       | "We Can Work It Out"                                       | "We Can Work It Out"                                       | "We Can Work It Out"                                       | "We Can Work It Out"                                       | "We Can Work It Out"                                       | "We Can Work It Out"                                       | "We Can Work It Out"                                       | "We Can Work It Out"                                       | "We Can Work It Out"                                       | "We Can Work It Out"                                       | "We Can Work It Out"                                       | "We Can Work It Out"                                       | "We Can Work It Out"                                       | "We Can Work It Out"                                       | "We Can Work It Out"                                       | "We Can Work It Out"                                       | "We Can Work It Out"                                       | "We Can Work It Out"                                       | "We Can Work It Out"                                       | "We Can Work It Out"                                       | "We Can Work It Out"                                       | "We Can Work It Out"                                       | "We Can Work It Out"                                       | "We Can Work It Out"                                       | "We Can Work It Out"                                       | "We Can Work It Out"                                       | "We Can Work It Out"                                       | "We Can Work It Out"                                       | "We Can Work It Out"                                       | "We Can Work It Out"                                       | "We Can Work It Out"                                       | "We Can Work It Out"                                       | "We Can Work It Out"                                       | "We Can Work It Out"                                       | "We Can Work It Out"                                       | "We Can Work It Out"                                       | "We Can Work It Out"                                       | "We Can Work It Out"                                       | "We Can Work It Out"                                       | "We Can Work It Out"                                       | "We Can Work It Out"                                       | "We Can Work It Out"                                       | "We Can Work It Out"                                       | "We Can Work It Out"                                       | "We Can Work It Out"                                       | "We Can Work It Out"                                       | "We Can Work It Out"                                       | "We Can Work It Out"                                       | "We Can Work It Out"                                       | "We Can Work It Out"                                       | "We Can Work It Out"                                       | "We Can Work It Out"                                       | "We Can Work It Out"                                       | "We Can Work It Out"                                       | "We Can Work It Out"                                       | "We Can Work It Out"                                       | "We Can Work It Out"                                       | "We Can Work It Out"                                       | "We Can Work It Out"                                       | "We Can Work It Out"                                       | "We Can Work It Out"                                       | "We Can Work It Out"                                       | "We Can Work It Out"                                       | "We Can Work It Out"                                       | "We Can Work It Out"                                       | "We Can Work It Out"                                       | "We Can Work It Out"                                       | "We Can Work It Out"                                       | "We Can Work It Out"                                       | The Beatles                                    | The Beatles                                    | The Beatles                                    | The Beatles                                    | The Beatles                                    | The Beatles                                    | The Beatles                                    | The Beatles                                    | The Beatles                                    | The Beatles                                    | The Beatles                                    | The Beatles                                    | The Beatles                                    | The Beatles                                    | The Beatles                                    | The Beatles                                    | The Beatles                                    | The Beatles                                    | The Beatles                                    | The Beatles                                    | The Beatles                                    | The Beatles                                    | The Beatles                                    | The Beatles                                    | The Beatles                                    | The Beatles                                    | The Beatles                                    | The Beatles                                    | The Beatles                                    | The Beatles                                    | The Beatles                                    | The Beatles                                    | The Beatles                                    | The Beatles                                    | The Beatles                                    | The Beatles                                    | The Beatles                                    | The Beatles                                    | The Beatles                                    | The Beatles                                    | The Beatles                                    | The Beatles                                    | The Beatles                                    | The Beatles                                    | The Beatles                                    | The Beatles                                    | The Beatles                                    | The Beatles                                    | The Beatles                                    | The Beatles                                    | The Beatles                                    | The Beatles                                    | The Beatles                                    | The Beatles                                    | The Beatles                                    | The Beatles                                    | The Beatles                                    | The Beatles                                    | The Beatles                                    | The Beatles                                    | The Beatles                                    | The Beatles                                    | The Beatles                                    | The Beatles                                    | The Beatles                                    | The Beatles                                    | The Beatles                                    | The Beatles                                    | The Beatles                                    | The Beatles                                    | The Beatles                                    | The Beatles                                    | The Beatles                                    | The Beatles                                    | The Beatles                                    | The Beatles                                    | The Beatles                                    | The Beatles                                    | The Beatles                                    | The Beatles                                    | The Beatles                                    | The Beatles                                    | The Beatles                                    | The Beatles                                    | The Beatles                                    | The Beatles                                    | The Beatles                                    | The Beatles                                    | The Beatles                                    | The Beatles                                    | The Beatles                                    | The Beatles                                    | The Beatles                                    | The Beatles                                    | The Beatles                                    | The Beatles                                    | The Beatles                                    | The Beatles                                    | The Beatles                                    | The Beatles                                    | A salvo        | A salvo        | A salvo        | A salvo        | A salvo        | A salvo        | A salvo        | A salvo        | A salvo        | A salvo        | A salvo        | A salvo        | A salvo        | A salvo        | A salvo        | A salvo        | A salvo        | A salvo        | A salvo        | A salvo        | A salvo        | A salvo        | A salvo        | A salvo        | A salvo        | A salvo        | A salvo        | A salvo        | A salvo        | A salvo        | A salvo        | A salvo        | A salvo        | A salvo        | A salvo        | A salvo        | A salvo        | A salvo        | A salvo        | A salvo        | A salvo        | A salvo        | A salvo        | A salvo        | A salvo        | A salvo        | A salvo        | A salvo        | A salvo        | A salvo        | A salvo        | A salvo        | A salvo        | A salvo        | A salvo        | A salvo        | A salvo        | A salvo        | A salvo        | A salvo        | A salvo        | A salvo        | A salvo        | A salvo        | A salvo        | A salvo        | A salvo        | A salvo        | A salvo        | A salvo        | A salvo        | A salvo        | A salvo        | A salvo        | A salvo        | A salvo        | A salvo        | A salvo        | A salvo        | A salvo        | A salvo        | A salvo        | A salvo        | A salvo        | A salvo        | A salvo        | A salvo        | A salvo        | A salvo        | A salvo        | A salvo        | A salvo        | A salvo        | A salvo        | A salvo        | A salvo        | A salvo        | A salvo        | A salvo        | A salvo        |
| Top 11   | Top 11   | Top 11   | Top 11   | Top 11   | Top 11   | Top 11   | Top 11   | Top 11   | Top 11   | Top 11   | Top 11   | Top 11   | Top 11   | Top 11   | Top 11   | Top 11   | Top 11   | Top 11   | Top 11   | Top 11   | Top 11   | Top 11   | Top 11   | Top 11   | Top 11   | Top 11   | Top 11   | Top 11   | Top 11   | Top 11   | Top 11   | Top 11   | Top 11   | Top 11   | Top 11   | Top 11   | Top 11   | Top 11   | Top 11   | Top 11   | Top 11   | Top 11   | Top 11   | Top 11   | Top 11   | Top 11   | Top 11   | Top 11   | Top 11   | Top 11   | Top 11   | Top 11   | Top 11   | Top 11   | Top 11   | Top 11   | Top 11   | Top 11   | Top 11   | Top 11   | Top 11   | Top 11   | Top 11   | Top 11   | Top 11   | Top 11   | Top 11   | Top 11   | Top 11   | Top 11   | Top 11   | Top 11   | Top 11   | Top 11   | Top 11   | Top 11   | Top 11   | Top 11   | Top 11   | Top 11   | Top 11   | Top 11   | Top 11   | Top 11   | Top 11   | Top 11   | Top 11   | Top 11   | Top 11   | Top 11   | Top 11   | Top 11   | Top 11   | Top 11   | Top 11   | Top 11   | Top 11   | Top 11   | Top 11   | The Beatles                                                                                            | The Beatles                                                                                            | The Beatles                                                                                            | The Beatles                                                                                            | The Beatles                                                                                            | The Beatles                                                                                            | The Beatles                                                                                            | The Beatles                                                                                            | The Beatles                                                                                            | The Beatles                                                                                            | The Beatles                                                                                            | The Beatles                                                                                            | The Beatles                                                                                            | The Beatles                                                                                            | The Beatles                                                                                            | The Beatles                                                                                            | The Beatles                                                                                            | The Beatles                                                                                            | The Beatles                                                                                            | The Beatles                                                                                            | The Beatles                                                                                            | The Beatles                                                                                            | The Beatles                                                                                            | The Beatles                                                                                            | The Beatles                                                                                            | The Beatles                                                                                            | The Beatles                                                                                            | The Beatles                                                                                            | The Beatles                                                                                            | The Beatles                                                                                            | The Beatles                                                                                            | The Beatles                                                                                            | The Beatles                                                                                            | The Beatles                                                                                            | The Beatles                                                                                            | The Beatles                                                                                            | The Beatles                                                                                            | The Beatles                                                                                            | The Beatles                                                                                            | The Beatles                                                                                            | The Beatles                                                                                            | The Beatles                                                                                            | The Beatles                                                                                            | The Beatles                                                                                            | The Beatles                                                                                            | The Beatles                                                                                            | The Beatles                                                                                            | The Beatles                                                                                            | The Beatles                                                                                            | The Beatles                                                                                            | The Beatles                                                                                            | The Beatles                                                                                            | The Beatles                                                                                            | The Beatles                                                                                            | The Beatles                                                                                            | The Beatles                                                                                            | The Beatles                                                                                            | The Beatles                                                                                            | The Beatles                                                                                            | The Beatles                                                                                            | The Beatles                                                                                            | The Beatles                                                                                            | The Beatles                                                                                            | The Beatles                                                                                            | The Beatles                                                                                            | The Beatles                                                                                            | The Beatles                                                                                            | The Beatles                                                                                            | The Beatles                                                                                            | The Beatles                                                                                            | The Beatles                                                                                            | The Beatles                                                                                            | The Beatles                                                                                            | The Beatles                                                                                            | The Beatles                                                                                            | The Beatles                                                                                            | The Beatles                                                                                            | The Beatles                                                                                            | The Beatles                                                                                            | The Beatles                                                                                            | The Beatles                                                                                            | The Beatles                                                                                            | The Beatles                                                                                            | The Beatles                                                                                            | The Beatles                                                                                            | The Beatles                                                                                            | The Beatles                                                                                            | The Beatles                                                                                            | The Beatles                                                                                            | The Beatles                                                                                            | The Beatles                                                                                            | The Beatles                                                                                            | The Beatles                                                                                            | The Beatles                                                                                            | The Beatles                                                                                            | The Beatles                                                                                            | The Beatles                                                                                            | The Beatles                                                                                            | The Beatles                                                                                            | The Beatles                                                                                            | "The Long and Winding Road"                                | "The Long and Winding Road"                                | "The Long and Winding Road"                                | "The Long and Winding Road"                                | "The Long and Winding Road"                                | "The Long and Winding Road"                                | "The Long and Winding Road"                                | "The Long and Winding Road"                                | "The Long and Winding Road"                                | "The Long and Winding Road"                                | "The Long and Winding Road"                                | "The Long and Winding Road"                                | "The Long and Winding Road"                                | "The Long and Winding Road"                                | "The Long and Winding Road"                                | "The Long and Winding Road"                                | "The Long and Winding Road"                                | "The Long and Winding Road"                                | "The Long and Winding Road"                                | "The Long and Winding Road"                                | "The Long and Winding Road"                                | "The Long and Winding Road"                                | "The Long and Winding Road"                                | "The Long and Winding Road"                                | "The Long and Winding Road"                                | "The Long and Winding Road"                                | "The Long and Winding Road"                                | "The Long and Winding Road"                                | "The Long and Winding Road"                                | "The Long and Winding Road"                                | "The Long and Winding Road"                                | "The Long and Winding Road"                                | "The Long and Winding Road"                                | "The Long and Winding Road"                                | "The Long and Winding Road"                                | "The Long and Winding Road"                                | "The Long and Winding Road"                                | "The Long and Winding Road"                                | "The Long and Winding Road"                                | "The Long and Winding Road"                                | "The Long and Winding Road"                                | "The Long and Winding Road"                                | "The Long and Winding Road"                                | "The Long and Winding Road"                                | "The Long and Winding Road"                                | "The Long and Winding Road"                                | "The Long and Winding Road"                                | "The Long and Winding Road"                                | "The Long and Winding Road"                                | "The Long and Winding Road"                                | "The Long and Winding Road"                                | "The Long and Winding Road"                                | "The Long and Winding Road"                                | "The Long and Winding Road"                                | "The Long and Winding Road"                                | "The Long and Winding Road"                                | "The Long and Winding Road"                                | "The Long and Winding Road"                                | "The Long and Winding Road"                                | "The Long and Winding Road"                                | "The Long and Winding Road"                                | "The Long and Winding Road"                                | "The Long and Winding Road"                                | "The Long and Winding Road"                                | "The Long and Winding Road"                                | "The Long and Winding Road"                                | "The Long and Winding Road"                                | "The Long and Winding Road"                                | "The Long and Winding Road"                                | "The Long and Winding Road"                                | "The Long and Winding Road"                                | "The Long and Winding Road"                                | "The Long and Winding Road"                                | "The Long and Winding Road"                                | "The Long and Winding Road"                                | "The Long and Winding Road"                                | "The Long and Winding Road"                                | "The Long and Winding Road"                                | "The Long and Winding Road"                                | "The Long and Winding Road"                                | "The Long and Winding Road"                                | "The Long and Winding Road"                                | "The Long and Winding Road"                                | "The Long and Winding Road"                                | "The Long and Winding Road"                                | "The Long and Winding Road"                                | "The Long and Winding Road"                                | "The Long and Winding Road"                                | "The Long and Winding Road"                                | "The Long and Winding Road"                                | "The Long and Winding Road"                                | "The Long and Winding Road"                                | "The Long and Winding Road"                                | "The Long and Winding Road"                                | "The Long and Winding Road"                                | "The Long and Winding Road"                                | "The Long and Winding Road"                                | "The Long and Winding Road"                                | "The Long and Winding Road"                                | "The Long and Winding Road"                                | The Beatles                                    | The Beatles                                    | The Beatles                                    | The Beatles                                    | The Beatles                                    | The Beatles                                    | The Beatles                                    | The Beatles                                    | The Beatles                                    | The Beatles                                    | The Beatles                                    | The Beatles                                    | The Beatles                                    | The Beatles                                    | The Beatles                                    | The Beatles                                    | The Beatles                                    | The Beatles                                    | The Beatles                                    | The Beatles                                    | The Beatles                                    | The Beatles                                    | The Beatles                                    | The Beatles                                    | The Beatles                                    | The Beatles                                    | The Beatles                                    | The Beatles                                    | The Beatles                                    | The Beatles                                    | The Beatles                                    | The Beatles                                    | The Beatles                                    | The Beatles                                    | The Beatles                                    | The Beatles                                    | The Beatles                                    | The Beatles                                    | The Beatles                                    | The Beatles                                    | The Beatles                                    | The Beatles                                    | The Beatles                                    | The Beatles                                    | The Beatles                                    | The Beatles                                    | The Beatles                                    | The Beatles                                    | The Beatles                                    | The Beatles                                    | The Beatles                                    | The Beatles                                    | The Beatles                                    | The Beatles                                    | The Beatles                                    | The Beatles                                    | The Beatles                                    | The Beatles                                    | The Beatles                                    | The Beatles                                    | The Beatles                                    | The Beatles                                    | The Beatles                                    | The Beatles                                    | The Beatles                                    | The Beatles                                    | The Beatles                                    | The Beatles                                    | The Beatles                                    | The Beatles                                    | The Beatles                                    | The Beatles                                    | The Beatles                                    | The Beatles                                    | The Beatles                                    | The Beatles                                    | The Beatles                                    | The Beatles                                    | The Beatles                                    | The Beatles                                    | The Beatles                                    | The Beatles                                    | The Beatles                                    | The Beatles                                    | The Beatles                                    | The Beatles                                    | The Beatles                                    | The Beatles                                    | The Beatles                                    | The Beatles                                    | The Beatles                                    | The Beatles                                    | The Beatles                                    | The Beatles                                    | The Beatles                                    | The Beatles                                    | The Beatles                                    | The Beatles                                    | The Beatles                                    | The Beatles                                    | A salvo        | A salvo        | A salvo        | A salvo        | A salvo        | A salvo        | A salvo        | A salvo        | A salvo        | A salvo        | A salvo        | A salvo        | A salvo        | A salvo        | A salvo        | A salvo        | A salvo        | A salvo        | A salvo        | A salvo        | A salvo        | A salvo        | A salvo        | A salvo        | A salvo        | A salvo        | A salvo        | A salvo        | A salvo        | A salvo        | A salvo        | A salvo        | A salvo        | A salvo        | A salvo        | A salvo        | A salvo        | A salvo        | A salvo        | A salvo        | A salvo        | A salvo        | A salvo        | A salvo        | A salvo        | A salvo        | A salvo        | A salvo        | A salvo        | A salvo        | A salvo        | A salvo        | A salvo        | A salvo        | A salvo        | A salvo        | A salvo        | A salvo        | A salvo        | A salvo        | A salvo        | A salvo        | A salvo        | A salvo        | A salvo        | A salvo        | A salvo        | A salvo        | A salvo        | A salvo        | A salvo        | A salvo        | A salvo        | A salvo        | A salvo        | A salvo        | A salvo        | A salvo        | A salvo        | A salvo        | A salvo        | A salvo        | A salvo        | A salvo        | A salvo        | A salvo        | A salvo        | A salvo        | A salvo        | A salvo        | A salvo        | A salvo        | A salvo        | A salvo        | A salvo        | A salvo        | A salvo        | A salvo        | A salvo        | A salvo        |
| Top 10   | Top 10   | Top 10   | Top 10   | Top 10   | Top 10   | Top 10   | Top 10   | Top 10   | Top 10   | Top 10   | Top 10   | Top 10   | Top 10   | Top 10   | Top 10   | Top 10   | Top 10   | Top 10   | Top 10   | Top 10   | Top 10   | Top 10   | Top 10   | Top 10   | Top 10   | Top 10   | Top 10   | Top 10   | Top 10   | Top 10   | Top 10   | Top 10   | Top 10   | Top 10   | Top 10   | Top 10   | Top 10   | Top 10   | Top 10   | Top 10   | Top 10   | Top 10   | Top 10   | Top 10   | Top 10   | Top 10   | Top 10   | Top 10   | Top 10   | Top 10   | Top 10   | Top 10   | Top 10   | Top 10   | Top 10   | Top 10   | Top 10   | Top 10   | Top 10   | Top 10   | Top 10   | Top 10   | Top 10   | Top 10   | Top 10   | Top 10   | Top 10   | Top 10   | Top 10   | Top 10   | Top 10   | Top 10   | Top 10   | Top 10   | Top 10   | Top 10   | Top 10   | Top 10   | Top 10   | Top 10   | Top 10   | Top 10   | Top 10   | Top 10   | Top 10   | Top 10   | Top 10   | Top 10   | Top 10   | Top 10   | Top 10   | Top 10   | Top 10   | Top 10   | Top 10   | Top 10   | Top 10   | Top 10   | Top 10   | Año en que nacieron                                                                                    | Año en que nacieron                                                                                    | Año en que nacieron                                                                                    | Año en que nacieron                                                                                    | Año en que nacieron                                                                                    | Año en que nacieron                                                                                    | Año en que nacieron                                                                                    | Año en que nacieron                                                                                    | Año en que nacieron                                                                                    | Año en que nacieron                                                                                    | Año en que nacieron                                                                                    | Año en que nacieron                                                                                    | Año en que nacieron                                                                                    | Año en que nacieron                                                                                    | Año en que nacieron                                                                                    | Año en que nacieron                                                                                    | Año en que nacieron                                                                                    | Año en que nacieron                                                                                    | Año en que nacieron                                                                                    | Año en que nacieron                                                                                    | Año en que nacieron                                                                                    | Año en que nacieron                                                                                    | Año en que nacieron                                                                                    | Año en que nacieron                                                                                    | Año en que nacieron                                                                                    | Año en que nacieron                                                                                    | Año en que nacieron                                                                                    | Año en que nacieron                                                                                    | Año en que nacieron                                                                                    | Año en que nacieron                                                                                    | Año en que nacieron                                                                                    | Año en que nacieron                                                                                    | Año en que nacieron                                                                                    | Año en que nacieron                                                                                    | Año en que nacieron                                                                                    | Año en que nacieron                                                                                    | Año en que nacieron                                                                                    | Año en que nacieron                                                                                    | Año en que nacieron                                                                                    | Año en que nacieron                                                                                    | Año en que nacieron                                                                                    | Año en que nacieron                                                                                    | Año en que nacieron                                                                                    | Año en que nacieron                                                                                    | Año en que nacieron                                                                                    | Año en que nacieron                                                                                    | Año en que nacieron                                                                                    | Año en que nacieron                                                                                    | Año en que nacieron                                                                                    | Año en que nacieron                                                                                    | Año en que nacieron                                                                                    | Año en que nacieron                                                                                    | Año en que nacieron                                                                                    | Año en que nacieron                                                                                    | Año en que nacieron                                                                                    | Año en que nacieron                                                                                    | Año en que nacieron                                                                                    | Año en que nacieron                                                                                    | Año en que nacieron                                                                                    | Año en que nacieron                                                                                    | Año en que nacieron                                                                                    | Año en que nacieron                                                                                    | Año en que nacieron                                                                                    | Año en que nacieron                                                                                    | Año en que nacieron                                                                                    | Año en que nacieron                                                                                    | Año en que nacieron                                                                                    | Año en que nacieron                                                                                    | Año en que nacieron                                                                                    | Año en que nacieron                                                                                    | Año en que nacieron                                                                                    | Año en que nacieron                                                                                    | Año en que nacieron                                                                                    | Año en que nacieron                                                                                    | Año en que nacieron                                                                                    | Año en que nacieron                                                                                    | Año en que nacieron                                                                                    | Año en que nacieron                                                                                    | Año en que nacieron                                                                                    | Año en que nacieron                                                                                    | Año en que nacieron                                                                                    | Año en que nacieron                                                                                    | Año en que nacieron                                                                                    | Año en que nacieron                                                                                    | Año en que nacieron                                                                                    | Año en que nacieron                                                                                    | Año en que nacieron                                                                                    | Año en que nacieron                                                                                    | Año en que nacieron                                                                                    | Año en que nacieron                                                                                    | Año en que nacieron                                                                                    | Año en que nacieron                                                                                    | Año en que nacieron                                                                                    | Año en que nacieron                                                                                    | Año en que nacieron                                                                                    | Año en que nacieron                                                                                    | Año en que nacieron                                                                                    | Año en que nacieron                                                                                    | Año en que nacieron                                                                                    | Año en que nacieron                                                                                    | "You're the Voice"                                         | "You're the Voice"                                         | "You're the Voice"                                         | "You're the Voice"                                         | "You're the Voice"                                         | "You're the Voice"                                         | "You're the Voice"                                         | "You're the Voice"                                         | "You're the Voice"                                         | "You're the Voice"                                         | "You're the Voice"                                         | "You're the Voice"                                         | "You're the Voice"                                         | "You're the Voice"                                         | "You're the Voice"                                         | "You're the Voice"                                         | "You're the Voice"                                         | "You're the Voice"                                         | "You're the Voice"                                         | "You're the Voice"                                         | "You're the Voice"                                         | "You're the Voice"                                         | "You're the Voice"                                         | "You're the Voice"                                         | "You're the Voice"                                         | "You're the Voice"                                         | "You're the Voice"                                         | "You're the Voice"                                         | "You're the Voice"                                         | "You're the Voice"                                         | "You're the Voice"                                         | "You're the Voice"                                         | "You're the Voice"                                         | "You're the Voice"                                         | "You're the Voice"                                         | "You're the Voice"                                         | "You're the Voice"                                         | "You're the Voice"                                         | "You're the Voice"                                         | "You're the Voice"                                         | "You're the Voice"                                         | "You're the Voice"                                         | "You're the Voice"                                         | "You're the Voice"                                         | "You're the Voice"                                         | "You're the Voice"                                         | "You're the Voice"                                         | "You're the Voice"                                         | "You're the Voice"                                         | "You're the Voice"                                         | "You're the Voice"                                         | "You're the Voice"                                         | "You're the Voice"                                         | "You're the Voice"                                         | "You're the Voice"                                         | "You're the Voice"                                         | "You're the Voice"                                         | "You're the Voice"                                         | "You're the Voice"                                         | "You're the Voice"                                         | "You're the Voice"                                         | "You're the Voice"                                         | "You're the Voice"                                         | "You're the Voice"                                         | "You're the Voice"                                         | "You're the Voice"                                         | "You're the Voice"                                         | "You're the Voice"                                         | "You're the Voice"                                         | "You're the Voice"                                         | "You're the Voice"                                         | "You're the Voice"                                         | "You're the Voice"                                         | "You're the Voice"                                         | "You're the Voice"                                         | "You're the Voice"                                         | "You're the Voice"                                         | "You're the Voice"                                         | "You're the Voice"                                         | "You're the Voice"                                         | "You're the Voice"                                         | "You're the Voice"                                         | "You're the Voice"                                         | "You're the Voice"                                         | "You're the Voice"                                         | "You're the Voice"                                         | "You're the Voice"                                         | "You're the Voice"                                         | "You're the Voice"                                         | "You're the Voice"                                         | "You're the Voice"                                         | "You're the Voice"                                         | "You're the Voice"                                         | "You're the Voice"                                         | "You're the Voice"                                         | "You're the Voice"                                         | "You're the Voice"                                         | "You're the Voice"                                         | "You're the Voice"                                         | "You're the Voice"                                         | John Farnham                                   | John Farnham                                   | John Farnham                                   | John Farnham                                   | John Farnham                                   | John Farnham                                   | John Farnham                                   | John Farnham                                   | John Farnham                                   | John Farnham                                   | John Farnham                                   | John Farnham                                   | John Farnham                                   | John Farnham                                   | John Farnham                                   | John Farnham                                   | John Farnham                                   | John Farnham                                   | John Farnham                                   | John Farnham                                   | John Farnham                                   | John Farnham                                   | John Farnham                                   | John Farnham                                   | John Farnham                                   | John Farnham                                   | John Farnham                                   | John Farnham                                   | John Farnham                                   | John Farnham                                   | John Farnham                                   | John Farnham                                   | John Farnham                                   | John Farnham                                   | John Farnham                                   | John Farnham                                   | John Farnham                                   | John Farnham                                   | John Farnham                                   | John Farnham                                   | John Farnham                                   | John Farnham                                   | John Farnham                                   | John Farnham                                   | John Farnham                                   | John Farnham                                   | John Farnham                                   | John Farnham                                   | John Farnham                                   | John Farnham                                   | John Farnham                                   | John Farnham                                   | John Farnham                                   | John Farnham                                   | John Farnham                                   | John Farnham                                   | John Farnham                                   | John Farnham                                   | John Farnham                                   | John Farnham                                   | John Farnham                                   | John Farnham                                   | John Farnham                                   | John Farnham                                   | John Farnham                                   | John Farnham                                   | John Farnham                                   | John Farnham                                   | John Farnham                                   | John Farnham                                   | John Farnham                                   | John Farnham                                   | John Farnham                                   | John Farnham                                   | John Farnham                                   | John Farnham                                   | John Farnham                                   | John Farnham                                   | John Farnham                                   | John Farnham                                   | John Farnham                                   | John Farnham                                   | John Farnham                                   | John Farnham                                   | John Farnham                                   | John Farnham                                   | John Farnham                                   | John Farnham                                   | John Farnham                                   | John Farnham                                   | John Farnham                                   | John Farnham                                   | John Farnham                                   | John Farnham                                   | John Farnham                                   | John Farnham                                   | John Farnham                                   | John Farnham                                   | John Farnham                                   | John Farnham                                   | A salvo        | A salvo        | A salvo        | A salvo        | A salvo        | A salvo        | A salvo        | A salvo        | A salvo        | A salvo        | A salvo        | A salvo        | A salvo        | A salvo        | A salvo        | A salvo        | A salvo        | A salvo        | A salvo        | A salvo        | A salvo        | A salvo        | A salvo        | A salvo        | A salvo        | A salvo        | A salvo        | A salvo        | A salvo        | A salvo        | A salvo        | A salvo        | A salvo        | A salvo        | A salvo        | A salvo        | A salvo        | A salvo        | A salvo        | A salvo        | A salvo        | A salvo        | A salvo        | A salvo        | A salvo        | A salvo        | A salvo        | A salvo        | A salvo        | A salvo        | A salvo        | A salvo        | A salvo        | A salvo        | A salvo        | A salvo        | A salvo        | A salvo        | A salvo        | A salvo        | A salvo        | A salvo        | A salvo        | A salvo        | A salvo        | A salvo        | A salvo        | A salvo        | A salvo        | A salvo        | A salvo        | A salvo        | A salvo        | A salvo        | A salvo        | A salvo        | A salvo        | A salvo        | A salvo        | A salvo        | A salvo        | A salvo        | A salvo        | A salvo        | A salvo        | A salvo        | A salvo        | A salvo        | A salvo        | A salvo        | A salvo        | A salvo        | A salvo        | A salvo        | A salvo        | A salvo        | A salvo        | A salvo        | A salvo        | A salvo        |
| Top 9    | Top 9    | Top 9    | Top 9    | Top 9    | Top 9    | Top 9    | Top 9    | Top 9    | Top 9    | Top 9    | Top 9    | Top 9    | Top 9    | Top 9    | Top 9    | Top 9    | Top 9    | Top 9    | Top 9    | Top 9    | Top 9    | Top 9    | Top 9    | Top 9    | Top 9    | Top 9    | Top 9    | Top 9    | Top 9    | Top 9    | Top 9    | Top 9    | Top 9    | Top 9    | Top 9    | Top 9    | Top 9    | Top 9    | Top 9    | Top 9    | Top 9    | Top 9    | Top 9    | Top 9    | Top 9    | Top 9    | Top 9    | Top 9    | Top 9    | Top 9    | Top 9    | Top 9    | Top 9    | Top 9    | Top 9    | Top 9    | Top 9    | Top 9    | Top 9    | Top 9    | Top 9    | Top 9    | Top 9    | Top 9    | Top 9    | Top 9    | Top 9    | Top 9    | Top 9    | Top 9    | Top 9    | Top 9    | Top 9    | Top 9    | Top 9    | Top 9    | Top 9    | Top 9    | Top 9    | Top 9    | Top 9    | Top 9    | Top 9    | Top 9    | Top 9    | Top 9    | Top 9    | Top 9    | Top 9    | Top 9    | Top 9    | Top 9    | Top 9    | Top 9    | Top 9    | Top 9    | Top 9    | Top 9    | Top 9    | Dolly Parton                                                                                           | Dolly Parton                                                                                           | Dolly Parton                                                                                           | Dolly Parton                                                                                           | Dolly Parton                                                                                           | Dolly Parton                                                                                           | Dolly Parton                                                                                           | Dolly Parton                                                                                           | Dolly Parton                                                                                           | Dolly Parton                                                                                           | Dolly Parton                                                                                           | Dolly Parton                                                                                           | Dolly Parton                                                                                           | Dolly Parton                                                                                           | Dolly Parton                                                                                           | Dolly Parton                                                                                           | Dolly Parton                                                                                           | Dolly Parton                                                                                           | Dolly Parton                                                                                           | Dolly Parton                                                                                           | Dolly Parton                                                                                           | Dolly Parton                                                                                           | Dolly Parton                                                                                           | Dolly Parton                                                                                           | Dolly Parton                                                                                           | Dolly Parton                                                                                           | Dolly Parton                                                                                           | Dolly Parton                                                                                           | Dolly Parton                                                                                           | Dolly Parton                                                                                           | Dolly Parton                                                                                           | Dolly Parton                                                                                           | Dolly Parton                                                                                           | Dolly Parton                                                                                           | Dolly Parton                                                                                           | Dolly Parton                                                                                           | Dolly Parton                                                                                           | Dolly Parton                                                                                           | Dolly Parton                                                                                           | Dolly Parton                                                                                           | Dolly Parton                                                                                           | Dolly Parton                                                                                           | Dolly Parton                                                                                           | Dolly Parton                                                                                           | Dolly Parton                                                                                           | Dolly Parton                                                                                           | Dolly Parton                                                                                           | Dolly Parton                                                                                           | Dolly Parton                                                                                           | Dolly Parton                                                                                           | Dolly Parton                                                                                           | Dolly Parton                                                                                           | Dolly Parton                                                                                           | Dolly Parton                                                                                           | Dolly Parton                                                                                           | Dolly Parton                                                                                           | Dolly Parton                                                                                           | Dolly Parton                                                                                           | Dolly Parton                                                                                           | Dolly Parton                                                                                           | Dolly Parton                                                                                           | Dolly Parton                                                                                           | Dolly Parton                                                                                           | Dolly Parton                                                                                           | Dolly Parton                                                                                           | Dolly Parton                                                                                           | Dolly Parton                                                                                           | Dolly Parton                                                                                           | Dolly Parton                                                                                           | Dolly Parton                                                                                           | Dolly Parton                                                                                           | Dolly Parton                                                                                           | Dolly Parton                                                                                           | Dolly Parton                                                                                           | Dolly Parton                                                                                           | Dolly Parton                                                                                           | Dolly Parton                                                                                           | Dolly Parton                                                                                           | Dolly Parton                                                                                           | Dolly Parton                                                                                           | Dolly Parton                                                                                           | Dolly Parton                                                                                           | Dolly Parton                                                                                           | Dolly Parton                                                                                           | Dolly Parton                                                                                           | Dolly Parton                                                                                           | Dolly Parton                                                                                           | Dolly Parton                                                                                           | Dolly Parton                                                                                           | Dolly Parton                                                                                           | Dolly Parton                                                                                           | Dolly Parton                                                                                           | Dolly Parton                                                                                           | Dolly Parton                                                                                           | Dolly Parton                                                                                           | Dolly Parton                                                                                           | Dolly Parton                                                                                           | Dolly Parton                                                                                           | Dolly Parton                                                                                           | Dolly Parton                                                                                           | "Smoky Mountain Memories"                                  | "Smoky Mountain Memories"                                  | "Smoky Mountain Memories"                                  | "Smoky Mountain Memories"                                  | "Smoky Mountain Memories"                                  | "Smoky Mountain Memories"                                  | "Smoky Mountain Memories"                                  | "Smoky Mountain Memories"                                  | "Smoky Mountain Memories"                                  | "Smoky Mountain Memories"                                  | "Smoky Mountain Memories"                                  | "Smoky Mountain Memories"                                  | "Smoky Mountain Memories"                                  | "Smoky Mountain Memories"                                  | "Smoky Mountain Memories"                                  | "Smoky Mountain Memories"                                  | "Smoky Mountain Memories"                                  | "Smoky Mountain Memories"                                  | "Smoky Mountain Memories"                                  | "Smoky Mountain Memories"                                  | "Smoky Mountain Memories"                                  | "Smoky Mountain Memories"                                  | "Smoky Mountain Memories"                                  | "Smoky Mountain Memories"                                  | "Smoky Mountain Memories"                                  | "Smoky Mountain Memories"                                  | "Smoky Mountain Memories"                                  | "Smoky Mountain Memories"                                  | "Smoky Mountain Memories"                                  | "Smoky Mountain Memories"                                  | "Smoky Mountain Memories"                                  | "Smoky Mountain Memories"                                  | "Smoky Mountain Memories"                                  | "Smoky Mountain Memories"                                  | "Smoky Mountain Memories"                                  | "Smoky Mountain Memories"                                  | "Smoky Mountain Memories"                                  | "Smoky Mountain Memories"                                  | "Smoky Mountain Memories"                                  | "Smoky Mountain Memories"                                  | "Smoky Mountain Memories"                                  | "Smoky Mountain Memories"                                  | "Smoky Mountain Memories"                                  | "Smoky Mountain Memories"                                  | "Smoky Mountain Memories"                                  | "Smoky Mountain Memories"                                  | "Smoky Mountain Memories"                                  | "Smoky Mountain Memories"                                  | "Smoky Mountain Memories"                                  | "Smoky Mountain Memories"                                  | "Smoky Mountain Memories"                                  | "Smoky Mountain Memories"                                  | "Smoky Mountain Memories"                                  | "Smoky Mountain Memories"                                  | "Smoky Mountain Memories"                                  | "Smoky Mountain Memories"                                  | "Smoky Mountain Memories"                                  | "Smoky Mountain Memories"                                  | "Smoky Mountain Memories"                                  | "Smoky Mountain Memories"                                  | "Smoky Mountain Memories"                                  | "Smoky Mountain Memories"                                  | "Smoky Mountain Memories"                                  | "Smoky Mountain Memories"                                  | "Smoky Mountain Memories"                                  | "Smoky Mountain Memories"                                  | "Smoky Mountain Memories"                                  | "Smoky Mountain Memories"                                  | "Smoky Mountain Memories"                                  | "Smoky Mountain Memories"                                  | "Smoky Mountain Memories"                                  | "Smoky Mountain Memories"                                  | "Smoky Mountain Memories"                                  | "Smoky Mountain Memories"                                  | "Smoky Mountain Memories"                                  | "Smoky Mountain Memories"                                  | "Smoky Mountain Memories"                                  | "Smoky Mountain Memories"                                  | "Smoky Mountain Memories"                                  | "Smoky Mountain Memories"                                  | "Smoky Mountain Memories"                                  | "Smoky Mountain Memories"                                  | "Smoky Mountain Memories"                                  | "Smoky Mountain Memories"                                  | "Smoky Mountain Memories"                                  | "Smoky Mountain Memories"                                  | "Smoky Mountain Memories"                                  | "Smoky Mountain Memories"                                  | "Smoky Mountain Memories"                                  | "Smoky Mountain Memories"                                  | "Smoky Mountain Memories"                                  | "Smoky Mountain Memories"                                  | "Smoky Mountain Memories"                                  | "Smoky Mountain Memories"                                  | "Smoky Mountain Memories"                                  | "Smoky Mountain Memories"                                  | "Smoky Mountain Memories"                                  | "Smoky Mountain Memories"                                  | "Smoky Mountain Memories"                                  | "Smoky Mountain Memories"                                  | Dolly Parton                                   | Dolly Parton                                   | Dolly Parton                                   | Dolly Parton                                   | Dolly Parton                                   | Dolly Parton                                   | Dolly Parton                                   | Dolly Parton                                   | Dolly Parton                                   | Dolly Parton                                   | Dolly Parton                                   | Dolly Parton                                   | Dolly Parton                                   | Dolly Parton                                   | Dolly Parton                                   | Dolly Parton                                   | Dolly Parton                                   | Dolly Parton                                   | Dolly Parton                                   | Dolly Parton                                   | Dolly Parton                                   | Dolly Parton                                   | Dolly Parton                                   | Dolly Parton                                   | Dolly Parton                                   | Dolly Parton                                   | Dolly Parton                                   | Dolly Parton                                   | Dolly Parton                                   | Dolly Parton                                   | Dolly Parton                                   | Dolly Parton                                   | Dolly Parton                                   | Dolly Parton                                   | Dolly Parton                                   | Dolly Parton                                   | Dolly Parton                                   | Dolly Parton                                   | Dolly Parton                                   | Dolly Parton                                   | Dolly Parton                                   | Dolly Parton                                   | Dolly Parton                                   | Dolly Parton                                   | Dolly Parton                                   | Dolly Parton                                   | Dolly Parton                                   | Dolly Parton                                   | Dolly Parton                                   | Dolly Parton                                   | Dolly Parton                                   | Dolly Parton                                   | Dolly Parton                                   | Dolly Parton                                   | Dolly Parton                                   | Dolly Parton                                   | Dolly Parton                                   | Dolly Parton                                   | Dolly Parton                                   | Dolly Parton                                   | Dolly Parton                                   | Dolly Parton                                   | Dolly Parton                                   | Dolly Parton                                   | Dolly Parton                                   | Dolly Parton                                   | Dolly Parton                                   | Dolly Parton                                   | Dolly Parton                                   | Dolly Parton                                   | Dolly Parton                                   | Dolly Parton                                   | Dolly Parton                                   | Dolly Parton                                   | Dolly Parton                                   | Dolly Parton                                   | Dolly Parton                                   | Dolly Parton                                   | Dolly Parton                                   | Dolly Parton                                   | Dolly Parton                                   | Dolly Parton                                   | Dolly Parton                                   | Dolly Parton                                   | Dolly Parton                                   | Dolly Parton                                   | Dolly Parton                                   | Dolly Parton                                   | Dolly Parton                                   | Dolly Parton                                   | Dolly Parton                                   | Dolly Parton                                   | Dolly Parton                                   | Dolly Parton                                   | Dolly Parton                                   | Dolly Parton                                   | Dolly Parton                                   | Dolly Parton                                   | Dolly Parton                                   | Dolly Parton                                   | A salvo        | A salvo        | A salvo        | A salvo        | A salvo        | A salvo        | A salvo        | A salvo        | A salvo        | A salvo        | A salvo        | A salvo        | A salvo        | A salvo        | A salvo        | A salvo        | A salvo        | A salvo        | A salvo        | A salvo        | A salvo        | A salvo        | A salvo        | A salvo        | A salvo        | A salvo        | A salvo        | A salvo        | A salvo        | A salvo        | A salvo        | A salvo        | A salvo        | A salvo        | A salvo        | A salvo        | A salvo        | A salvo        | A salvo        | A salvo        | A salvo        | A salvo        | A salvo        | A salvo        | A salvo        | A salvo        | A salvo        | A salvo        | A salvo        | A salvo        | A salvo        | A salvo        | A salvo        | A salvo        | A salvo        | A salvo        | A salvo        | A salvo        | A salvo        | A salvo        | A salvo        | A salvo        | A salvo        | A salvo        | A salvo        | A salvo        | A salvo        | A salvo        | A salvo        | A salvo        | A salvo        | A salvo        | A salvo        | A salvo        | A salvo        | A salvo        | A salvo        | A salvo        | A salvo        | A salvo        | A salvo        | A salvo        | A salvo        | A salvo        | A salvo        | A salvo        | A salvo        | A salvo        | A salvo        | A salvo        | A salvo        | A salvo        | A salvo        | A salvo        | A salvo        | A salvo        | A salvo        | A salvo        | A salvo        | A salvo        |
| Top 8    | Top 8    | Top 8    | Top 8    | Top 8    | Top 8    | Top 8    | Top 8    | Top 8    | Top 8    | Top 8    | Top 8    | Top 8    | Top 8    | Top 8    | Top 8    | Top 8    | Top 8    | Top 8    | Top 8    | Top 8    | Top 8    | Top 8    | Top 8    | Top 8    | Top 8    | Top 8    | Top 8    | Top 8    | Top 8    | Top 8    | Top 8    | Top 8    | Top 8    | Top 8    | Top 8    | Top 8    | Top 8    | Top 8    | Top 8    | Top 8    | Top 8    | Top 8    | Top 8    | Top 8    | Top 8    | Top 8    | Top 8    | Top 8    | Top 8    | Top 8    | Top 8    | Top 8    | Top 8    | Top 8    | Top 8    | Top 8    | Top 8    | Top 8    | Top 8    | Top 8    | Top 8    | Top 8    | Top 8    | Top 8    | Top 8    | Top 8    | Top 8    | Top 8    | Top 8    | Top 8    | Top 8    | Top 8    | Top 8    | Top 8    | Top 8    | Top 8    | Top 8    | Top 8    | Top 8    | Top 8    | Top 8    | Top 8    | Top 8    | Top 8    | Top 8    | Top 8    | Top 8    | Top 8    | Top 8    | Top 8    | Top 8    | Top 8    | Top 8    | Top 8    | Top 8    | Top 8    | Top 8    | Top 8    | Top 8    | Música Inspiradora                                                                                     | Música Inspiradora                                                                                     | Música Inspiradora                                                                                     | Música Inspiradora                                                                                     | Música Inspiradora                                                                                     | Música Inspiradora                                                                                     | Música Inspiradora                                                                                     | Música Inspiradora                                                                                     | Música Inspiradora                                                                                     | Música Inspiradora                                                                                     | Música Inspiradora                                                                                     | Música Inspiradora                                                                                     | Música Inspiradora                                                                                     | Música Inspiradora                                                                                     | Música Inspiradora                                                                                     | Música Inspiradora                                                                                     | Música Inspiradora                                                                                     | Música Inspiradora                                                                                     | Música Inspiradora                                                                                     | Música Inspiradora                                                                                     | Música Inspiradora                                                                                     | Música Inspiradora                                                                                     | Música Inspiradora                                                                                     | Música Inspiradora                                                                                     | Música Inspiradora                                                                                     | Música Inspiradora                                                                                     | Música Inspiradora                                                                                     | Música Inspiradora                                                                                     | Música Inspiradora                                                                                     | Música Inspiradora                                                                                     | Música Inspiradora                                                                                     | Música Inspiradora                                                                                     | Música Inspiradora                                                                                     | Música Inspiradora                                                                                     | Música Inspiradora                                                                                     | Música Inspiradora                                                                                     | Música Inspiradora                                                                                     | Música Inspiradora                                                                                     | Música Inspiradora                                                                                     | Música Inspiradora                                                                                     | Música Inspiradora                                                                                     | Música Inspiradora                                                                                     | Música Inspiradora                                                                                     | Música Inspiradora                                                                                     | Música Inspiradora                                                                                     | Música Inspiradora                                                                                     | Música Inspiradora                                                                                     | Música Inspiradora                                                                                     | Música Inspiradora                                                                                     | Música Inspiradora                                                                                     | Música Inspiradora                                                                                     | Música Inspiradora                                                                                     | Música Inspiradora                                                                                     | Música Inspiradora                                                                                     | Música Inspiradora                                                                                     | Música Inspiradora                                                                                     | Música Inspiradora                                                                                     | Música Inspiradora                                                                                     | Música Inspiradora                                                                                     | Música Inspiradora                                                                                     | Música Inspiradora                                                                                     | Música Inspiradora                                                                                     | Música Inspiradora                                                                                     | Música Inspiradora                                                                                     | Música Inspiradora                                                                                     | Música Inspiradora                                                                                     | Música Inspiradora                                                                                     | Música Inspiradora                                                                                     | Música Inspiradora                                                                                     | Música Inspiradora                                                                                     | Música Inspiradora                                                                                     | Música Inspiradora                                                                                     | Música Inspiradora                                                                                     | Música Inspiradora                                                                                     | Música Inspiradora                                                                                     | Música Inspiradora                                                                                     | Música Inspiradora                                                                                     | Música Inspiradora                                                                                     | Música Inspiradora                                                                                     | Música Inspiradora                                                                                     | Música Inspiradora                                                                                     | Música Inspiradora                                                                                     | Música Inspiradora                                                                                     | Música Inspiradora                                                                                     | Música Inspiradora                                                                                     | Música Inspiradora                                                                                     | Música Inspiradora                                                                                     | Música Inspiradora                                                                                     | Música Inspiradora                                                                                     | Música Inspiradora                                                                                     | Música Inspiradora                                                                                     | Música Inspiradora                                                                                     | Música Inspiradora                                                                                     | Música Inspiradora                                                                                     | Música Inspiradora                                                                                     | Música Inspiradora                                                                                     | Música Inspiradora                                                                                     | Música Inspiradora                                                                                     | Música Inspiradora                                                                                     | Música Inspiradora                                                                                     | "Angels"                                                   | "Angels"                                                   | "Angels"                                                   | "Angels"                                                   | "Angels"                                                   | "Angels"                                                   | "Angels"                                                   | "Angels"                                                   | "Angels"                                                   | "Angels"                                                   | "Angels"                                                   | "Angels"                                                   | "Angels"                                                   | "Angels"                                                   | "Angels"                                                   | "Angels"                                                   | "Angels"                                                   | "Angels"                                                   | "Angels"                                                   | "Angels"                                                   | "Angels"                                                   | "Angels"                                                   | "Angels"                                                   | "Angels"                                                   | "Angels"                                                   | "Angels"                                                   | "Angels"                                                   | "Angels"                                                   | "Angels"                                                   | "Angels"                                                   | "Angels"                                                   | "Angels"                                                   | "Angels"                                                   | "Angels"                                                   | "Angels"                                                   | "Angels"                                                   | "Angels"                                                   | "Angels"                                                   | "Angels"                                                   | "Angels"                                                   | "Angels"                                                   | "Angels"                                                   | "Angels"                                                   | "Angels"                                                   | "Angels"                                                   | "Angels"                                                   | "Angels"                                                   | "Angels"                                                   | "Angels"                                                   | "Angels"                                                   | "Angels"                                                   | "Angels"                                                   | "Angels"                                                   | "Angels"                                                   | "Angels"                                                   | "Angels"                                                   | "Angels"                                                   | "Angels"                                                   | "Angels"                                                   | "Angels"                                                   | "Angels"                                                   | "Angels"                                                   | "Angels"                                                   | "Angels"                                                   | "Angels"                                                   | "Angels"                                                   | "Angels"                                                   | "Angels"                                                   | "Angels"                                                   | "Angels"                                                   | "Angels"                                                   | "Angels"                                                   | "Angels"                                                   | "Angels"                                                   | "Angels"                                                   | "Angels"                                                   | "Angels"                                                   | "Angels"                                                   | "Angels"                                                   | "Angels"                                                   | "Angels"                                                   | "Angels"                                                   | "Angels"                                                   | "Angels"                                                   | "Angels"                                                   | "Angels"                                                   | "Angels"                                                   | "Angels"                                                   | "Angels"                                                   | "Angels"                                                   | "Angels"                                                   | "Angels"                                                   | "Angels"                                                   | "Angels"                                                   | "Angels"                                                   | "Angels"                                                   | "Angels"                                                   | "Angels"                                                   | "Angels"                                                   | "Angels"                                                   | Robbie Williams                                | Robbie Williams                                | Robbie Williams                                | Robbie Williams                                | Robbie Williams                                | Robbie Williams                                | Robbie Williams                                | Robbie Williams                                | Robbie Williams                                | Robbie Williams                                | Robbie Williams                                | Robbie Williams                                | Robbie Williams                                | Robbie Williams                                | Robbie Williams                                | Robbie Williams                                | Robbie Williams                                | Robbie Williams                                | Robbie Williams                                | Robbie Williams                                | Robbie Williams                                | Robbie Williams                                | Robbie Williams                                | Robbie Williams                                | Robbie Williams                                | Robbie Williams                                | Robbie Williams                                | Robbie Williams                                | Robbie Williams                                | Robbie Williams                                | Robbie Williams                                | Robbie Williams                                | Robbie Williams                                | Robbie Williams                                | Robbie Williams                                | Robbie Williams                                | Robbie Williams                                | Robbie Williams                                | Robbie Williams                                | Robbie Williams                                | Robbie Williams                                | Robbie Williams                                | Robbie Williams                                | Robbie Williams                                | Robbie Williams                                | Robbie Williams                                | Robbie Williams                                | Robbie Williams                                | Robbie Williams                                | Robbie Williams                                | Robbie Williams                                | Robbie Williams                                | Robbie Williams                                | Robbie Williams                                | Robbie Williams                                | Robbie Williams                                | Robbie Williams                                | Robbie Williams                                | Robbie Williams                                | Robbie Williams                                | Robbie Williams                                | Robbie Williams                                | Robbie Williams                                | Robbie Williams                                | Robbie Williams                                | Robbie Williams                                | Robbie Williams                                | Robbie Williams                                | Robbie Williams                                | Robbie Williams                                | Robbie Williams                                | Robbie Williams                                | Robbie Williams                                | Robbie Williams                                | Robbie Williams                                | Robbie Williams                                | Robbie Williams                                | Robbie Williams                                | Robbie Williams                                | Robbie Williams                                | Robbie Williams                                | Robbie Williams                                | Robbie Williams                                | Robbie Williams                                | Robbie Williams                                | Robbie Williams                                | Robbie Williams                                | Robbie Williams                                | Robbie Williams                                | Robbie Williams                                | Robbie Williams                                | Robbie Williams                                | Robbie Williams                                | Robbie Williams                                | Robbie Williams                                | Robbie Williams                                | Robbie Williams                                | Robbie Williams                                | Robbie Williams                                | Robbie Williams                                | A salvo        | A salvo        | A salvo        | A salvo        | A salvo        | A salvo        | A salvo        | A salvo        | A salvo        | A salvo        | A salvo        | A salvo        | A salvo        | A salvo        | A salvo        | A salvo        | A salvo        | A salvo        | A salvo        | A salvo        | A salvo        | A salvo        | A salvo        | A salvo        | A salvo        | A salvo        | A salvo        | A salvo        | A salvo        | A salvo        | A salvo        | A salvo        | A salvo        | A salvo        | A salvo        | A salvo        | A salvo        | A salvo        | A salvo        | A salvo        | A salvo        | A salvo        | A salvo        | A salvo        | A salvo        | A salvo        | A salvo        | A salvo        | A salvo        | A salvo        | A salvo        | A salvo        | A salvo        | A salvo        | A salvo        | A salvo        | A salvo        | A salvo        | A salvo        | A salvo        | A salvo        | A salvo        | A salvo        | A salvo        | A salvo        | A salvo        | A salvo        | A salvo        | A salvo        | A salvo        | A salvo        | A salvo        | A salvo        | A salvo        | A salvo        | A salvo        | A salvo        | A salvo        | A salvo        | A salvo        | A salvo        | A salvo        | A salvo        | A salvo        | A salvo        | A salvo        | A salvo        | A salvo        | A salvo        | A salvo        | A salvo        | A salvo        | A salvo        | A salvo        | A salvo        | A salvo        | A salvo        | A salvo        | A salvo        | A salvo        |
| Top 7    | Top 7    | Top 7    | Top 7    | Top 7    | Top 7    | Top 7    | Top 7    | Top 7    | Top 7    | Top 7    | Top 7    | Top 7    | Top 7    | Top 7    | Top 7    | Top 7    | Top 7    | Top 7    | Top 7    | Top 7    | Top 7    | Top 7    | Top 7    | Top 7    | Top 7    | Top 7    | Top 7    | Top 7    | Top 7    | Top 7    | Top 7    | Top 7    | Top 7    | Top 7    | Top 7    | Top 7    | Top 7    | Top 7    | Top 7    | Top 7    | Top 7    | Top 7    | Top 7    | Top 7    | Top 7    | Top 7    | Top 7    | Top 7    | Top 7    | Top 7    | Top 7    | Top 7    | Top 7    | Top 7    | Top 7    | Top 7    | Top 7    | Top 7    | Top 7    | Top 7    | Top 7    | Top 7    | Top 7    | Top 7    | Top 7    | Top 7    | Top 7    | Top 7    | Top 7    | Top 7    | Top 7    | Top 7    | Top 7    | Top 7    | Top 7    | Top 7    | Top 7    | Top 7    | Top 7    | Top 7    | Top 7    | Top 7    | Top 7    | Top 7    | Top 7    | Top 7    | Top 7    | Top 7    | Top 7    | Top 7    | Top 7    | Top 7    | Top 7    | Top 7    | Top 7    | Top 7    | Top 7    | Top 7    | Top 7    | Mariah Carey                                                                                           | Mariah Carey                                                                                           | Mariah Carey                                                                                           | Mariah Carey                                                                                           | Mariah Carey                                                                                           | Mariah Carey                                                                                           | Mariah Carey                                                                                           | Mariah Carey                                                                                           | Mariah Carey                                                                                           | Mariah Carey                                                                                           | Mariah Carey                                                                                           | Mariah Carey                                                                                           | Mariah Carey                                                                                           | Mariah Carey                                                                                           | Mariah Carey                                                                                           | Mariah Carey                                                                                           | Mariah Carey                                                                                           | Mariah Carey                                                                                           | Mariah Carey                                                                                           | Mariah Carey                                                                                           | Mariah Carey                                                                                           | Mariah Carey                                                                                           | Mariah Carey                                                                                           | Mariah Carey                                                                                           | Mariah Carey                                                                                           | Mariah Carey                                                                                           | Mariah Carey                                                                                           | Mariah Carey                                                                                           | Mariah Carey                                                                                           | Mariah Carey                                                                                           | Mariah Carey                                                                                           | Mariah Carey                                                                                           | Mariah Carey                                                                                           | Mariah Carey                                                                                           | Mariah Carey                                                                                           | Mariah Carey                                                                                           | Mariah Carey                                                                                           | Mariah Carey                                                                                           | Mariah Carey                                                                                           | Mariah Carey                                                                                           | Mariah Carey                                                                                           | Mariah Carey                                                                                           | Mariah Carey                                                                                           | Mariah Carey                                                                                           | Mariah Carey                                                                                           | Mariah Carey                                                                                           | Mariah Carey                                                                                           | Mariah Carey                                                                                           | Mariah Carey                                                                                           | Mariah Carey                                                                                           | Mariah Carey                                                                                           | Mariah Carey                                                                                           | Mariah Carey                                                                                           | Mariah Carey                                                                                           | Mariah Carey                                                                                           | Mariah Carey                                                                                           | Mariah Carey                                                                                           | Mariah Carey                                                                                           | Mariah Carey                                                                                           | Mariah Carey                                                                                           | Mariah Carey                                                                                           | Mariah Carey                                                                                           | Mariah Carey                                                                                           | Mariah Carey                                                                                           | Mariah Carey                                                                                           | Mariah Carey                                                                                           | Mariah Carey                                                                                           | Mariah Carey                                                                                           | Mariah Carey                                                                                           | Mariah Carey                                                                                           | Mariah Carey                                                                                           | Mariah Carey                                                                                           | Mariah Carey                                                                                           | Mariah Carey                                                                                           | Mariah Carey                                                                                           | Mariah Carey                                                                                           | Mariah Carey                                                                                           | Mariah Carey                                                                                           | Mariah Carey                                                                                           | Mariah Carey                                                                                           | Mariah Carey                                                                                           | Mariah Carey                                                                                           | Mariah Carey                                                                                           | Mariah Carey                                                                                           | Mariah Carey                                                                                           | Mariah Carey                                                                                           | Mariah Carey                                                                                           | Mariah Carey                                                                                           | Mariah Carey                                                                                           | Mariah Carey                                                                                           | Mariah Carey                                                                                           | Mariah Carey                                                                                           | Mariah Carey                                                                                           | Mariah Carey                                                                                           | Mariah Carey                                                                                           | Mariah Carey                                                                                           | Mariah Carey                                                                                           | Mariah Carey                                                                                           | Mariah Carey                                                                                           | Mariah Carey                                                                                           | "When You Believe"                                         | "When You Believe"                                         | "When You Believe"                                         | "When You Believe"                                         | "When You Believe"                                         | "When You Believe"                                         | "When You Believe"                                         | "When You Believe"                                         | "When You Believe"                                         | "When You Believe"                                         | "When You Believe"                                         | "When You Believe"                                         | "When You Believe"                                         | "When You Believe"                                         | "When You Believe"                                         | "When You Believe"                                         | "When You Believe"                                         | "When You Believe"                                         | "When You Believe"                                         | "When You Believe"                                         | "When You Believe"                                         | "When You Believe"                                         | "When You Believe"                                         | "When You Believe"                                         | "When You Believe"                                         | "When You Believe"                                         | "When You Believe"                                         | "When You Believe"                                         | "When You Believe"                                         | "When You Believe"                                         | "When You Believe"                                         | "When You Believe"                                         | "When You Believe"                                         | "When You Believe"                                         | "When You Believe"                                         | "When You Believe"                                         | "When You Believe"                                         | "When You Believe"                                         | "When You Believe"                                         | "When You Believe"                                         | "When You Believe"                                         | "When You Believe"                                         | "When You Believe"                                         | "When You Believe"                                         | "When You Believe"                                         | "When You Believe"                                         | "When You Believe"                                         | "When You Believe"                                         | "When You Believe"                                         | "When You Believe"                                         | "When You Believe"                                         | "When You Believe"                                         | "When You Believe"                                         | "When You Believe"                                         | "When You Believe"                                         | "When You Believe"                                         | "When You Believe"                                         | "When You Believe"                                         | "When You Believe"                                         | "When You Believe"                                         | "When You Believe"                                         | "When You Believe"                                         | "When You Believe"                                         | "When You Believe"                                         | "When You Believe"                                         | "When You Believe"                                         | "When You Believe"                                         | "When You Believe"                                         | "When You Believe"                                         | "When You Believe"                                         | "When You Believe"                                         | "When You Believe"                                         | "When You Believe"                                         | "When You Believe"                                         | "When You Believe"                                         | "When You Believe"                                         | "When You Believe"                                         | "When You Believe"                                         | "When You Believe"                                         | "When You Believe"                                         | "When You Believe"                                         | "When You Believe"                                         | "When You Believe"                                         | "When You Believe"                                         | "When You Believe"                                         | "When You Believe"                                         | "When You Believe"                                         | "When You Believe"                                         | "When You Believe"                                         | "When You Believe"                                         | "When You Believe"                                         | "When You Believe"                                         | "When You Believe"                                         | "When You Believe"                                         | "When You Believe"                                         | "When You Believe"                                         | "When You Believe"                                         | "When You Believe"                                         | "When You Believe"                                         | "When You Believe"                                         | Mariah Carey con Whitney Houston               | Mariah Carey con Whitney Houston               | Mariah Carey con Whitney Houston               | Mariah Carey con Whitney Houston               | Mariah Carey con Whitney Houston               | Mariah Carey con Whitney Houston               | Mariah Carey con Whitney Houston               | Mariah Carey con Whitney Houston               | Mariah Carey con Whitney Houston               | Mariah Carey con Whitney Houston               | Mariah Carey con Whitney Houston               | Mariah Carey con Whitney Houston               | Mariah Carey con Whitney Houston               | Mariah Carey con Whitney Houston               | Mariah Carey con Whitney Houston               | Mariah Carey con Whitney Houston               | Mariah Carey con Whitney Houston               | Mariah Carey con Whitney Houston               | Mariah Carey con Whitney Houston               | Mariah Carey con Whitney Houston               | Mariah Carey con Whitney Houston               | Mariah Carey con Whitney Houston               | Mariah Carey con Whitney Houston               | Mariah Carey con Whitney Houston               | Mariah Carey con Whitney Houston               | Mariah Carey con Whitney Houston               | Mariah Carey con Whitney Houston               | Mariah Carey con Whitney Houston               | Mariah Carey con Whitney Houston               | Mariah Carey con Whitney Houston               | Mariah Carey con Whitney Houston               | Mariah Carey con Whitney Houston               | Mariah Carey con Whitney Houston               | Mariah Carey con Whitney Houston               | Mariah Carey con Whitney Houston               | Mariah Carey con Whitney Houston               | Mariah Carey con Whitney Houston               | Mariah Carey con Whitney Houston               | Mariah Carey con Whitney Houston               | Mariah Carey con Whitney Houston               | Mariah Carey con Whitney Houston               | Mariah Carey con Whitney Houston               | Mariah Carey con Whitney Houston               | Mariah Carey con Whitney Houston               | Mariah Carey con Whitney Houston               | Mariah Carey con Whitney Houston               | Mariah Carey con Whitney Houston               | Mariah Carey con Whitney Houston               | Mariah Carey con Whitney Houston               | Mariah Carey con Whitney Houston               | Mariah Carey con Whitney Houston               | Mariah Carey con Whitney Houston               | Mariah Carey con Whitney Houston               | Mariah Carey con Whitney Houston               | Mariah Carey con Whitney Houston               | Mariah Carey con Whitney Houston               | Mariah Carey con Whitney Houston               | Mariah Carey con Whitney Houston               | Mariah Carey con Whitney Houston               | Mariah Carey con Whitney Houston               | Mariah Carey con Whitney Houston               | Mariah Carey con Whitney Houston               | Mariah Carey con Whitney Houston               | Mariah Carey con Whitney Houston               | Mariah Carey con Whitney Houston               | Mariah Carey con Whitney Houston               | Mariah Carey con Whitney Houston               | Mariah Carey con Whitney Houston               | Mariah Carey con Whitney Houston               | Mariah Carey con Whitney Houston               | Mariah Carey con Whitney Houston               | Mariah Carey con Whitney Houston               | Mariah Carey con Whitney Houston               | Mariah Carey con Whitney Houston               | Mariah Carey con Whitney Houston               | Mariah Carey con Whitney Houston               | Mariah Carey con Whitney Houston               | Mariah Carey con Whitney Houston               | Mariah Carey con Whitney Houston               | Mariah Carey con Whitney Houston               | Mariah Carey con Whitney Houston               | Mariah Carey con Whitney Houston               | Mariah Carey con Whitney Houston               | Mariah Carey con Whitney Houston               | Mariah Carey con Whitney Houston               | Mariah Carey con Whitney Houston               | Mariah Carey con Whitney Houston               | Mariah Carey con Whitney Houston               | Mariah Carey con Whitney Houston               | Mariah Carey con Whitney Houston               | Mariah Carey con Whitney Houston               | Mariah Carey con Whitney Houston               | Mariah Carey con Whitney Houston               | Mariah Carey con Whitney Houston               | Mariah Carey con Whitney Houston               | Mariah Carey con Whitney Houston               | Mariah Carey con Whitney Houston               | Mariah Carey con Whitney Houston               | Mariah Carey con Whitney Houston               | Mariah Carey con Whitney Houston               | A salvo        | A salvo        | A salvo        | A salvo        | A salvo        | A salvo        | A salvo        | A salvo        | A salvo        | A salvo        | A salvo        | A salvo        | A salvo        | A salvo        | A salvo        | A salvo        | A salvo        | A salvo        | A salvo        | A salvo        | A salvo        | A salvo        | A salvo        | A salvo        | A salvo        | A salvo        | A salvo        | A salvo        | A salvo        | A salvo        | A salvo        | A salvo        | A salvo        | A salvo        | A salvo        | A salvo        | A salvo        | A salvo        | A salvo        | A salvo        | A salvo        | A salvo        | A salvo        | A salvo        | A salvo        | A salvo        | A salvo        | A salvo        | A salvo        | A salvo        | A salvo        | A salvo        | A salvo        | A salvo        | A salvo        | A salvo        | A salvo        | A salvo        | A salvo        | A salvo        | A salvo        | A salvo        | A salvo        | A salvo        | A salvo        | A salvo        | A salvo        | A salvo        | A salvo        | A salvo        | A salvo        | A salvo        | A salvo        | A salvo        | A salvo        | A salvo        | A salvo        | A salvo        | A salvo        | A salvo        | A salvo        | A salvo        | A salvo        | A salvo        | A salvo        | A salvo        | A salvo        | A salvo        | A salvo        | A salvo        | A salvo        | A salvo        | A salvo        | A salvo        | A salvo        | A salvo        | A salvo        | A salvo        | A salvo        | A salvo        |
| Top 6    | Top 6    | Top 6    | Top 6    | Top 6    | Top 6    | Top 6    | Top 6    | Top 6    | Top 6    | Top 6    | Top 6    | Top 6    | Top 6    | Top 6    | Top 6    | Top 6    | Top 6    | Top 6    | Top 6    | Top 6    | Top 6    | Top 6    | Top 6    | Top 6    | Top 6    | Top 6    | Top 6    | Top 6    | Top 6    | Top 6    | Top 6    | Top 6    | Top 6    | Top 6    | Top 6    | Top 6    | Top 6    | Top 6    | Top 6    | Top 6    | Top 6    | Top 6    | Top 6    | Top 6    | Top 6    | Top 6    | Top 6    | Top 6    | Top 6    | Top 6    | Top 6    | Top 6    | Top 6    | Top 6    | Top 6    | Top 6    | Top 6    | Top 6    | Top 6    | Top 6    | Top 6    | Top 6    | Top 6    | Top 6    | Top 6    | Top 6    | Top 6    | Top 6    | Top 6    | Top 6    | Top 6    | Top 6    | Top 6    | Top 6    | Top 6    | Top 6    | Top 6    | Top 6    | Top 6    | Top 6    | Top 6    | Top 6    | Top 6    | Top 6    | Top 6    | Top 6    | Top 6    | Top 6    | Top 6    | Top 6    | Top 6    | Top 6    | Top 6    | Top 6    | Top 6    | Top 6    | Top 6    | Top 6    | Top 6    | Andrew Lloyd Webber                                                                                    | Andrew Lloyd Webber                                                                                    | Andrew Lloyd Webber                                                                                    | Andrew Lloyd Webber                                                                                    | Andrew Lloyd Webber                                                                                    | Andrew Lloyd Webber                                                                                    | Andrew Lloyd Webber                                                                                    | Andrew Lloyd Webber                                                                                    | Andrew Lloyd Webber                                                                                    | Andrew Lloyd Webber                                                                                    | Andrew Lloyd Webber                                                                                    | Andrew Lloyd Webber                                                                                    | Andrew Lloyd Webber                                                                                    | Andrew Lloyd Webber                                                                                    | Andrew Lloyd Webber                                                                                    | Andrew Lloyd Webber                                                                                    | Andrew Lloyd Webber                                                                                    | Andrew Lloyd Webber                                                                                    | Andrew Lloyd Webber                                                                                    | Andrew Lloyd Webber                                                                                    | Andrew Lloyd Webber                                                                                    | Andrew Lloyd Webber                                                                                    | Andrew Lloyd Webber                                                                                    | Andrew Lloyd Webber                                                                                    | Andrew Lloyd Webber                                                                                    | Andrew Lloyd Webber                                                                                    | Andrew Lloyd Webber                                                                                    | Andrew Lloyd Webber                                                                                    | Andrew Lloyd Webber                                                                                    | Andrew Lloyd Webber                                                                                    | Andrew Lloyd Webber                                                                                    | Andrew Lloyd Webber                                                                                    | Andrew Lloyd Webber                                                                                    | Andrew Lloyd Webber                                                                                    | Andrew Lloyd Webber                                                                                    | Andrew Lloyd Webber                                                                                    | Andrew Lloyd Webber                                                                                    | Andrew Lloyd Webber                                                                                    | Andrew Lloyd Webber                                                                                    | Andrew Lloyd Webber                                                                                    | Andrew Lloyd Webber                                                                                    | Andrew Lloyd Webber                                                                                    | Andrew Lloyd Webber                                                                                    | Andrew Lloyd Webber                                                                                    | Andrew Lloyd Webber                                                                                    | Andrew Lloyd Webber                                                                                    | Andrew Lloyd Webber                                                                                    | Andrew Lloyd Webber                                                                                    | Andrew Lloyd Webber                                                                                    | Andrew Lloyd Webber                                                                                    | Andrew Lloyd Webber                                                                                    | Andrew Lloyd Webber                                                                                    | Andrew Lloyd Webber                                                                                    | Andrew Lloyd Webber                                                                                    | Andrew Lloyd Webber                                                                                    | Andrew Lloyd Webber                                                                                    | Andrew Lloyd Webber                                                                                    | Andrew Lloyd Webber                                                                                    | Andrew Lloyd Webber                                                                                    | Andrew Lloyd Webber                                                                                    | Andrew Lloyd Webber                                                                                    | Andrew Lloyd Webber                                                                                    | Andrew Lloyd Webber                                                                                    | Andrew Lloyd Webber                                                                                    | Andrew Lloyd Webber                                                                                    | Andrew Lloyd Webber                                                                                    | Andrew Lloyd Webber                                                                                    | Andrew Lloyd Webber                                                                                    | Andrew Lloyd Webber                                                                                    | Andrew Lloyd Webber                                                                                    | Andrew Lloyd Webber                                                                                    | Andrew Lloyd Webber                                                                                    | Andrew Lloyd Webber                                                                                    | Andrew Lloyd Webber                                                                                    | Andrew Lloyd Webber                                                                                    | Andrew Lloyd Webber                                                                                    | Andrew Lloyd Webber                                                                                    | Andrew Lloyd Webber                                                                                    | Andrew Lloyd Webber                                                                                    | Andrew Lloyd Webber                                                                                    | Andrew Lloyd Webber                                                                                    | Andrew Lloyd Webber                                                                                    | Andrew Lloyd Webber                                                                                    | Andrew Lloyd Webber                                                                                    | Andrew Lloyd Webber                                                                                    | Andrew Lloyd Webber                                                                                    | Andrew Lloyd Webber                                                                                    | Andrew Lloyd Webber                                                                                    | Andrew Lloyd Webber                                                                                    | Andrew Lloyd Webber                                                                                    | Andrew Lloyd Webber                                                                                    | Andrew Lloyd Webber                                                                                    | Andrew Lloyd Webber                                                                                    | Andrew Lloyd Webber                                                                                    | Andrew Lloyd Webber                                                                                    | Andrew Lloyd Webber                                                                                    | Andrew Lloyd Webber                                                                                    | Andrew Lloyd Webber                                                                                    | Andrew Lloyd Webber                                                                                    | Andrew Lloyd Webber                                                                                    | "Think of Me"                                              | "Think of Me"                                              | "Think of Me"                                              | "Think of Me"                                              | "Think of Me"                                              | "Think of Me"                                              | "Think of Me"                                              | "Think of Me"                                              | "Think of Me"                                              | "Think of Me"                                              | "Think of Me"                                              | "Think of Me"                                              | "Think of Me"                                              | "Think of Me"                                              | "Think of Me"                                              | "Think of Me"                                              | "Think of Me"                                              | "Think of Me"                                              | "Think of Me"                                              | "Think of Me"                                              | "Think of Me"                                              | "Think of Me"                                              | "Think of Me"                                              | "Think of Me"                                              | "Think of Me"                                              | "Think of Me"                                              | "Think of Me"                                              | "Think of Me"                                              | "Think of Me"                                              | "Think of Me"                                              | "Think of Me"                                              | "Think of Me"                                              | "Think of Me"                                              | "Think of Me"                                              | "Think of Me"                                              | "Think of Me"                                              | "Think of Me"                                              | "Think of Me"                                              | "Think of Me"                                              | "Think of Me"                                              | "Think of Me"                                              | "Think of Me"                                              | "Think of Me"                                              | "Think of Me"                                              | "Think of Me"                                              | "Think of Me"                                              | "Think of Me"                                              | "Think of Me"                                              | "Think of Me"                                              | "Think of Me"                                              | "Think of Me"                                              | "Think of Me"                                              | "Think of Me"                                              | "Think of Me"                                              | "Think of Me"                                              | "Think of Me"                                              | "Think of Me"                                              | "Think of Me"                                              | "Think of Me"                                              | "Think of Me"                                              | "Think of Me"                                              | "Think of Me"                                              | "Think of Me"                                              | "Think of Me"                                              | "Think of Me"                                              | "Think of Me"                                              | "Think of Me"                                              | "Think of Me"                                              | "Think of Me"                                              | "Think of Me"                                              | "Think of Me"                                              | "Think of Me"                                              | "Think of Me"                                              | "Think of Me"                                              | "Think of Me"                                              | "Think of Me"                                              | "Think of Me"                                              | "Think of Me"                                              | "Think of Me"                                              | "Think of Me"                                              | "Think of Me"                                              | "Think of Me"                                              | "Think of Me"                                              | "Think of Me"                                              | "Think of Me"                                              | "Think of Me"                                              | "Think of Me"                                              | "Think of Me"                                              | "Think of Me"                                              | "Think of Me"                                              | "Think of Me"                                              | "Think of Me"                                              | "Think of Me"                                              | "Think of Me"                                              | "Think of Me"                                              | "Think of Me"                                              | "Think of Me"                                              | "Think of Me"                                              | "Think of Me"                                              | "Think of Me"                                              | El Fantasma de la Opera                        | El Fantasma de la Opera                        | El Fantasma de la Opera                        | El Fantasma de la Opera                        | El Fantasma de la Opera                        | El Fantasma de la Opera                        | El Fantasma de la Opera                        | El Fantasma de la Opera                        | El Fantasma de la Opera                        | El Fantasma de la Opera                        | El Fantasma de la Opera                        | El Fantasma de la Opera                        | El Fantasma de la Opera                        | El Fantasma de la Opera                        | El Fantasma de la Opera                        | El Fantasma de la Opera                        | El Fantasma de la Opera                        | El Fantasma de la Opera                        | El Fantasma de la Opera                        | El Fantasma de la Opera                        | El Fantasma de la Opera                        | El Fantasma de la Opera                        | El Fantasma de la Opera                        | El Fantasma de la Opera                        | El Fantasma de la Opera                        | El Fantasma de la Opera                        | El Fantasma de la Opera                        | El Fantasma de la Opera                        | El Fantasma de la Opera                        | El Fantasma de la Opera                        | El Fantasma de la Opera                        | El Fantasma de la Opera                        | El Fantasma de la Opera                        | El Fantasma de la Opera                        | El Fantasma de la Opera                        | El Fantasma de la Opera                        | El Fantasma de la Opera                        | El Fantasma de la Opera                        | El Fantasma de la Opera                        | El Fantasma de la Opera                        | El Fantasma de la Opera                        | El Fantasma de la Opera                        | El Fantasma de la Opera                        | El Fantasma de la Opera                        | El Fantasma de la Opera                        | El Fantasma de la Opera                        | El Fantasma de la Opera                        | El Fantasma de la Opera                        | El Fantasma de la Opera                        | El Fantasma de la Opera                        | El Fantasma de la Opera                        | El Fantasma de la Opera                        | El Fantasma de la Opera                        | El Fantasma de la Opera                        | El Fantasma de la Opera                        | El Fantasma de la Opera                        | El Fantasma de la Opera                        | El Fantasma de la Opera                        | El Fantasma de la Opera                        | El Fantasma de la Opera                        | El Fantasma de la Opera                        | El Fantasma de la Opera                        | El Fantasma de la Opera                        | El Fantasma de la Opera                        | El Fantasma de la Opera                        | El Fantasma de la Opera                        | El Fantasma de la Opera                        | El Fantasma de la Opera                        | El Fantasma de la Opera                        | El Fantasma de la Opera                        | El Fantasma de la Opera                        | El Fantasma de la Opera                        | El Fantasma de la Opera                        | El Fantasma de la Opera                        | El Fantasma de la Opera                        | El Fantasma de la Opera                        | El Fantasma de la Opera                        | El Fantasma de la Opera                        | El Fantasma de la Opera                        | El Fantasma de la Opera                        | El Fantasma de la Opera                        | El Fantasma de la Opera                        | El Fantasma de la Opera                        | El Fantasma de la Opera                        | El Fantasma de la Opera                        | El Fantasma de la Opera                        | El Fantasma de la Opera                        | El Fantasma de la Opera                        | El Fantasma de la Opera                        | El Fantasma de la Opera                        | El Fantasma de la Opera                        | El Fantasma de la Opera                        | El Fantasma de la Opera                        | El Fantasma de la Opera                        | El Fantasma de la Opera                        | El Fantasma de la Opera                        | El Fantasma de la Opera                        | El Fantasma de la Opera                        | El Fantasma de la Opera                        | El Fantasma de la Opera                        | A salvo        | A salvo        | A salvo        | A salvo        | A salvo        | A salvo        | A salvo        | A salvo        | A salvo        | A salvo        | A salvo        | A salvo        | A salvo        | A salvo        | A salvo        | A salvo        | A salvo        | A salvo        | A salvo        | A salvo        | A salvo        | A salvo        | A salvo        | A salvo        | A salvo        | A salvo        | A salvo        | A salvo        | A salvo        | A salvo        | A salvo        | A salvo        | A salvo        | A salvo        | A salvo        | A salvo        | A salvo        | A salvo        | A salvo        | A salvo        | A salvo        | A salvo        | A salvo        | A salvo        | A salvo        | A salvo        | A salvo        | A salvo        | A salvo        | A salvo        | A salvo        | A salvo        | A salvo        | A salvo        | A salvo        | A salvo        | A salvo        | A salvo        | A salvo        | A salvo        | A salvo        | A salvo        | A salvo        | A salvo        | A salvo        | A salvo        | A salvo        | A salvo        | A salvo        | A salvo        | A salvo        | A salvo        | A salvo        | A salvo        | A salvo        | A salvo        | A salvo        | A salvo        | A salvo        | A salvo        | A salvo        | A salvo        | A salvo        | A salvo        | A salvo        | A salvo        | A salvo        | A salvo        | A salvo        | A salvo        | A salvo        | A salvo        | A salvo        | A salvo        | A salvo        | A salvo        | A salvo        | A salvo        | A salvo        | A salvo        |
| Top 5    | Top 5    | Top 5    | Top 5    | Top 5    | Top 5    | Top 5    | Top 5    | Top 5    | Top 5    | Top 5    | Top 5    | Top 5    | Top 5    | Top 5    | Top 5    | Top 5    | Top 5    | Top 5    | Top 5    | Top 5    | Top 5    | Top 5    | Top 5    | Top 5    | Top 5    | Top 5    | Top 5    | Top 5    | Top 5    | Top 5    | Top 5    | Top 5    | Top 5    | Top 5    | Top 5    | Top 5    | Top 5    | Top 5    | Top 5    | Top 5    | Top 5    | Top 5    | Top 5    | Top 5    | Top 5    | Top 5    | Top 5    | Top 5    | Top 5    | Top 5    | Top 5    | Top 5    | Top 5    | Top 5    | Top 5    | Top 5    | Top 5    | Top 5    | Top 5    | Top 5    | Top 5    | Top 5    | Top 5    | Top 5    | Top 5    | Top 5    | Top 5    | Top 5    | Top 5    | Top 5    | Top 5    | Top 5    | Top 5    | Top 5    | Top 5    | Top 5    | Top 5    | Top 5    | Top 5    | Top 5    | Top 5    | Top 5    | Top 5    | Top 5    | Top 5    | Top 5    | Top 5    | Top 5    | Top 5    | Top 5    | Top 5    | Top 5    | Top 5    | Top 5    | Top 5    | Top 5    | Top 5    | Top 5    | Top 5    | Neil Diamond                                                                                           | Neil Diamond                                                                                           | Neil Diamond                                                                                           | Neil Diamond                                                                                           | Neil Diamond                                                                                           | Neil Diamond                                                                                           | Neil Diamond                                                                                           | Neil Diamond                                                                                           | Neil Diamond                                                                                           | Neil Diamond                                                                                           | Neil Diamond                                                                                           | Neil Diamond                                                                                           | Neil Diamond                                                                                           | Neil Diamond                                                                                           | Neil Diamond                                                                                           | Neil Diamond                                                                                           | Neil Diamond                                                                                           | Neil Diamond                                                                                           | Neil Diamond                                                                                           | Neil Diamond                                                                                           | Neil Diamond                                                                                           | Neil Diamond                                                                                           | Neil Diamond                                                                                           | Neil Diamond                                                                                           | Neil Diamond                                                                                           | Neil Diamond                                                                                           | Neil Diamond                                                                                           | Neil Diamond                                                                                           | Neil Diamond                                                                                           | Neil Diamond                                                                                           | Neil Diamond                                                                                           | Neil Diamond                                                                                           | Neil Diamond                                                                                           | Neil Diamond                                                                                           | Neil Diamond                                                                                           | Neil Diamond                                                                                           | Neil Diamond                                                                                           | Neil Diamond                                                                                           | Neil Diamond                                                                                           | Neil Diamond                                                                                           | Neil Diamond                                                                                           | Neil Diamond                                                                                           | Neil Diamond                                                                                           | Neil Diamond                                                                                           | Neil Diamond                                                                                           | Neil Diamond                                                                                           | Neil Diamond                                                                                           | Neil Diamond                                                                                           | Neil Diamond                                                                                           | Neil Diamond                                                                                           | Neil Diamond                                                                                           | Neil Diamond                                                                                           | Neil Diamond                                                                                           | Neil Diamond                                                                                           | Neil Diamond                                                                                           | Neil Diamond                                                                                           | Neil Diamond                                                                                           | Neil Diamond                                                                                           | Neil Diamond                                                                                           | Neil Diamond                                                                                           | Neil Diamond                                                                                           | Neil Diamond                                                                                           | Neil Diamond                                                                                           | Neil Diamond                                                                                           | Neil Diamond                                                                                           | Neil Diamond                                                                                           | Neil Diamond                                                                                           | Neil Diamond                                                                                           | Neil Diamond                                                                                           | Neil Diamond                                                                                           | Neil Diamond                                                                                           | Neil Diamond                                                                                           | Neil Diamond                                                                                           | Neil Diamond                                                                                           | Neil Diamond                                                                                           | Neil Diamond                                                                                           | Neil Diamond                                                                                           | Neil Diamond                                                                                           | Neil Diamond                                                                                           | Neil Diamond                                                                                           | Neil Diamond                                                                                           | Neil Diamond                                                                                           | Neil Diamond                                                                                           | Neil Diamond                                                                                           | Neil Diamond                                                                                           | Neil Diamond                                                                                           | Neil Diamond                                                                                           | Neil Diamond                                                                                           | Neil Diamond                                                                                           | Neil Diamond                                                                                           | Neil Diamond                                                                                           | Neil Diamond                                                                                           | Neil Diamond                                                                                           | Neil Diamond                                                                                           | Neil Diamond                                                                                           | Neil Diamond                                                                                           | Neil Diamond                                                                                           | Neil Diamond                                                                                           | Neil Diamond                                                                                           | Neil Diamond                                                                                           | "Sweet Caroline" América"                                  | "Sweet Caroline" América"                                  | "Sweet Caroline" América"                                  | "Sweet Caroline" América"                                  | "Sweet Caroline" América"                                  | "Sweet Caroline" América"                                  | "Sweet Caroline" América"                                  | "Sweet Caroline" América"                                  | "Sweet Caroline" América"                                  | "Sweet Caroline" América"                                  | "Sweet Caroline" América"                                  | "Sweet Caroline" América"                                  | "Sweet Caroline" América"                                  | "Sweet Caroline" América"                                  | "Sweet Caroline" América"                                  | "Sweet Caroline" América"                                  | "Sweet Caroline" América"                                  | "Sweet Caroline" América"                                  | "Sweet Caroline" América"                                  | "Sweet Caroline" América"                                  | "Sweet Caroline" América"                                  | "Sweet Caroline" América"                                  | "Sweet Caroline" América"                                  | "Sweet Caroline" América"                                  | "Sweet Caroline" América"                                  | "Sweet Caroline" América"                                  | "Sweet Caroline" América"                                  | "Sweet Caroline" América"                                  | "Sweet Caroline" América"                                  | "Sweet Caroline" América"                                  | "Sweet Caroline" América"                                  | "Sweet Caroline" América"                                  | "Sweet Caroline" América"                                  | "Sweet Caroline" América"                                  | "Sweet Caroline" América"                                  | "Sweet Caroline" América"                                  | "Sweet Caroline" América"                                  | "Sweet Caroline" América"                                  | "Sweet Caroline" América"                                  | "Sweet Caroline" América"                                  | "Sweet Caroline" América"                                  | "Sweet Caroline" América"                                  | "Sweet Caroline" América"                                  | "Sweet Caroline" América"                                  | "Sweet Caroline" América"                                  | "Sweet Caroline" América"                                  | "Sweet Caroline" América"                                  | "Sweet Caroline" América"                                  | "Sweet Caroline" América"                                  | "Sweet Caroline" América"                                  | "Sweet Caroline" América"                                  | "Sweet Caroline" América"                                  | "Sweet Caroline" América"                                  | "Sweet Caroline" América"                                  | "Sweet Caroline" América"                                  | "Sweet Caroline" América"                                  | "Sweet Caroline" América"                                  | "Sweet Caroline" América"                                  | "Sweet Caroline" América"                                  | "Sweet Caroline" América"                                  | "Sweet Caroline" América"                                  | "Sweet Caroline" América"                                  | "Sweet Caroline" América"                                  | "Sweet Caroline" América"                                  | "Sweet Caroline" América"                                  | "Sweet Caroline" América"                                  | "Sweet Caroline" América"                                  | "Sweet Caroline" América"                                  | "Sweet Caroline" América"                                  | "Sweet Caroline" América"                                  | "Sweet Caroline" América"                                  | "Sweet Caroline" América"                                  | "Sweet Caroline" América"                                  | "Sweet Caroline" América"                                  | "Sweet Caroline" América"                                  | "Sweet Caroline" América"                                  | "Sweet Caroline" América"                                  | "Sweet Caroline" América"                                  | "Sweet Caroline" América"                                  | "Sweet Caroline" América"                                  | "Sweet Caroline" América"                                  | "Sweet Caroline" América"                                  | "Sweet Caroline" América"                                  | "Sweet Caroline" América"                                  | "Sweet Caroline" América"                                  | "Sweet Caroline" América"                                  | "Sweet Caroline" América"                                  | "Sweet Caroline" América"                                  | "Sweet Caroline" América"                                  | "Sweet Caroline" América"                                  | "Sweet Caroline" América"                                  | "Sweet Caroline" América"                                  | "Sweet Caroline" América"                                  | "Sweet Caroline" América"                                  | "Sweet Caroline" América"                                  | "Sweet Caroline" América"                                  | "Sweet Caroline" América"                                  | "Sweet Caroline" América"                                  | "Sweet Caroline" América"                                  | "Sweet Caroline" América"                                  | Neil Diamond                                   | Neil Diamond                                   | Neil Diamond                                   | Neil Diamond                                   | Neil Diamond                                   | Neil Diamond                                   | Neil Diamond                                   | Neil Diamond                                   | Neil Diamond                                   | Neil Diamond                                   | Neil Diamond                                   | Neil Diamond                                   | Neil Diamond                                   | Neil Diamond                                   | Neil Diamond                                   | Neil Diamond                                   | Neil Diamond                                   | Neil Diamond                                   | Neil Diamond                                   | Neil Diamond                                   | Neil Diamond                                   | Neil Diamond                                   | Neil Diamond                                   | Neil Diamond                                   | Neil Diamond                                   | Neil Diamond                                   | Neil Diamond                                   | Neil Diamond                                   | Neil Diamond                                   | Neil Diamond                                   | Neil Diamond                                   | Neil Diamond                                   | Neil Diamond                                   | Neil Diamond                                   | Neil Diamond                                   | Neil Diamond                                   | Neil Diamond                                   | Neil Diamond                                   | Neil Diamond                                   | Neil Diamond                                   | Neil Diamond                                   | Neil Diamond                                   | Neil Diamond                                   | Neil Diamond                                   | Neil Diamond                                   | Neil Diamond                                   | Neil Diamond                                   | Neil Diamond                                   | Neil Diamond                                   | Neil Diamond                                   | Neil Diamond                                   | Neil Diamond                                   | Neil Diamond                                   | Neil Diamond                                   | Neil Diamond                                   | Neil Diamond                                   | Neil Diamond                                   | Neil Diamond                                   | Neil Diamond                                   | Neil Diamond                                   | Neil Diamond                                   | Neil Diamond                                   | Neil Diamond                                   | Neil Diamond                                   | Neil Diamond                                   | Neil Diamond                                   | Neil Diamond                                   | Neil Diamond                                   | Neil Diamond                                   | Neil Diamond                                   | Neil Diamond                                   | Neil Diamond                                   | Neil Diamond                                   | Neil Diamond                                   | Neil Diamond                                   | Neil Diamond                                   | Neil Diamond                                   | Neil Diamond                                   | Neil Diamond                                   | Neil Diamond                                   | Neil Diamond                                   | Neil Diamond                                   | Neil Diamond                                   | Neil Diamond                                   | Neil Diamond                                   | Neil Diamond                                   | Neil Diamond                                   | Neil Diamond                                   | Neil Diamond                                   | Neil Diamond                                   | Neil Diamond                                   | Neil Diamond                                   | Neil Diamond                                   | Neil Diamond                                   | Neil Diamond                                   | Neil Diamond                                   | Neil Diamond                                   | Neil Diamond                                   | Neil Diamond                                   | Neil Diamond                                   | A salvo        | A salvo        | A salvo        | A salvo        | A salvo        | A salvo        | A salvo        | A salvo        | A salvo        | A salvo        | A salvo        | A salvo        | A salvo        | A salvo        | A salvo        | A salvo        | A salvo        | A salvo        | A salvo        | A salvo        | A salvo        | A salvo        | A salvo        | A salvo        | A salvo        | A salvo        | A salvo        | A salvo        | A salvo        | A salvo        | A salvo        | A salvo        | A salvo        | A salvo        | A salvo        | A salvo        | A salvo        | A salvo        | A salvo        | A salvo        | A salvo        | A salvo        | A salvo        | A salvo        | A salvo        | A salvo        | A salvo        | A salvo        | A salvo        | A salvo        | A salvo        | A salvo        | A salvo        | A salvo        | A salvo        | A salvo        | A salvo        | A salvo        | A salvo        | A salvo        | A salvo        | A salvo        | A salvo        | A salvo        | A salvo        | A salvo        | A salvo        | A salvo        | A salvo        | A salvo        | A salvo        | A salvo        | A salvo        | A salvo        | A salvo        | A salvo        | A salvo        | A salvo        | A salvo        | A salvo        | A salvo        | A salvo        | A salvo        | A salvo        | A salvo        | A salvo        | A salvo        | A salvo        | A salvo        | A salvo        | A salvo        | A salvo        | A salvo        | A salvo        | A salvo        | A salvo        | A salvo        | A salvo        | A salvo        | A salvo        |
| Top 4    | Top 4    | Top 4    | Top 4    | Top 4    | Top 4    | Top 4    | Top 4    | Top 4    | Top 4    | Top 4    | Top 4    | Top 4    | Top 4    | Top 4    | Top 4    | Top 4    | Top 4    | Top 4    | Top 4    | Top 4    | Top 4    | Top 4    | Top 4    | Top 4    | Top 4    | Top 4    | Top 4    | Top 4    | Top 4    | Top 4    | Top 4    | Top 4    | Top 4    | Top 4    | Top 4    | Top 4    | Top 4    | Top 4    | Top 4    | Top 4    | Top 4    | Top 4    | Top 4    | Top 4    | Top 4    | Top 4    | Top 4    | Top 4    | Top 4    | Top 4    | Top 4    | Top 4    | Top 4    | Top 4    | Top 4    | Top 4    | Top 4    | Top 4    | Top 4    | Top 4    | Top 4    | Top 4    | Top 4    | Top 4    | Top 4    | Top 4    | Top 4    | Top 4    | Top 4    | Top 4    | Top 4    | Top 4    | Top 4    | Top 4    | Top 4    | Top 4    | Top 4    | Top 4    | Top 4    | Top 4    | Top 4    | Top 4    | Top 4    | Top 4    | Top 4    | Top 4    | Top 4    | Top 4    | Top 4    | Top 4    | Top 4    | Top 4    | Top 4    | Top 4    | Top 4    | Top 4    | Top 4    | Top 4    | Top 4    | Rock and Roll Hall of Fame                                                                             | Rock and Roll Hall of Fame                                                                             | Rock and Roll Hall of Fame                                                                             | Rock and Roll Hall of Fame                                                                             | Rock and Roll Hall of Fame                                                                             | Rock and Roll Hall of Fame                                                                             | Rock and Roll Hall of Fame                                                                             | Rock and Roll Hall of Fame                                                                             | Rock and Roll Hall of Fame                                                                             | Rock and Roll Hall of Fame                                                                             | Rock and Roll Hall of Fame                                                                             | Rock and Roll Hall of Fame                                                                             | Rock and Roll Hall of Fame                                                                             | Rock and Roll Hall of Fame                                                                             | Rock and Roll Hall of Fame                                                                             | Rock and Roll Hall of Fame                                                                             | Rock and Roll Hall of Fame                                                                             | Rock and Roll Hall of Fame                                                                             | Rock and Roll Hall of Fame                                                                             | Rock and Roll Hall of Fame                                                                             | Rock and Roll Hall of Fame                                                                             | Rock and Roll Hall of Fame                                                                             | Rock and Roll Hall of Fame                                                                             | Rock and Roll Hall of Fame                                                                             | Rock and Roll Hall of Fame                                                                             | Rock and Roll Hall of Fame                                                                             | Rock and Roll Hall of Fame                                                                             | Rock and Roll Hall of Fame                                                                             | Rock and Roll Hall of Fame                                                                             | Rock and Roll Hall of Fame                                                                             | Rock and Roll Hall of Fame                                                                             | Rock and Roll Hall of Fame                                                                             | Rock and Roll Hall of Fame                                                                             | Rock and Roll Hall of Fame                                                                             | Rock and Roll Hall of Fame                                                                             | Rock and Roll Hall of Fame                                                                             | Rock and Roll Hall of Fame                                                                             | Rock and Roll Hall of Fame                                                                             | Rock and Roll Hall of Fame                                                                             | Rock and Roll Hall of Fame                                                                             | Rock and Roll Hall of Fame                                                                             | Rock and Roll Hall of Fame                                                                             | Rock and Roll Hall of Fame                                                                             | Rock and Roll Hall of Fame                                                                             | Rock and Roll Hall of Fame                                                                             | Rock and Roll Hall of Fame                                                                             | Rock and Roll Hall of Fame                                                                             | Rock and Roll Hall of Fame                                                                             | Rock and Roll Hall of Fame                                                                             | Rock and Roll Hall of Fame                                                                             | Rock and Roll Hall of Fame                                                                             | Rock and Roll Hall of Fame                                                                             | Rock and Roll Hall of Fame                                                                             | Rock and Roll Hall of Fame                                                                             | Rock and Roll Hall of Fame                                                                             | Rock and Roll Hall of Fame                                                                             | Rock and Roll Hall of Fame                                                                             | Rock and Roll Hall of Fame                                                                             | Rock and Roll Hall of Fame                                                                             | Rock and Roll Hall of Fame                                                                             | Rock and Roll Hall of Fame                                                                             | Rock and Roll Hall of Fame                                                                             | Rock and Roll Hall of Fame                                                                             | Rock and Roll Hall of Fame                                                                             | Rock and Roll Hall of Fame                                                                             | Rock and Roll Hall of Fame                                                                             | Rock and Roll Hall of Fame                                                                             | Rock and Roll Hall of Fame                                                                             | Rock and Roll Hall of Fame                                                                             | Rock and Roll Hall of Fame                                                                             | Rock and Roll Hall of Fame                                                                             | Rock and Roll Hall of Fame                                                                             | Rock and Roll Hall of Fame                                                                             | Rock and Roll Hall of Fame                                                                             | Rock and Roll Hall of Fame                                                                             | Rock and Roll Hall of Fame                                                                             | Rock and Roll Hall of Fame                                                                             | Rock and Roll Hall of Fame                                                                             | Rock and Roll Hall of Fame                                                                             | Rock and Roll Hall of Fame                                                                             | Rock and Roll Hall of Fame                                                                             | Rock and Roll Hall of Fame                                                                             | Rock and Roll Hall of Fame                                                                             | Rock and Roll Hall of Fame                                                                             | Rock and Roll Hall of Fame                                                                             | Rock and Roll Hall of Fame                                                                             | Rock and Roll Hall of Fame                                                                             | Rock and Roll Hall of Fame                                                                             | Rock and Roll Hall of Fame                                                                             | Rock and Roll Hall of Fame                                                                             | Rock and Roll Hall of Fame                                                                             | Rock and Roll Hall of Fame                                                                             | Rock and Roll Hall of Fame                                                                             | Rock and Roll Hall of Fame                                                                             | Rock and Roll Hall of Fame                                                                             | Rock and Roll Hall of Fame                                                                             | Rock and Roll Hall of Fame                                                                             | Rock and Roll Hall of Fame                                                                             | Rock and Roll Hall of Fame                                                                             | Rock and Roll Hall of Fame                                                                             | "Stand by Me" Love Me Tender"                              | "Stand by Me" Love Me Tender"                              | "Stand by Me" Love Me Tender"                              | "Stand by Me" Love Me Tender"                              | "Stand by Me" Love Me Tender"                              | "Stand by Me" Love Me Tender"                              | "Stand by Me" Love Me Tender"                              | "Stand by Me" Love Me Tender"                              | "Stand by Me" Love Me Tender"                              | "Stand by Me" Love Me Tender"                              | "Stand by Me" Love Me Tender"                              | "Stand by Me" Love Me Tender"                              | "Stand by Me" Love Me Tender"                              | "Stand by Me" Love Me Tender"                              | "Stand by Me" Love Me Tender"                              | "Stand by Me" Love Me Tender"                              | "Stand by Me" Love Me Tender"                              | "Stand by Me" Love Me Tender"                              | "Stand by Me" Love Me Tender"                              | "Stand by Me" Love Me Tender"                              | "Stand by Me" Love Me Tender"                              | "Stand by Me" Love Me Tender"                              | "Stand by Me" Love Me Tender"                              | "Stand by Me" Love Me Tender"                              | "Stand by Me" Love Me Tender"                              | "Stand by Me" Love Me Tender"                              | "Stand by Me" Love Me Tender"                              | "Stand by Me" Love Me Tender"                              | "Stand by Me" Love Me Tender"                              | "Stand by Me" Love Me Tender"                              | "Stand by Me" Love Me Tender"                              | "Stand by Me" Love Me Tender"                              | "Stand by Me" Love Me Tender"                              | "Stand by Me" Love Me Tender"                              | "Stand by Me" Love Me Tender"                              | "Stand by Me" Love Me Tender"                              | "Stand by Me" Love Me Tender"                              | "Stand by Me" Love Me Tender"                              | "Stand by Me" Love Me Tender"                              | "Stand by Me" Love Me Tender"                              | "Stand by Me" Love Me Tender"                              | "Stand by Me" Love Me Tender"                              | "Stand by Me" Love Me Tender"                              | "Stand by Me" Love Me Tender"                              | "Stand by Me" Love Me Tender"                              | "Stand by Me" Love Me Tender"                              | "Stand by Me" Love Me Tender"                              | "Stand by Me" Love Me Tender"                              | "Stand by Me" Love Me Tender"                              | "Stand by Me" Love Me Tender"                              | "Stand by Me" Love Me Tender"                              | "Stand by Me" Love Me Tender"                              | "Stand by Me" Love Me Tender"                              | "Stand by Me" Love Me Tender"                              | "Stand by Me" Love Me Tender"                              | "Stand by Me" Love Me Tender"                              | "Stand by Me" Love Me Tender"                              | "Stand by Me" Love Me Tender"                              | "Stand by Me" Love Me Tender"                              | "Stand by Me" Love Me Tender"                              | "Stand by Me" Love Me Tender"                              | "Stand by Me" Love Me Tender"                              | "Stand by Me" Love Me Tender"                              | "Stand by Me" Love Me Tender"                              | "Stand by Me" Love Me Tender"                              | "Stand by Me" Love Me Tender"                              | "Stand by Me" Love Me Tender"                              | "Stand by Me" Love Me Tender"                              | "Stand by Me" Love Me Tender"                              | "Stand by Me" Love Me Tender"                              | "Stand by Me" Love Me Tender"                              | "Stand by Me" Love Me Tender"                              | "Stand by Me" Love Me Tender"                              | "Stand by Me" Love Me Tender"                              | "Stand by Me" Love Me Tender"                              | "Stand by Me" Love Me Tender"                              | "Stand by Me" Love Me Tender"                              | "Stand by Me" Love Me Tender"                              | "Stand by Me" Love Me Tender"                              | "Stand by Me" Love Me Tender"                              | "Stand by Me" Love Me Tender"                              | "Stand by Me" Love Me Tender"                              | "Stand by Me" Love Me Tender"                              | "Stand by Me" Love Me Tender"                              | "Stand by Me" Love Me Tender"                              | "Stand by Me" Love Me Tender"                              | "Stand by Me" Love Me Tender"                              | "Stand by Me" Love Me Tender"                              | "Stand by Me" Love Me Tender"                              | "Stand by Me" Love Me Tender"                              | "Stand by Me" Love Me Tender"                              | "Stand by Me" Love Me Tender"                              | "Stand by Me" Love Me Tender"                              | "Stand by Me" Love Me Tender"                              | "Stand by Me" Love Me Tender"                              | "Stand by Me" Love Me Tender"                              | "Stand by Me" Love Me Tender"                              | "Stand by Me" Love Me Tender"                              | "Stand by Me" Love Me Tender"                              | "Stand by Me" Love Me Tender"                              | Ben E. King Elvis Presley                      | Ben E. King Elvis Presley                      | Ben E. King Elvis Presley                      | Ben E. King Elvis Presley                      | Ben E. King Elvis Presley                      | Ben E. King Elvis Presley                      | Ben E. King Elvis Presley                      | Ben E. King Elvis Presley                      | Ben E. King Elvis Presley                      | Ben E. King Elvis Presley                      | Ben E. King Elvis Presley                      | Ben E. King Elvis Presley                      | Ben E. King Elvis Presley                      | Ben E. King Elvis Presley                      | Ben E. King Elvis Presley                      | Ben E. King Elvis Presley                      | Ben E. King Elvis Presley                      | Ben E. King Elvis Presley                      | Ben E. King Elvis Presley                      | Ben E. King Elvis Presley                      | Ben E. King Elvis Presley                      | Ben E. King Elvis Presley                      | Ben E. King Elvis Presley                      | Ben E. King Elvis Presley                      | Ben E. King Elvis Presley                      | Ben E. King Elvis Presley                      | Ben E. King Elvis Presley                      | Ben E. King Elvis Presley                      | Ben E. King Elvis Presley                      | Ben E. King Elvis Presley                      | Ben E. King Elvis Presley                      | Ben E. King Elvis Presley                      | Ben E. King Elvis Presley                      | Ben E. King Elvis Presley                      | Ben E. King Elvis Presley                      | Ben E. King Elvis Presley                      | Ben E. King Elvis Presley                      | Ben E. King Elvis Presley                      | Ben E. King Elvis Presley                      | Ben E. King Elvis Presley                      | Ben E. King Elvis Presley                      | Ben E. King Elvis Presley                      | Ben E. King Elvis Presley                      | Ben E. King Elvis Presley                      | Ben E. King Elvis Presley                      | Ben E. King Elvis Presley                      | Ben E. King Elvis Presley                      | Ben E. King Elvis Presley                      | Ben E. King Elvis Presley                      | Ben E. King Elvis Presley                      | Ben E. King Elvis Presley                      | Ben E. King Elvis Presley                      | Ben E. King Elvis Presley                      | Ben E. King Elvis Presley                      | Ben E. King Elvis Presley                      | Ben E. King Elvis Presley                      | Ben E. King Elvis Presley                      | Ben E. King Elvis Presley                      | Ben E. King Elvis Presley                      | Ben E. King Elvis Presley                      | Ben E. King Elvis Presley                      | Ben E. King Elvis Presley                      | Ben E. King Elvis Presley                      | Ben E. King Elvis Presley                      | Ben E. King Elvis Presley                      | Ben E. King Elvis Presley                      | Ben E. King Elvis Presley                      | Ben E. King Elvis Presley                      | Ben E. King Elvis Presley                      | Ben E. King Elvis Presley                      | Ben E. King Elvis Presley                      | Ben E. King Elvis Presley                      | Ben E. King Elvis Presley                      | Ben E. King Elvis Presley                      | Ben E. King Elvis Presley                      | Ben E. King Elvis Presley                      | Ben E. King Elvis Presley                      | Ben E. King Elvis Presley                      | Ben E. King Elvis Presley                      | Ben E. King Elvis Presley                      | Ben E. King Elvis Presley                      | Ben E. King Elvis Presley                      | Ben E. King Elvis Presley                      | Ben E. King Elvis Presley                      | Ben E. King Elvis Presley                      | Ben E. King Elvis Presley                      | Ben E. King Elvis Presley                      | Ben E. King Elvis Presley                      | Ben E. King Elvis Presley                      | Ben E. King Elvis Presley                      | Ben E. King Elvis Presley                      | Ben E. King Elvis Presley                      | Ben E. King Elvis Presley                      | Ben E. King Elvis Presley                      | Ben E. King Elvis Presley                      | Ben E. King Elvis Presley                      | Ben E. King Elvis Presley                      | Ben E. King Elvis Presley                      | Ben E. King Elvis Presley                      | Ben E. King Elvis Presley                      | A salvo        | A salvo        | A salvo        | A salvo        | A salvo        | A salvo        | A salvo        | A salvo        | A salvo        | A salvo        | A salvo        | A salvo        | A salvo        | A salvo        | A salvo        | A salvo        | A salvo        | A salvo        | A salvo        | A salvo        | A salvo        | A salvo        | A salvo        | A salvo        | A salvo        | A salvo        | A salvo        | A salvo        | A salvo        | A salvo        | A salvo        | A salvo        | A salvo        | A salvo        | A salvo        | A salvo        | A salvo        | A salvo        | A salvo        | A salvo        | A salvo        | A salvo        | A salvo        | A salvo        | A salvo        | A salvo        | A salvo        | A salvo        | A salvo        | A salvo        | A salvo        | A salvo        | A salvo        | A salvo        | A salvo        | A salvo        | A salvo        | A salvo        | A salvo        | A salvo        | A salvo        | A salvo        | A salvo        | A salvo        | A salvo        | A salvo        | A salvo        | A salvo        | A salvo        | A salvo        | A salvo        | A salvo        | A salvo        | A salvo        | A salvo        | A salvo        | A salvo        | A salvo        | A salvo        | A salvo        | A salvo        | A salvo        | A salvo        | A salvo        | A salvo        | A salvo        | A salvo        | A salvo        | A salvo        | A salvo        | A salvo        | A salvo        | A salvo        | A salvo        | A salvo        | A salvo        | A salvo        | A salvo        | A salvo        | A salvo        |
| Top 3    | Top 3    | Top 3    | Top 3    | Top 3    | Top 3    | Top 3    | Top 3    | Top 3    | Top 3    | Top 3    | Top 3    | Top 3    | Top 3    | Top 3    | Top 3    | Top 3    | Top 3    | Top 3    | Top 3    | Top 3    | Top 3    | Top 3    | Top 3    | Top 3    | Top 3    | Top 3    | Top 3    | Top 3    | Top 3    | Top 3    | Top 3    | Top 3    | Top 3    | Top 3    | Top 3    | Top 3    | Top 3    | Top 3    | Top 3    | Top 3    | Top 3    | Top 3    | Top 3    | Top 3    | Top 3    | Top 3    | Top 3    | Top 3    | Top 3    | Top 3    | Top 3    | Top 3    | Top 3    | Top 3    | Top 3    | Top 3    | Top 3    | Top 3    | Top 3    | Top 3    | Top 3    | Top 3    | Top 3    | Top 3    | Top 3    | Top 3    | Top 3    | Top 3    | Top 3    | Top 3    | Top 3    | Top 3    | Top 3    | Top 3    | Top 3    | Top 3    | Top 3    | Top 3    | Top 3    | Top 3    | Top 3    | Top 3    | Top 3    | Top 3    | Top 3    | Top 3    | Top 3    | Top 3    | Top 3    | Top 3    | Top 3    | Top 3    | Top 3    | Top 3    | Top 3    | Top 3    | Top 3    | Top 3    | Top 3    | Decisión de los Jueces (escogida por Paula Abdul) Decisión del Concursante Decisión de los productores | Decisión de los Jueces (escogida por Paula Abdul) Decisión del Concursante Decisión de los productores | Decisión de los Jueces (escogida por Paula Abdul) Decisión del Concursante Decisión de los productores | Decisión de los Jueces (escogida por Paula Abdul) Decisión del Concursante Decisión de los productores | Decisión de los Jueces (escogida por Paula Abdul) Decisión del Concursante Decisión de los productores | Decisión de los Jueces (escogida por Paula Abdul) Decisión del Concursante Decisión de los productores | Decisión de los Jueces (escogida por Paula Abdul) Decisión del Concursante Decisión de los productores | Decisión de los Jueces (escogida por Paula Abdul) Decisión del Concursante Decisión de los productores | Decisión de los Jueces (escogida por Paula Abdul) Decisión del Concursante Decisión de los productores | Decisión de los Jueces (escogida por Paula Abdul) Decisión del Concursante Decisión de los productores | Decisión de los Jueces (escogida por Paula Abdul) Decisión del Concursante Decisión de los productores | Decisión de los Jueces (escogida por Paula Abdul) Decisión del Concursante Decisión de los productores | Decisión de los Jueces (escogida por Paula Abdul) Decisión del Concursante Decisión de los productores | Decisión de los Jueces (escogida por Paula Abdul) Decisión del Concursante Decisión de los productores | Decisión de los Jueces (escogida por Paula Abdul) Decisión del Concursante Decisión de los productores | Decisión de los Jueces (escogida por Paula Abdul) Decisión del Concursante Decisión de los productores | Decisión de los Jueces (escogida por Paula Abdul) Decisión del Concursante Decisión de los productores | Decisión de los Jueces (escogida por Paula Abdul) Decisión del Concursante Decisión de los productores | Decisión de los Jueces (escogida por Paula Abdul) Decisión del Concursante Decisión de los productores | Decisión de los Jueces (escogida por Paula Abdul) Decisión del Concursante Decisión de los productores | Decisión de los Jueces (escogida por Paula Abdul) Decisión del Concursante Decisión de los productores | Decisión de los Jueces (escogida por Paula Abdul) Decisión del Concursante Decisión de los productores | Decisión de los Jueces (escogida por Paula Abdul) Decisión del Concursante Decisión de los productores | Decisión de los Jueces (escogida por Paula Abdul) Decisión del Concursante Decisión de los productores | Decisión de los Jueces (escogida por Paula Abdul) Decisión del Concursante Decisión de los productores | Decisión de los Jueces (escogida por Paula Abdul) Decisión del Concursante Decisión de los productores | Decisión de los Jueces (escogida por Paula Abdul) Decisión del Concursante Decisión de los productores | Decisión de los Jueces (escogida por Paula Abdul) Decisión del Concursante Decisión de los productores | Decisión de los Jueces (escogida por Paula Abdul) Decisión del Concursante Decisión de los productores | Decisión de los Jueces (escogida por Paula Abdul) Decisión del Concursante Decisión de los productores | Decisión de los Jueces (escogida por Paula Abdul) Decisión del Concursante Decisión de los productores | Decisión de los Jueces (escogida por Paula Abdul) Decisión del Concursante Decisión de los productores | Decisión de los Jueces (escogida por Paula Abdul) Decisión del Concursante Decisión de los productores | Decisión de los Jueces (escogida por Paula Abdul) Decisión del Concursante Decisión de los productores | Decisión de los Jueces (escogida por Paula Abdul) Decisión del Concursante Decisión de los productores | Decisión de los Jueces (escogida por Paula Abdul) Decisión del Concursante Decisión de los productores | Decisión de los Jueces (escogida por Paula Abdul) Decisión del Concursante Decisión de los productores | Decisión de los Jueces (escogida por Paula Abdul) Decisión del Concursante Decisión de los productores | Decisión de los Jueces (escogida por Paula Abdul) Decisión del Concursante Decisión de los productores | Decisión de los Jueces (escogida por Paula Abdul) Decisión del Concursante Decisión de los productores | Decisión de los Jueces (escogida por Paula Abdul) Decisión del Concursante Decisión de los productores | Decisión de los Jueces (escogida por Paula Abdul) Decisión del Concursante Decisión de los productores | Decisión de los Jueces (escogida por Paula Abdul) Decisión del Concursante Decisión de los productores | Decisión de los Jueces (escogida por Paula Abdul) Decisión del Concursante Decisión de los productores | Decisión de los Jueces (escogida por Paula Abdul) Decisión del Concursante Decisión de los productores | Decisión de los Jueces (escogida por Paula Abdul) Decisión del Concursante Decisión de los productores | Decisión de los Jueces (escogida por Paula Abdul) Decisión del Concursante Decisión de los productores | Decisión de los Jueces (escogida por Paula Abdul) Decisión del Concursante Decisión de los productores | Decisión de los Jueces (escogida por Paula Abdul) Decisión del Concursante Decisión de los productores | Decisión de los Jueces (escogida por Paula Abdul) Decisión del Concursante Decisión de los productores | Decisión de los Jueces (escogida por Paula Abdul) Decisión del Concursante Decisión de los productores | Decisión de los Jueces (escogida por Paula Abdul) Decisión del Concursante Decisión de los productores | Decisión de los Jueces (escogida por Paula Abdul) Decisión del Concursante Decisión de los productores | Decisión de los Jueces (escogida por Paula Abdul) Decisión del Concursante Decisión de los productores | Decisión de los Jueces (escogida por Paula Abdul) Decisión del Concursante Decisión de los productores | Decisión de los Jueces (escogida por Paula Abdul) Decisión del Concursante Decisión de los productores | Decisión de los Jueces (escogida por Paula Abdul) Decisión del Concursante Decisión de los productores | Decisión de los Jueces (escogida por Paula Abdul) Decisión del Concursante Decisión de los productores | Decisión de los Jueces (escogida por Paula Abdul) Decisión del Concursante Decisión de los productores | Decisión de los Jueces (escogida por Paula Abdul) Decisión del Concursante Decisión de los productores | Decisión de los Jueces (escogida por Paula Abdul) Decisión del Concursante Decisión de los productores | Decisión de los Jueces (escogida por Paula Abdul) Decisión del Concursante Decisión de los productores | Decisión de los Jueces (escogida por Paula Abdul) Decisión del Concursante Decisión de los productores | Decisión de los Jueces (escogida por Paula Abdul) Decisión del Concursante Decisión de los productores | Decisión de los Jueces (escogida por Paula Abdul) Decisión del Concursante Decisión de los productores | Decisión de los Jueces (escogida por Paula Abdul) Decisión del Concursante Decisión de los productores | Decisión de los Jueces (escogida por Paula Abdul) Decisión del Concursante Decisión de los productores | Decisión de los Jueces (escogida por Paula Abdul) Decisión del Concursante Decisión de los productores | Decisión de los Jueces (escogida por Paula Abdul) Decisión del Concursante Decisión de los productores | Decisión de los Jueces (escogida por Paula Abdul) Decisión del Concursante Decisión de los productores | Decisión de los Jueces (escogida por Paula Abdul) Decisión del Concursante Decisión de los productores | Decisión de los Jueces (escogida por Paula Abdul) Decisión del Concursante Decisión de los productores | Decisión de los Jueces (escogida por Paula Abdul) Decisión del Concursante Decisión de los productores | Decisión de los Jueces (escogida por Paula Abdul) Decisión del Concursante Decisión de los productores | Decisión de los Jueces (escogida por Paula Abdul) Decisión del Concursante Decisión de los productores | Decisión de los Jueces (escogida por Paula Abdul) Decisión del Concursante Decisión de los productores | Decisión de los Jueces (escogida por Paula Abdul) Decisión del Concursante Decisión de los productores | Decisión de los Jueces (escogida por Paula Abdul) Decisión del Concursante Decisión de los productores | Decisión de los Jueces (escogida por Paula Abdul) Decisión del Concursante Decisión de los productores | Decisión de los Jueces (escogida por Paula Abdul) Decisión del Concursante Decisión de los productores | Decisión de los Jueces (escogida por Paula Abdul) Decisión del Concursante Decisión de los productores | Decisión de los Jueces (escogida por Paula Abdul) Decisión del Concursante Decisión de los productores | Decisión de los Jueces (escogida por Paula Abdul) Decisión del Concursante Decisión de los productores | Decisión de los Jueces (escogida por Paula Abdul) Decisión del Concursante Decisión de los productores | Decisión de los Jueces (escogida por Paula Abdul) Decisión del Concursante Decisión de los productores | Decisión de los Jueces (escogida por Paula Abdul) Decisión del Concursante Decisión de los productores | Decisión de los Jueces (escogida por Paula Abdul) Decisión del Concursante Decisión de los productores | Decisión de los Jueces (escogida por Paula Abdul) Decisión del Concursante Decisión de los productores | Decisión de los Jueces (escogida por Paula Abdul) Decisión del Concursante Decisión de los productores | Decisión de los Jueces (escogida por Paula Abdul) Decisión del Concursante Decisión de los productores | Decisión de los Jueces (escogida por Paula Abdul) Decisión del Concursante Decisión de los productores | Decisión de los Jueces (escogida por Paula Abdul) Decisión del Concursante Decisión de los productores | Decisión de los Jueces (escogida por Paula Abdul) Decisión del Concursante Decisión de los productores | Decisión de los Jueces (escogida por Paula Abdul) Decisión del Concursante Decisión de los productores | Decisión de los Jueces (escogida por Paula Abdul) Decisión del Concursante Decisión de los productores | Decisión de los Jueces (escogida por Paula Abdul) Decisión del Concursante Decisión de los productores | Decisión de los Jueces (escogida por Paula Abdul) Decisión del Concursante Decisión de los productores | Decisión de los Jueces (escogida por Paula Abdul) Decisión del Concursante Decisión de los productores | Decisión de los Jueces (escogida por Paula Abdul) Decisión del Concursante Decisión de los productores | Decisión de los Jueces (escogida por Paula Abdul) Decisión del Concursante Decisión de los productores | "And So It Goes" "With You" "Longer"                       | "And So It Goes" "With You" "Longer"                       | "And So It Goes" "With You" "Longer"                       | "And So It Goes" "With You" "Longer"                       | "And So It Goes" "With You" "Longer"                       | "And So It Goes" "With You" "Longer"                       | "And So It Goes" "With You" "Longer"                       | "And So It Goes" "With You" "Longer"                       | "And So It Goes" "With You" "Longer"                       | "And So It Goes" "With You" "Longer"                       | "And So It Goes" "With You" "Longer"                       | "And So It Goes" "With You" "Longer"                       | "And So It Goes" "With You" "Longer"                       | "And So It Goes" "With You" "Longer"                       | "And So It Goes" "With You" "Longer"                       | "And So It Goes" "With You" "Longer"                       | "And So It Goes" "With You" "Longer"                       | "And So It Goes" "With You" "Longer"                       | "And So It Goes" "With You" "Longer"                       | "And So It Goes" "With You" "Longer"                       | "And So It Goes" "With You" "Longer"                       | "And So It Goes" "With You" "Longer"                       | "And So It Goes" "With You" "Longer"                       | "And So It Goes" "With You" "Longer"                       | "And So It Goes" "With You" "Longer"                       | "And So It Goes" "With You" "Longer"                       | "And So It Goes" "With You" "Longer"                       | "And So It Goes" "With You" "Longer"                       | "And So It Goes" "With You" "Longer"                       | "And So It Goes" "With You" "Longer"                       | "And So It Goes" "With You" "Longer"                       | "And So It Goes" "With You" "Longer"                       | "And So It Goes" "With You" "Longer"                       | "And So It Goes" "With You" "Longer"                       | "And So It Goes" "With You" "Longer"                       | "And So It Goes" "With You" "Longer"                       | "And So It Goes" "With You" "Longer"                       | "And So It Goes" "With You" "Longer"                       | "And So It Goes" "With You" "Longer"                       | "And So It Goes" "With You" "Longer"                       | "And So It Goes" "With You" "Longer"                       | "And So It Goes" "With You" "Longer"                       | "And So It Goes" "With You" "Longer"                       | "And So It Goes" "With You" "Longer"                       | "And So It Goes" "With You" "Longer"                       | "And So It Goes" "With You" "Longer"                       | "And So It Goes" "With You" "Longer"                       | "And So It Goes" "With You" "Longer"                       | "And So It Goes" "With You" "Longer"                       | "And So It Goes" "With You" "Longer"                       | "And So It Goes" "With You" "Longer"                       | "And So It Goes" "With You" "Longer"                       | "And So It Goes" "With You" "Longer"                       | "And So It Goes" "With You" "Longer"                       | "And So It Goes" "With You" "Longer"                       | "And So It Goes" "With You" "Longer"                       | "And So It Goes" "With You" "Longer"                       | "And So It Goes" "With You" "Longer"                       | "And So It Goes" "With You" "Longer"                       | "And So It Goes" "With You" "Longer"                       | "And So It Goes" "With You" "Longer"                       | "And So It Goes" "With You" "Longer"                       | "And So It Goes" "With You" "Longer"                       | "And So It Goes" "With You" "Longer"                       | "And So It Goes" "With You" "Longer"                       | "And So It Goes" "With You" "Longer"                       | "And So It Goes" "With You" "Longer"                       | "And So It Goes" "With You" "Longer"                       | "And So It Goes" "With You" "Longer"                       | "And So It Goes" "With You" "Longer"                       | "And So It Goes" "With You" "Longer"                       | "And So It Goes" "With You" "Longer"                       | "And So It Goes" "With You" "Longer"                       | "And So It Goes" "With You" "Longer"                       | "And So It Goes" "With You" "Longer"                       | "And So It Goes" "With You" "Longer"                       | "And So It Goes" "With You" "Longer"                       | "And So It Goes" "With You" "Longer"                       | "And So It Goes" "With You" "Longer"                       | "And So It Goes" "With You" "Longer"                       | "And So It Goes" "With You" "Longer"                       | "And So It Goes" "With You" "Longer"                       | "And So It Goes" "With You" "Longer"                       | "And So It Goes" "With You" "Longer"                       | "And So It Goes" "With You" "Longer"                       | "And So It Goes" "With You" "Longer"                       | "And So It Goes" "With You" "Longer"                       | "And So It Goes" "With You" "Longer"                       | "And So It Goes" "With You" "Longer"                       | "And So It Goes" "With You" "Longer"                       | "And So It Goes" "With You" "Longer"                       | "And So It Goes" "With You" "Longer"                       | "And So It Goes" "With You" "Longer"                       | "And So It Goes" "With You" "Longer"                       | "And So It Goes" "With You" "Longer"                       | "And So It Goes" "With You" "Longer"                       | "And So It Goes" "With You" "Longer"                       | "And So It Goes" "With You" "Longer"                       | "And So It Goes" "With You" "Longer"                       | "And So It Goes" "With You" "Longer"                       | Billy Joel Chris Brown Dan Fogelberg           | Billy Joel Chris Brown Dan Fogelberg           | Billy Joel Chris Brown Dan Fogelberg           | Billy Joel Chris Brown Dan Fogelberg           | Billy Joel Chris Brown Dan Fogelberg           | Billy Joel Chris Brown Dan Fogelberg           | Billy Joel Chris Brown Dan Fogelberg           | Billy Joel Chris Brown Dan Fogelberg           | Billy Joel Chris Brown Dan Fogelberg           | Billy Joel Chris Brown Dan Fogelberg           | Billy Joel Chris Brown Dan Fogelberg           | Billy Joel Chris Brown Dan Fogelberg           | Billy Joel Chris Brown Dan Fogelberg           | Billy Joel Chris Brown Dan Fogelberg           | Billy Joel Chris Brown Dan Fogelberg           | Billy Joel Chris Brown Dan Fogelberg           | Billy Joel Chris Brown Dan Fogelberg           | Billy Joel Chris Brown Dan Fogelberg           | Billy Joel Chris Brown Dan Fogelberg           | Billy Joel Chris Brown Dan Fogelberg           | Billy Joel Chris Brown Dan Fogelberg           | Billy Joel Chris Brown Dan Fogelberg           | Billy Joel Chris Brown Dan Fogelberg           | Billy Joel Chris Brown Dan Fogelberg           | Billy Joel Chris Brown Dan Fogelberg           | Billy Joel Chris Brown Dan Fogelberg           | Billy Joel Chris Brown Dan Fogelberg           | Billy Joel Chris Brown Dan Fogelberg           | Billy Joel Chris Brown Dan Fogelberg           | Billy Joel Chris Brown Dan Fogelberg           | Billy Joel Chris Brown Dan Fogelberg           | Billy Joel Chris Brown Dan Fogelberg           | Billy Joel Chris Brown Dan Fogelberg           | Billy Joel Chris Brown Dan Fogelberg           | Billy Joel Chris Brown Dan Fogelberg           | Billy Joel Chris Brown Dan Fogelberg           | Billy Joel Chris Brown Dan Fogelberg           | Billy Joel Chris Brown Dan Fogelberg           | Billy Joel Chris Brown Dan Fogelberg           | Billy Joel Chris Brown Dan Fogelberg           | Billy Joel Chris Brown Dan Fogelberg           | Billy Joel Chris Brown Dan Fogelberg           | Billy Joel Chris Brown Dan Fogelberg           | Billy Joel Chris Brown Dan Fogelberg           | Billy Joel Chris Brown Dan Fogelberg           | Billy Joel Chris Brown Dan Fogelberg           | Billy Joel Chris Brown Dan Fogelberg           | Billy Joel Chris Brown Dan Fogelberg           | Billy Joel Chris Brown Dan Fogelberg           | Billy Joel Chris Brown Dan Fogelberg           | Billy Joel Chris Brown Dan Fogelberg           | Billy Joel Chris Brown Dan Fogelberg           | Billy Joel Chris Brown Dan Fogelberg           | Billy Joel Chris Brown Dan Fogelberg           | Billy Joel Chris Brown Dan Fogelberg           | Billy Joel Chris Brown Dan Fogelberg           | Billy Joel Chris Brown Dan Fogelberg           | Billy Joel Chris Brown Dan Fogelberg           | Billy Joel Chris Brown Dan Fogelberg           | Billy Joel Chris Brown Dan Fogelberg           | Billy Joel Chris Brown Dan Fogelberg           | Billy Joel Chris Brown Dan Fogelberg           | Billy Joel Chris Brown Dan Fogelberg           | Billy Joel Chris Brown Dan Fogelberg           | Billy Joel Chris Brown Dan Fogelberg           | Billy Joel Chris Brown Dan Fogelberg           | Billy Joel Chris Brown Dan Fogelberg           | Billy Joel Chris Brown Dan Fogelberg           | Billy Joel Chris Brown Dan Fogelberg           | Billy Joel Chris Brown Dan Fogelberg           | Billy Joel Chris Brown Dan Fogelberg           | Billy Joel Chris Brown Dan Fogelberg           | Billy Joel Chris Brown Dan Fogelberg           | Billy Joel Chris Brown Dan Fogelberg           | Billy Joel Chris Brown Dan Fogelberg           | Billy Joel Chris Brown Dan Fogelberg           | Billy Joel Chris Brown Dan Fogelberg           | Billy Joel Chris Brown Dan Fogelberg           | Billy Joel Chris Brown Dan Fogelberg           | Billy Joel Chris Brown Dan Fogelberg           | Billy Joel Chris Brown Dan Fogelberg           | Billy Joel Chris Brown Dan Fogelberg           | Billy Joel Chris Brown Dan Fogelberg           | Billy Joel Chris Brown Dan Fogelberg           | Billy Joel Chris Brown Dan Fogelberg           | Billy Joel Chris Brown Dan Fogelberg           | Billy Joel Chris Brown Dan Fogelberg           | Billy Joel Chris Brown Dan Fogelberg           | Billy Joel Chris Brown Dan Fogelberg           | Billy Joel Chris Brown Dan Fogelberg           | Billy Joel Chris Brown Dan Fogelberg           | Billy Joel Chris Brown Dan Fogelberg           | Billy Joel Chris Brown Dan Fogelberg           | Billy Joel Chris Brown Dan Fogelberg           | Billy Joel Chris Brown Dan Fogelberg           | Billy Joel Chris Brown Dan Fogelberg           | Billy Joel Chris Brown Dan Fogelberg           | Billy Joel Chris Brown Dan Fogelberg           | Billy Joel Chris Brown Dan Fogelberg           | Billy Joel Chris Brown Dan Fogelberg           | A salvo        | A salvo        | A salvo        | A salvo        | A salvo        | A salvo        | A salvo        | A salvo        | A salvo        | A salvo        | A salvo        | A salvo        | A salvo        | A salvo        | A salvo        | A salvo        | A salvo        | A salvo        | A salvo        | A salvo        | A salvo        | A salvo        | A salvo        | A salvo        | A salvo        | A salvo        | A salvo        | A salvo        | A salvo        | A salvo        | A salvo        | A salvo        | A salvo        | A salvo        | A salvo        | A salvo        | A salvo        | A salvo        | A salvo        | A salvo        | A salvo        | A salvo        | A salvo        | A salvo        | A salvo        | A salvo        | A salvo        | A salvo        | A salvo        | A salvo        | A salvo        | A salvo        | A salvo        | A salvo        | A salvo        | A salvo        | A salvo        | A salvo        | A salvo        | A salvo        | A salvo        | A salvo        | A salvo        | A salvo        | A salvo        | A salvo        | A salvo        | A salvo        | A salvo        | A salvo        | A salvo        | A salvo        | A salvo        | A salvo        | A salvo        | A salvo        | A salvo        | A salvo        | A salvo        | A salvo        | A salvo        | A salvo        | A salvo        | A salvo        | A salvo        | A salvo        | A salvo        | A salvo        | A salvo        | A salvo        | A salvo        | A salvo        | A salvo        | A salvo        | A salvo        | A salvo        | A salvo        | A salvo        | A salvo        | A salvo        |
| FINAL    | FINAL    | FINAL    | FINAL    | FINAL    | FINAL    | FINAL    | FINAL    | FINAL    | FINAL    | FINAL    | FINAL    | FINAL    | FINAL    | FINAL    | FINAL    | FINAL    | FINAL    | FINAL    | FINAL    | FINAL    | FINAL    | FINAL    | FINAL    | FINAL    | FINAL    | FINAL    | FINAL    | FINAL    | FINAL    | FINAL    | FINAL    | FINAL    | FINAL    | FINAL    | FINAL    | FINAL    | FINAL    | FINAL    | FINAL    | FINAL    | FINAL    | FINAL    | FINAL    | FINAL    | FINAL    | FINAL    | FINAL    | FINAL    | FINAL    | FINAL    | FINAL    | FINAL    | FINAL    | FINAL    | FINAL    | FINAL    | FINAL    | FINAL    | FINAL    | FINAL    | FINAL    | FINAL    | FINAL    | FINAL    | FINAL    | FINAL    | FINAL    | FINAL    | FINAL    | FINAL    | FINAL    | FINAL    | FINAL    | FINAL    | FINAL    | FINAL    | FINAL    | FINAL    | FINAL    | FINAL    | FINAL    | FINAL    | FINAL    | FINAL    | FINAL    | FINAL    | FINAL    | FINAL    | FINAL    | FINAL    | FINAL    | FINAL    | FINAL    | FINAL    | FINAL    | FINAL    | FINAL    | FINAL    | FINAL    | Decisión de Clive Davis Nueva Canción Decisión del Concursante                                         | Decisión de Clive Davis Nueva Canción Decisión del Concursante                                         | Decisión de Clive Davis Nueva Canción Decisión del Concursante                                         | Decisión de Clive Davis Nueva Canción Decisión del Concursante                                         | Decisión de Clive Davis Nueva Canción Decisión del Concursante                                         | Decisión de Clive Davis Nueva Canción Decisión del Concursante                                         | Decisión de Clive Davis Nueva Canción Decisión del Concursante                                         | Decisión de Clive Davis Nueva Canción Decisión del Concursante                                         | Decisión de Clive Davis Nueva Canción Decisión del Concursante                                         | Decisión de Clive Davis Nueva Canción Decisión del Concursante                                         | Decisión de Clive Davis Nueva Canción Decisión del Concursante                                         | Decisión de Clive Davis Nueva Canción Decisión del Concursante                                         | Decisión de Clive Davis Nueva Canción Decisión del Concursante                                         | Decisión de Clive Davis Nueva Canción Decisión del Concursante                                         | Decisión de Clive Davis Nueva Canción Decisión del Concursante                                         | Decisión de Clive Davis Nueva Canción Decisión del Concursante                                         | Decisión de Clive Davis Nueva Canción Decisión del Concursante                                         | Decisión de Clive Davis Nueva Canción Decisión del Concursante                                         | Decisión de Clive Davis Nueva Canción Decisión del Concursante                                         | Decisión de Clive Davis Nueva Canción Decisión del Concursante                                         | Decisión de Clive Davis Nueva Canción Decisión del Concursante                                         | Decisión de Clive Davis Nueva Canción Decisión del Concursante                                         | Decisión de Clive Davis Nueva Canción Decisión del Concursante                                         | Decisión de Clive Davis Nueva Canción Decisión del Concursante                                         | Decisión de Clive Davis Nueva Canción Decisión del Concursante                                         | Decisión de Clive Davis Nueva Canción Decisión del Concursante                                         | Decisión de Clive Davis Nueva Canción Decisión del Concursante                                         | Decisión de Clive Davis Nueva Canción Decisión del Concursante                                         | Decisión de Clive Davis Nueva Canción Decisión del Concursante                                         | Decisión de Clive Davis Nueva Canción Decisión del Concursante                                         | Decisión de Clive Davis Nueva Canción Decisión del Concursante                                         | Decisión de Clive Davis Nueva Canción Decisión del Concursante                                         | Decisión de Clive Davis Nueva Canción Decisión del Concursante                                         | Decisión de Clive Davis Nueva Canción Decisión del Concursante                                         | Decisión de Clive Davis Nueva Canción Decisión del Concursante                                         | Decisión de Clive Davis Nueva Canción Decisión del Concursante                                         | Decisión de Clive Davis Nueva Canción Decisión del Concursante                                         | Decisión de Clive Davis Nueva Canción Decisión del Concursante                                         | Decisión de Clive Davis Nueva Canción Decisión del Concursante                                         | Decisión de Clive Davis Nueva Canción Decisión del Concursante                                         | Decisión de Clive Davis Nueva Canción Decisión del Concursante                                         | Decisión de Clive Davis Nueva Canción Decisión del Concursante                                         | Decisión de Clive Davis Nueva Canción Decisión del Concursante                                         | Decisión de Clive Davis Nueva Canción Decisión del Concursante                                         | Decisión de Clive Davis Nueva Canción Decisión del Concursante                                         | Decisión de Clive Davis Nueva Canción Decisión del Concursante                                         | Decisión de Clive Davis Nueva Canción Decisión del Concursante                                         | Decisión de Clive Davis Nueva Canción Decisión del Concursante                                         | Decisión de Clive Davis Nueva Canción Decisión del Concursante                                         | Decisión de Clive Davis Nueva Canción Decisión del Concursante                                         | Decisión de Clive Davis Nueva Canción Decisión del Concursante                                         | Decisión de Clive Davis Nueva Canción Decisión del Concursante                                         | Decisión de Clive Davis Nueva Canción Decisión del Concursante                                         | Decisión de Clive Davis Nueva Canción Decisión del Concursante                                         | Decisión de Clive Davis Nueva Canción Decisión del Concursante                                         | Decisión de Clive Davis Nueva Canción Decisión del Concursante                                         | Decisión de Clive Davis Nueva Canción Decisión del Concursante                                         | Decisión de Clive Davis Nueva Canción Decisión del Concursante                                         | Decisión de Clive Davis Nueva Canción Decisión del Concursante                                         | Decisión de Clive Davis Nueva Canción Decisión del Concursante                                         | Decisión de Clive Davis Nueva Canción Decisión del Concursante                                         | Decisión de Clive Davis Nueva Canción Decisión del Concursante                                         | Decisión de Clive Davis Nueva Canción Decisión del Concursante                                         | Decisión de Clive Davis Nueva Canción Decisión del Concursante                                         | Decisión de Clive Davis Nueva Canción Decisión del Concursante                                         | Decisión de Clive Davis Nueva Canción Decisión del Concursante                                         | Decisión de Clive Davis Nueva Canción Decisión del Concursante                                         | Decisión de Clive Davis Nueva Canción Decisión del Concursante                                         | Decisión de Clive Davis Nueva Canción Decisión del Concursante                                         | Decisión de Clive Davis Nueva Canción Decisión del Concursante                                         | Decisión de Clive Davis Nueva Canción Decisión del Concursante                                         | Decisión de Clive Davis Nueva Canción Decisión del Concursante                                         | Decisión de Clive Davis Nueva Canción Decisión del Concursante                                         | Decisión de Clive Davis Nueva Canción Decisión del Concursante                                         | Decisión de Clive Davis Nueva Canción Decisión del Concursante                                         | Decisión de Clive Davis Nueva Canción Decisión del Concursante                                         | Decisión de Clive Davis Nueva Canción Decisión del Concursante                                         | Decisión de Clive Davis Nueva Canción Decisión del Concursante                                         | Decisión de Clive Davis Nueva Canción Decisión del Concursante                                         | Decisión de Clive Davis Nueva Canción Decisión del Concursante                                         | Decisión de Clive Davis Nueva Canción Decisión del Concursante                                         | Decisión de Clive Davis Nueva Canción Decisión del Concursante                                         | Decisión de Clive Davis Nueva Canción Decisión del Concursante                                         | Decisión de Clive Davis Nueva Canción Decisión del Concursante                                         | Decisión de Clive Davis Nueva Canción Decisión del Concursante                                         | Decisión de Clive Davis Nueva Canción Decisión del Concursante                                         | Decisión de Clive Davis Nueva Canción Decisión del Concursante                                         | Decisión de Clive Davis Nueva Canción Decisión del Concursante                                         | Decisión de Clive Davis Nueva Canción Decisión del Concursante                                         | Decisión de Clive Davis Nueva Canción Decisión del Concursante                                         | Decisión de Clive Davis Nueva Canción Decisión del Concursante                                         | Decisión de Clive Davis Nueva Canción Decisión del Concursante                                         | Decisión de Clive Davis Nueva Canción Decisión del Concursante                                         | Decisión de Clive Davis Nueva Canción Decisión del Concursante                                         | Decisión de Clive Davis Nueva Canción Decisión del Concursante                                         | Decisión de Clive Davis Nueva Canción Decisión del Concursante                                         | Decisión de Clive Davis Nueva Canción Decisión del Concursante                                         | Decisión de Clive Davis Nueva Canción Decisión del Concursante                                         | Decisión de Clive Davis Nueva Canción Decisión del Concursante                                         | Decisión de Clive Davis Nueva Canción Decisión del Concursante                                         | "Don't Let The Sun Go Down On Me" In This Moment" Imagine" | "Don't Let The Sun Go Down On Me" In This Moment" Imagine" | "Don't Let The Sun Go Down On Me" In This Moment" Imagine" | "Don't Let The Sun Go Down On Me" In This Moment" Imagine" | "Don't Let The Sun Go Down On Me" In This Moment" Imagine" | "Don't Let The Sun Go Down On Me" In This Moment" Imagine" | "Don't Let The Sun Go Down On Me" In This Moment" Imagine" | "Don't Let The Sun Go Down On Me" In This Moment" Imagine" | "Don't Let The Sun Go Down On Me" In This Moment" Imagine" | "Don't Let The Sun Go Down On Me" In This Moment" Imagine" | "Don't Let The Sun Go Down On Me" In This Moment" Imagine" | "Don't Let The Sun Go Down On Me" In This Moment" Imagine" | "Don't Let The Sun Go Down On Me" In This Moment" Imagine" | "Don't Let The Sun Go Down On Me" In This Moment" Imagine" | "Don't Let The Sun Go Down On Me" In This Moment" Imagine" | "Don't Let The Sun Go Down On Me" In This Moment" Imagine" | "Don't Let The Sun Go Down On Me" In This Moment" Imagine" | "Don't Let The Sun Go Down On Me" In This Moment" Imagine" | "Don't Let The Sun Go Down On Me" In This Moment" Imagine" | "Don't Let The Sun Go Down On Me" In This Moment" Imagine" | "Don't Let The Sun Go Down On Me" In This Moment" Imagine" | "Don't Let The Sun Go Down On Me" In This Moment" Imagine" | "Don't Let The Sun Go Down On Me" In This Moment" Imagine" | "Don't Let The Sun Go Down On Me" In This Moment" Imagine" | "Don't Let The Sun Go Down On Me" In This Moment" Imagine" | "Don't Let The Sun Go Down On Me" In This Moment" Imagine" | "Don't Let The Sun Go Down On Me" In This Moment" Imagine" | "Don't Let The Sun Go Down On Me" In This Moment" Imagine" | "Don't Let The Sun Go Down On Me" In This Moment" Imagine" | "Don't Let The Sun Go Down On Me" In This Moment" Imagine" | "Don't Let The Sun Go Down On Me" In This Moment" Imagine" | "Don't Let The Sun Go Down On Me" In This Moment" Imagine" | "Don't Let The Sun Go Down On Me" In This Moment" Imagine" | "Don't Let The Sun Go Down On Me" In This Moment" Imagine" | "Don't Let The Sun Go Down On Me" In This Moment" Imagine" | "Don't Let The Sun Go Down On Me" In This Moment" Imagine" | "Don't Let The Sun Go Down On Me" In This Moment" Imagine" | "Don't Let The Sun Go Down On Me" In This Moment" Imagine" | "Don't Let The Sun Go Down On Me" In This Moment" Imagine" | "Don't Let The Sun Go Down On Me" In This Moment" Imagine" | "Don't Let The Sun Go Down On Me" In This Moment" Imagine" | "Don't Let The Sun Go Down On Me" In This Moment" Imagine" | "Don't Let The Sun Go Down On Me" In This Moment" Imagine" | "Don't Let The Sun Go Down On Me" In This Moment" Imagine" | "Don't Let The Sun Go Down On Me" In This Moment" Imagine" | "Don't Let The Sun Go Down On Me" In This Moment" Imagine" | "Don't Let The Sun Go Down On Me" In This Moment" Imagine" | "Don't Let The Sun Go Down On Me" In This Moment" Imagine" | "Don't Let The Sun Go Down On Me" In This Moment" Imagine" | "Don't Let The Sun Go Down On Me" In This Moment" Imagine" | "Don't Let The Sun Go Down On Me" In This Moment" Imagine" | "Don't Let The Sun Go Down On Me" In This Moment" Imagine" | "Don't Let The Sun Go Down On Me" In This Moment" Imagine" | "Don't Let The Sun Go Down On Me" In This Moment" Imagine" | "Don't Let The Sun Go Down On Me" In This Moment" Imagine" | "Don't Let The Sun Go Down On Me" In This Moment" Imagine" | "Don't Let The Sun Go Down On Me" In This Moment" Imagine" | "Don't Let The Sun Go Down On Me" In This Moment" Imagine" | "Don't Let The Sun Go Down On Me" In This Moment" Imagine" | "Don't Let The Sun Go Down On Me" In This Moment" Imagine" | "Don't Let The Sun Go Down On Me" In This Moment" Imagine" | "Don't Let The Sun Go Down On Me" In This Moment" Imagine" | "Don't Let The Sun Go Down On Me" In This Moment" Imagine" | "Don't Let The Sun Go Down On Me" In This Moment" Imagine" | "Don't Let The Sun Go Down On Me" In This Moment" Imagine" | "Don't Let The Sun Go Down On Me" In This Moment" Imagine" | "Don't Let The Sun Go Down On Me" In This Moment" Imagine" | "Don't Let The Sun Go Down On Me" In This Moment" Imagine" | "Don't Let The Sun Go Down On Me" In This Moment" Imagine" | "Don't Let The Sun Go Down On Me" In This Moment" Imagine" | "Don't Let The Sun Go Down On Me" In This Moment" Imagine" | "Don't Let The Sun Go Down On Me" In This Moment" Imagine" | "Don't Let The Sun Go Down On Me" In This Moment" Imagine" | "Don't Let The Sun Go Down On Me" In This Moment" Imagine" | "Don't Let The Sun Go Down On Me" In This Moment" Imagine" | "Don't Let The Sun Go Down On Me" In This Moment" Imagine" | "Don't Let The Sun Go Down On Me" In This Moment" Imagine" | "Don't Let The Sun Go Down On Me" In This Moment" Imagine" | "Don't Let The Sun Go Down On Me" In This Moment" Imagine" | "Don't Let The Sun Go Down On Me" In This Moment" Imagine" | "Don't Let The Sun Go Down On Me" In This Moment" Imagine" | "Don't Let The Sun Go Down On Me" In This Moment" Imagine" | "Don't Let The Sun Go Down On Me" In This Moment" Imagine" | "Don't Let The Sun Go Down On Me" In This Moment" Imagine" | "Don't Let The Sun Go Down On Me" In This Moment" Imagine" | "Don't Let The Sun Go Down On Me" In This Moment" Imagine" | "Don't Let The Sun Go Down On Me" In This Moment" Imagine" | "Don't Let The Sun Go Down On Me" In This Moment" Imagine" | "Don't Let The Sun Go Down On Me" In This Moment" Imagine" | "Don't Let The Sun Go Down On Me" In This Moment" Imagine" | "Don't Let The Sun Go Down On Me" In This Moment" Imagine" | "Don't Let The Sun Go Down On Me" In This Moment" Imagine" | "Don't Let The Sun Go Down On Me" In This Moment" Imagine" | "Don't Let The Sun Go Down On Me" In This Moment" Imagine" | "Don't Let The Sun Go Down On Me" In This Moment" Imagine" | "Don't Let The Sun Go Down On Me" In This Moment" Imagine" | "Don't Let The Sun Go Down On Me" In This Moment" Imagine" | "Don't Let The Sun Go Down On Me" In This Moment" Imagine" | "Don't Let The Sun Go Down On Me" In This Moment" Imagine" | "Don't Let The Sun Go Down On Me" In This Moment" Imagine" | Elton John Written by Ryan Gillmor John Lennon | Elton John Written by Ryan Gillmor John Lennon | Elton John Written by Ryan Gillmor John Lennon | Elton John Written by Ryan Gillmor John Lennon | Elton John Written by Ryan Gillmor John Lennon | Elton John Written by Ryan Gillmor John Lennon | Elton John Written by Ryan Gillmor John Lennon | Elton John Written by Ryan Gillmor John Lennon | Elton John Written by Ryan Gillmor John Lennon | Elton John Written by Ryan Gillmor John Lennon | Elton John Written by Ryan Gillmor John Lennon | Elton John Written by Ryan Gillmor John Lennon | Elton John Written by Ryan Gillmor John Lennon | Elton John Written by Ryan Gillmor John Lennon | Elton John Written by Ryan Gillmor John Lennon | Elton John Written by Ryan Gillmor John Lennon | Elton John Written by Ryan Gillmor John Lennon | Elton John Written by Ryan Gillmor John Lennon | Elton John Written by Ryan Gillmor John Lennon | Elton John Written by Ryan Gillmor John Lennon | Elton John Written by Ryan Gillmor John Lennon | Elton John Written by Ryan Gillmor John Lennon | Elton John Written by Ryan Gillmor John Lennon | Elton John Written by Ryan Gillmor John Lennon | Elton John Written by Ryan Gillmor John Lennon | Elton John Written by Ryan Gillmor John Lennon | Elton John Written by Ryan Gillmor John Lennon | Elton John Written by Ryan Gillmor John Lennon | Elton John Written by Ryan Gillmor John Lennon | Elton John Written by Ryan Gillmor John Lennon | Elton John Written by Ryan Gillmor John Lennon | Elton John Written by Ryan Gillmor John Lennon | Elton John Written by Ryan Gillmor John Lennon | Elton John Written by Ryan Gillmor John Lennon | Elton John Written by Ryan Gillmor John Lennon | Elton John Written by Ryan Gillmor John Lennon | Elton John Written by Ryan Gillmor John Lennon | Elton John Written by Ryan Gillmor John Lennon | Elton John Written by Ryan Gillmor John Lennon | Elton John Written by Ryan Gillmor John Lennon | Elton John Written by Ryan Gillmor John Lennon | Elton John Written by Ryan Gillmor John Lennon | Elton John Written by Ryan Gillmor John Lennon | Elton John Written by Ryan Gillmor John Lennon | Elton John Written by Ryan Gillmor John Lennon | Elton John Written by Ryan Gillmor John Lennon | Elton John Written by Ryan Gillmor John Lennon | Elton John Written by Ryan Gillmor John Lennon | Elton John Written by Ryan Gillmor John Lennon | Elton John Written by Ryan Gillmor John Lennon | Elton John Written by Ryan Gillmor John Lennon | Elton John Written by Ryan Gillmor John Lennon | Elton John Written by Ryan Gillmor John Lennon | Elton John Written by Ryan Gillmor John Lennon | Elton John Written by Ryan Gillmor John Lennon | Elton John Written by Ryan Gillmor John Lennon | Elton John Written by Ryan Gillmor John Lennon | Elton John Written by Ryan Gillmor John Lennon | Elton John Written by Ryan Gillmor John Lennon | Elton John Written by Ryan Gillmor John Lennon | Elton John Written by Ryan Gillmor John Lennon | Elton John Written by Ryan Gillmor John Lennon | Elton John Written by Ryan Gillmor John Lennon | Elton John Written by Ryan Gillmor John Lennon | Elton John Written by Ryan Gillmor John Lennon | Elton John Written by Ryan Gillmor John Lennon | Elton John Written by Ryan Gillmor John Lennon | Elton John Written by Ryan Gillmor John Lennon | Elton John Written by Ryan Gillmor John Lennon | Elton John Written by Ryan Gillmor John Lennon | Elton John Written by Ryan Gillmor John Lennon | Elton John Written by Ryan Gillmor John Lennon | Elton John Written by Ryan Gillmor John Lennon | Elton John Written by Ryan Gillmor John Lennon | Elton John Written by Ryan Gillmor John Lennon | Elton John Written by Ryan Gillmor John Lennon | Elton John Written by Ryan Gillmor John Lennon | Elton John Written by Ryan Gillmor John Lennon | Elton John Written by Ryan Gillmor John Lennon | Elton John Written by Ryan Gillmor John Lennon | Elton John Written by Ryan Gillmor John Lennon | Elton John Written by Ryan Gillmor John Lennon | Elton John Written by Ryan Gillmor John Lennon | Elton John Written by Ryan Gillmor John Lennon | Elton John Written by Ryan Gillmor John Lennon | Elton John Written by Ryan Gillmor John Lennon | Elton John Written by Ryan Gillmor John Lennon | Elton John Written by Ryan Gillmor John Lennon | Elton John Written by Ryan Gillmor John Lennon | Elton John Written by Ryan Gillmor John Lennon | Elton John Written by Ryan Gillmor John Lennon | Elton John Written by Ryan Gillmor John Lennon | Elton John Written by Ryan Gillmor John Lennon | Elton John Written by Ryan Gillmor John Lennon | Elton John Written by Ryan Gillmor John Lennon | Elton John Written by Ryan Gillmor John Lennon | Elton John Written by Ryan Gillmor John Lennon | Elton John Written by Ryan Gillmor John Lennon | Elton John Written by Ryan Gillmor John Lennon | Elton John Written by Ryan Gillmor John Lennon | 1.er Finalista | 1.er Finalista | 1.er Finalista | 1.er Finalista | 1.er Finalista | 1.er Finalista | 1.er Finalista | 1.er Finalista | 1.er Finalista | 1.er Finalista | 1.er Finalista | 1.er Finalista | 1.er Finalista | 1.er Finalista | 1.er Finalista | 1.er Finalista | 1.er Finalista | 1.er Finalista | 1.er Finalista | 1.er Finalista | 1.er Finalista | 1.er Finalista | 1.er Finalista | 1.er Finalista | 1.er Finalista | 1.er Finalista | 1.er Finalista | 1.er Finalista | 1.er Finalista | 1.er Finalista | 1.er Finalista | 1.er Finalista | 1.er Finalista | 1.er Finalista | 1.er Finalista | 1.er Finalista | 1.er Finalista | 1.er Finalista | 1.er Finalista | 1.er Finalista | 1.er Finalista | 1.er Finalista | 1.er Finalista | 1.er Finalista | 1.er Finalista | 1.er Finalista | 1.er Finalista | 1.er Finalista | 1.er Finalista | 1.er Finalista | 1.er Finalista | 1.er Finalista | 1.er Finalista | 1.er Finalista | 1.er Finalista | 1.er Finalista | 1.er Finalista | 1.er Finalista | 1.er Finalista | 1.er Finalista | 1.er Finalista | 1.er Finalista | 1.er Finalista | 1.er Finalista | 1.er Finalista | 1.er Finalista | 1.er Finalista | 1.er Finalista | 1.er Finalista | 1.er Finalista | 1.er Finalista | 1.er Finalista | 1.er Finalista | 1.er Finalista | 1.er Finalista | 1.er Finalista | 1.er Finalista | 1.er Finalista | 1.er Finalista | 1.er Finalista | 1.er Finalista | 1.er Finalista | 1.er Finalista | 1.er Finalista | 1.er Finalista | 1.er Finalista | 1.er Finalista | 1.er Finalista | 1.er Finalista | 1.er Finalista | 1.er Finalista | 1.er Finalista | 1.er Finalista | 1.er Finalista | 1.er Finalista | 1.er Finalista | 1.er Finalista | 1.er Finalista | 1.er Finalista | 1.er Finalista |

## Carrera profesional

### 2008-2009: primer álbum, gira de conciertos yChristmas from the Heart
Las primeras apariciones de David en los charts de música fueron en las tres canciones que él realizó en el final de American Idol, Don't Let The Sun Go Down On Me, In This Moment, y Imagine, debutó en el Billboard Hot 100 en la semana del 7 de junio de 2008. Imagine entró en el puesto #36 (dando a David su primer hit Top 40), Don't Let The Sun Go Down On Me en el #58, y In This Moment entró en el puesto #60. Esa misma semana tuvo tres canciones en Bubbling Billboard y en el Hot 100 Singles, así, en sus versiones de Longer, Think of Me, y Angels debutó en el #15, #19 y #24 respectivamente. Para julio de 2008 en So You Think You Can Dance, una competencia de baile de reality show, la cubierta que bailaron fue la versión de Imagine de John Lennon fue la música que incluya a los concursantes Katee Shean y Wingfield William con su Pas de deux de rendimiento.
Archuleta firmó con Jive Records en junio de 2008. Su álbum homónimo, David Archuleta (álbum), fue lanzado en noviembre de 2008. Su primer sencillo Crush fue lanzado en agosto de 2008, sobre Z100, una estación de radio de Nueva York. El 12 de agosto "Crush" se hizo disponible en iTunes. Debutó en el número dos en el Billboard Hot 100, superado solo por Disturbia de Rihanna. Fue el mejor debut de éxitos en más de 18 meses. De acuerdo con Nielsen SoundScan, la canción vendió 166.000 descargas en la primera semana en Estados Unidos. Ha vendido 1,92 millones de copias digitales en los EE. UU.
Junto con el ganador de American Idol, David Cook, Archuleta se acomodó en segundo lugar de la lista de Forbes Breakout Stars de 2008. Los dos copresentaron un premio en los Teen Choice Awards en agosto de 2008. Archuleta recibió una tabla de surf por "La mayoría de fans".
Desde el lanzamiento de su álbum debut, Archuleta ha lanzado tres nuevas canciones: Let's Talk About Love (La canción del tema de Build-A-Bear), Save the Day (lanzado solo en Japón como bonus track en su álbum) y Zero Gravity. En febrero, se anunció que Archuleta estará de gira por el Reino Unido en apoyo a la banda británica McFly en su "Hasta cerca... Y esta vez es personal" tour. La gira comenzó el 21 de abril del 2009 y continuó hasta mayo. Archuleta también se convirtió en el acto de apertura para la gira de Demi Lovato, que comenzó el 21 de junio del 2009.
El 22 de abril del 2009, Archuleta volvió a los escenarios de American Idol en su octava temporada y realizó el tercer sencillo de su álbum debut, Touch My Hand. El 30 del mismo mes, hizo su primera aparición en televisión del Reino Unido, en Paul O'Grady Show interpretando Crush y a charlar sobre su álbum. En mayo, Archuleta y su compañero de American Idol, David Cook, visitó las Filipinas. Dos días más tarde, realizó presentaciones en vivo en dos shows de GMA-7. También confirmó que estaba trabajando en dos nuevos álbumes, su segundo álbum de pop y un álbum de Navidad. En agosto de 2009, Archuleta ganó tres Teen Choice Awards por Breakout Artist, Love Song, y la categoría Music Tour con Demi Lovato. En septiembre ganó el Año en Música - Rising Male Star en los ALMA Awards y realizó un cover de Contigo En La Distancia.
El 16 de mayo de 2009; David Archuleta y David Cook cantaron en el Mall of Asia: Concert Grounds for their Back-to-Back Concert en Manila, Filipinas.
Archuleta publicó un libro de memorias titulado Chords of Strength: A Memoir of Soul, Song, and the Power of Perseverance, una referencia a "la parálisis parcial de vocales que sufrió en el 2004, pero se ha recuperado por completo de eso", el 1 de junio. Fue en una firma de libros a partir gira en Ridgewood, Nueva Jersey.

### 2010-2011:The Other Side of Downy recesión musical

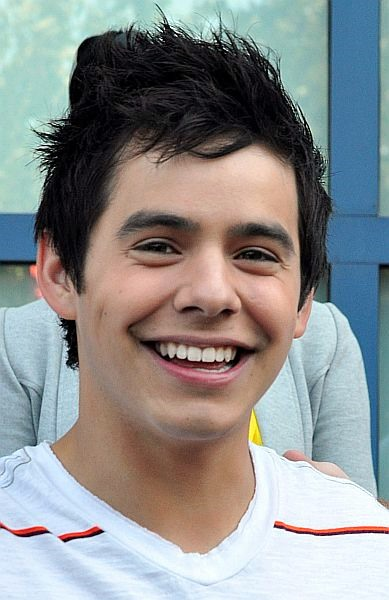
Fotografiado en 2010.

David regresó de nuevo a los escenarios de American Idol el 7 de abril del 2010 en la novena temporada de la serie y cantó Imagine de John Lennon, que ya había actuado anteriormente, cuando él era un concursante de American Idol. Después de su actuación, él mencionó que él estaba trabajando en su tercer álbum de estudio. Cantó The Star-Spangled Banner y Stand by Me en el 30 aniversario del anual de un concierto del Capitolio Cuarto en Washington D.C el cuatro de julio. El espectáculo fue transmitido por la cadena PBS. Archuleta se presentó en vivo en el Tejano Music Awards que cubre una de las canciones Como la flor de la cantante de Tex-mex, Selena, en el evento como un homenaje el 11 de julio de 2010.
En una entrevista con algo de AOL's Something Pitchy, Archuleta reveló que el lanzamiento de su tercer álbum está previsto para el otoño de 2010 (que se mencionaba el lanzamiento a finales de septiembre, pero luego lo retrasó). El 24 de junio del 2010, Jive Records anunció que su nuevo sencillo "Something 'Bout Love" sería lanzado en DavidArchuleta.com el 13 de julio, y en iTunes el 20 de julio. El nuevo álbum The Other Side of Down fue lanzado el 5 de octubre de 2010. La promoción continuó con tours en Asia y Norteamérica en 2011.
El 19 de diciembre de 2011 durante su tour My Kind of Christmas David Archuleta anunció que se retiraría 2 años de la música para dedicarse a tiempo completo a ser misionero de La Iglesia de Jesucristo de los Santos de los Últimos Días en Chile.

## Otras actividades

### Filantropía
Archuleta se está asociando con Do Something.org, junto con la Dunkin' Brands Community Foundation, para ayudar a los adolescentes dispuestos a mejorar las vidas de otros que han sufrido desastres. También es una de las varias cele
Además, David colaboró en un sencillo benéfico junto a 25 artistas latinos como: Ricky Martin, Shakira, Juanes, Gloria Estefan, Chayanne, Thalía, Juan Luis Guerra, Ricardo Montaner, Jon Secada, Luis Fonsi, Cristian Castro, José Luis "Puma" Rodríguez, Pee Wee, entre otros; en la adaptación latina de la canción de Michael Jackson, We Are the World 25 for Haiti (Somos el Mundo) a beneficio de los afectados del Terremoto de Haití de 2010.

### Actuación
Archuleta hizo una aparición como él mismo en el show de Nickelodeon, iCarly capítulo titulado iRocked the Vote, episodio emitido el 7 de febrero del 2009. También ha hecho una aparición especial en la tercera temporada de Hannah Montana en el episodio Promma Mia, haciendo un dueto con Hannah Montana para dicho episodio con la canción "I Wanna Know You". Y una miniserie que hizo en Filipinas llamada Nandito Ako donde él era Josh Bradley, un filipino-americano que perdió a su madre en un incendio de hotel. Después su tío se lo llevó a los Estados Unidos convirtiéndose en un cantante internacional, la historia tomaría un drástico cambio cuando David se entera de que su madre no murió en el incendio y comienza a buscarla.

## Influencias, estilo musical y voz
La madre de David es de Honduras, él habla español y la mayoría de la música que David escuchaba cuando era pequeño era latina, incluyendo que él escuchaba a su mamá cantar con sus hermanas. Ella también se dedicaba al baile, según Archuleta, y él bailaba música tradicional con su hermana mayor. Él también escuchaba mucho Jazz, en una entrevista, Archuleta reveló que su padre fue músico de Jazz. David dice que disfruta mucho de los musicales de Broadway.
David Archuleta tiene influencias musicales de Michael Jackson, Christina Aguilera, Natalie Cole, Mariah Carey, Stevie Wonder, Kirk Franklin y Brian McKnight. Al igual que Elliott Yamin y otro cantante que admira, John Mayer, Archuleta trata de infundir sus selecciones pop con un toque soul. En una entrevista con la revista Seventeen cita a Sara Bareilles como cantante y compositora inteligente a quien admira.

## Vida personal
En 2014, se declaró abiertamente homosexual ante su familia, pero no lo hizo público sino hasta 2021. En 2024, reafirmó su sexualidad, aclarando que se identificaba como gay.

## Discografía
| Álbumes de estudio - 2008: David Archuleta - 2009: Christmas from the Heart - 2010: The Other Side of Down - 2012: Forevermore (Philippines release) - 2012: Begin - 2013: No Matter How Far - 2017: Postcards In The Sky EP - 2009: David Archuleta: American Idol EP - 2009: AOL Sessions 2008 - 2009: Fan Pack - 2017: Orion - 2017: "Leo" | Sencillos - "Crush" - "A Little Too Not Over You" - "Touch My Hand" - "Have Yourself a Merry Little Christmas" - "Something 'Bout Love" - "Elevator" - "Falling Stars" - "Wait" - "Forevermore" - "I'll Never Go" - "Everybody Hurts" - "Rainbow (Remix)" - "Don't Run Away" - "Nunca Pensé" - "Prayer" - "Numb" - "My Little Prayer" - "Up All Night" - "Say Me" - "Invincible" - "Ok all right" - "Just breath" |

## Giras musicales
- American Idols LIVE! Tour 2008 - (7/1-9/13)
- David Archuleta Solo Tour 2009 - (2/24-3/27)
- McFly UK Spring Tour 2009 (Acto de Apertura) - (4/24-5/10)
- Demi Lovato Summer Tour 2009 (Acto de Apertura) - (6/20-8/21)
- Demi Lovato Fall Tour 2009 (Acto de Apertura) - (10/29-10/31)
- Christmas from the Heart Tour - (2009) (11/27-12/20)
- The Other Side of Down Asian Tour - (2011)
- My Kind of Christmas Tour - (2011)
- Orion Tour - (2017)

## Premios
| Año  | Premiación            | Premio                         | Resultado              |
| ---- | --------------------- | ------------------------------ | ---------------------- |
| 2008 | Teen Choice Awards    | Most Fanatic Fans              | Ganó                   |
| 2008 | Teen Choice Awards    | Best Smile (Post Show)         | Ganó                   |
| 2009 | Teen Choice Awards    | Breakout Artist                | Ganó                   |
| 2009 | Teen Choice Awards    | Music: Love Song (por "Crush") | Ganó                   |
| 2009 | Teen Choice Awards    | Music Tour                     | Ganó (con Demi Lovato) |
| 2009 | Alma Awards           | Music Rising Star              | Ganó                   |
| 2010 | Teen Choice Awards    | Fanatic Fans                   | Nominado               |
| 2010 | Teen Choice Awards    | American Idol Alum             | Ganó                   |
| 2010 | J-14 Teen Icon Awards | Iconic Fan Favorite            | Ganó                   |
| 2010 | J-14 Teen Icon Awards | Iconic Tweeter                 | Nominado               |